# 仮面ライダーフォーゼ
『仮面ライダーフォーゼ』（かめんライダーフォーゼ、欧文表記:KAMEN RIDER FOURZE）は、2011年9月4日から2012年8月26日まで、テレビ朝日系列で毎週日曜8時から8時30分（JST）に全48話が放映された、東映制作の特撮テレビドラマ作品、および作中で主人公が変身するヒーローの名称である。
平成仮面ライダーシリーズ第13作にして、仮面ライダー生誕40周年記念作品。キャッチコピーは「青春スイッチオン」、「宇宙キター!」。

## 概要
本作品では、東映での小惑星探査機はやぶさを題材にした映画『はやぶさ 遥かなる帰還』の制作、スペースシャトル退役など宇宙関連の話題が相次いだこと、放映年がユーリイ・ガガーリンらによる人類初の有人飛行から50年後であることから「宇宙」をテーマとし、特に「宇宙開発」を色濃く出した設定となっている。また、ジョン・ヒューズ監督の映画作品を意識したかのような、シリーズ初の「学園青春ドラマ」に沿って物語は進行する。この設定について、スタッフはいわゆる「ご近所もの」という後者に、スケールにギャップのある前者を組み合わせることにより生じる「新たな面白さ」を追求した挑戦だと語っている。本作品は主人公の弦太朗が仲間との友情を築き上げることも作品の大きな魅力の1つで、脚本を担当することになった中島かずきによると、この行動には「「仮面ライダーであること」を我々はどう考えるか」が軸になっているという。
本作品では、一般人である主人公や敵の人間がアストロスイッチと呼ばれるキーアイテムを用いて仮面ライダーや怪人へ変身する。怪人の正体が視聴者に判明するまでは声に特殊な加工が施され、「仮面ライダー部」が犯人（怪人）の正体を探索するなど、前々作『仮面ライダーW』に似た構成となっている。また、『W』の後半で登場した闇の組織「財団X」は本作品の劇場版でも登場し、後にはテレビシリーズにも登場する。その一方、世界観は『W』の「風都」という都市単位に対し、本作品では「天ノ川学園高校」というさらに狭い範囲での物語がなされている。そのため、ゲストの大半が学園の生徒に限定され、以前に登場した人物が敵となって再登場したり、かつて怪人として仮面ライダーに倒された人物が何らかの形で再登場したりと、より人物像を濃く描いた部分がある。
本作品の企画準備を進めていたところ、2011年3月11日に東日本大震災が発生して企画作業も諸所に中断したが、やがて再開した。その際、スタッフたちが「震災後に登場する新しいヒーロー、その1番手」になることに気づき、「子供たちをとにかく明るく元気にしたい！」という思いを込め、本作品でそれを実現しようとフォーゼを「日本を元気にするヒーロー」と定義している。そのため、平成主役ライダーに伝統で取り込まれていたマスクデザインの涙ライン（涙の跡に見えるライン）は、意図的につけていない。
次作『仮面ライダーウィザード』以降は全編のメインカメラがアーノルド&リヒターのフルHDカメラ「ALEXA」に変更されたため、本作品は『仮面ライダーゴースト』にて再び使用されるまで、パナソニックの「VARICAM」（＝シネライクガンマ）を使用した最後の作品となった。
主人公がリーゼントヘアーであることに対して多くの抗議が寄せられたとされ、次々作『仮面ライダー鎧武/ガイム』でメインライターを務めた虚淵玄は本作品の件を引き合いに出し、抗議を受けそうな要素の除去が徹底していたと証言している。

### シリーズ40周年記念作品
第1作『仮面ライダー』が放送されてから40年目に当たる年に放映が開始された本作品は、後述するようにシリーズを意識した設定がなされている。テレビシリーズ以外での他の仮面ライダーシリーズとの関連は、#他媒体展開を参照。スタッフは、「テレビシリーズでの『過去の仮面ライダー』との共闘は『仮面ライダーディケイド』で行ったので、極力別の路線で制作したい」と発言している。
- 昭和シリーズも含む過去のシリーズ作品に登場した仮面ライダーたちの存在が、都市伝説として語り継がれている[10]。
  - 本作品の第2話に登場した、都市伝説として扱われた過去の仮面ライダーの映像はすべて新撮されたものである[11]。
- 「40周年」にちなみ、フォーゼが使用する「アストロスイッチ」の個数も40個存在する[4]。
- 仮面ライダー部の部員のネーミングは、「仮面ライダーシリーズ」が40周年であることと、部員が7人の予定であったことから、過去のシリーズ作品の登場人物の名前をアナグラムにしたものとなっており、その関係者も過去の作品の登場人物に因んだものが多い（#登場人物も参照）[12][13]。

## あらすじ
西暦2011年、天ノ川学園高校にリーゼントに短ランという往年のツッパリスタイルの転校生・如月弦太朗がやってきた。教室に入ってきた弦太朗は「この学校の生徒全員と友達になる」と宣言する。彼の言葉に困惑し、呆れる生徒たちをよそに、幼なじみの城島ユウキは彼との再会を喜び、同じくクラスメイトで登校中に彼と一悶着起こしていた歌星賢吾は嫌悪感を隠さずにいた。一方、ユウキに学内を案内された弦太朗だったが、この天ノ川学園高校は学園一の情報通・JK（）をはじめ、非常に個性豊かな生徒たちが多い学校であることを知り、さらに学園のルールを知らなかったために、学園ヒエラルキーの頂点に立つ、アメフト部部長の大文字隼とチア部部長の風城美羽に目をつけられてしまうなど、登校初日から様々なトラブルに遭遇してしまう。
そんな中、弦太朗の前に突如ゾディアーツと呼ばれる怪物が現れる。弦太朗は勇猛果敢に立ち向かうが、敵うはずもなく、賢吾が操縦するパワーダイザーの援護もあってその場を切り抜けた。
本格的に活動を始めたゾディアーツと戦うため、賢吾はフォーゼドライバーを装着しようとするが、元来の病弱体質が祟り、ユウキに止められる。それを見かねた弦太朗は、賢吾からドライバーを奪い、彼に代わってフォーゼに変身する。ゾディアーツを退けた弦太朗は、戦いの一部始終を見ていた少女・野座間友子からネット上にある都市伝説の一つ「仮面ライダー」に似ていると言われ、仮面ライダーフォーゼと名乗るようになる。こうして学園生徒全員と友達になる目標を掲げた学園生活を送りながら、ユウキと共に仮面ライダー部を結成した。
やがて、そんな弦太朗の人柄に触れることで彼と友情を交わした隼、美羽、友子、JK、そして賢吾を加え、仮面ライダー部と弦太朗＝仮面ライダーフォーゼの学園の平和を乱すゾディアーツとの戦いと青春の日々が始まった。

## 登場人物
基本的にテレビシリーズにおけるもの。最終回から5年後の世界を描く劇場版『MOVIE大戦アルティメイタム』などの客演作品における設定・活動について見出しで節を分けて記述。弦太朗、流星、我望の三人は仮面ライダー部の部室が月面にあるため、月に因んだネーミングとなっている。

### 仮面ライダー部
各自の入部した時系列は#用語の「仮面ライダー部」の項目を参照。
如月 弦太朗（） / 仮面ライダーフォーゼ
仮面ライダーフォーゼに変身する主人公。
天ノ川学園高等学校2年B組に転校してきた男子生徒。17歳。4月からは3年B組在籍。一人称は「俺」。
学園内では規定の制服を着用せず、短ラン・Tシャツ・ボンタン、つぶして薄くした革製の改造学生鞄にリーゼントという昭和時代の不良のような格好にアイデンティティを持つ。
転入初日にゾディアーツと遭遇し、賢吾から奪ったフォーゼドライバーで変身。当初は賢吾と対立するもユウキのアドバイスにより、自分がフォーゼに変身する肉体労働、彼に分析や助言を任せる頭脳労働という関係を成立させ、仮面ライダーフォーゼとして闘うこととなった。その後フォーゼの力で学園を守るべく独断で仮面ライダー部を創立、高校生活を楽しむ傍ら、仲間を集めてゾディアーツから生徒を守る闘いをくり広げる。
服装に反して正義感が強く、情に脆いまっすぐな性格の持ち主。ユウキとは幼馴染みで、転入した天高にて再会を果たす。小学3年時に両親が交通事故で死去して以降、祖父・吾郎に引き取られ、彼の仕事の関係上全国を転々としながら過ごしてきた。弦太朗に新しい友達ができるたびに両親が大喜びした感動と全国を転校し続けた経緯から、「友達を作る」ことに意義を見出しており、学園内では「この学園の生徒全員と友達になる男」と自称している。友達になった相手には友情の確認の意味を込め、握手と共に互いの拳を数回打ち合わせる「友情のシルシ」を交わす。身体能力は高くケンカも強く、ダブルダッチという特技も持つ。一方で、勉強はからっきし駄目だが、初めてフォーゼに変身した際に、ユウキから少しスイッチの使い方を教えてもらうだけで自分で応用を効かせて戦うことが出来たり、それまで経験のなかったボクシングやギターを短期間の練習や経験で、ある程度こなせるようになるなど学習能力は高い。吾郎から受け継いだ「○○は心の××だ」が口癖で、対面時の自己アピールの時に、自身の胸を2回叩いて相手を指差すという動作をする。
平素の思考・行動こそ短絡的かつ型破りだが、おおらかな性格ゆえ「気に入らない奴ほど友達になる」と豪語するなど、周囲には悪事を働く者を含めて分け隔てなく接する。そういった考えの下で多くの人間と積極的に関わってきた経緯から、他人のクセや心に潜めた本質を見抜く洞察力と、周囲の言動に心を乱されにくい年齢不相応な落ち着きを併せ持っており、無意味に傲慢な態度をとることはない。ただし元々直情気質で思い込みが激しいため、よかれと思ってやったことが裏目に出て、相手の反感を買うことが若干ある。また相手の善悪にかかわらず友情を求めることも多いが、逆に一旦友達になった人間が必ずしも善だとは思っていないため、疑うこともある。なお年相応に異性に関心はあるが、色恋沙汰にはかなり鈍感。ただ天高のプロムの際には、美羽に加えてフォーゼに助けられた元スイッチャーの卒業生2人に誘われたり、3年時の同級生・高村優希奈に片思いされたりと、本人の意図しないところで中々モテている。
フォーゼになった経緯こそ強引だが「全てを受け入れよう」という姿勢からスイッチによるステイツチェンジを成功させ、積極的に仲間を増やしてきた行動により培った人間同士の絆によってコズミックステイツを実現させるなど、フォーゼの力を引き出すための高い資質を備えている。なお自分がフォーゼであることを隠す意識は薄く、緊急事態には周りに一般生徒や教職員がいても構わずに変身し、仮面ライダー部の活動についても平然と口にしているため、彼の関知していないところで正体を知っている生徒もいる。ただし「学園の平和を守る」など漠然としたことしか言っておらず、部の核心までは（特に教職員には）彼もさすがに口にしないため、彼と関わりを持たない生徒および教師からは単なる変わり者として見られている。
我望との決戦後は復活した賢吾、正式入部したハルと蘭を交え、仮面ライダー部を宇宙仮面ライダー部に改名し、宇宙へ旅立つことを目指して活動を再開した。
- 企画段階では強面の不良寄りのキャラクターであったが、演じる福士蒼汰にあわせて笑顔の似合うキャラクターとなった。友達を作るという設定は、子供たちの日常と繋がった感覚で観てもらいたかったため、理由付けをしっかりとはしなかった。通りすがりのお節介な転校生として誰かの代わりに宣言してやるなどといった行動は、弦太朗が背負っているものがない普通の高校生の男の子だからこそ他人のことも全部背負える主人公にするため、込み入った設定はほとんどが賢吾に設定され、気持ちだけで行動する方向に落ち着くものとなった。名前の由来は如月が「月の如し」、弦太朗の弦が「弦月」、朗が「良い月」の意となっている。

『小説 仮面ライダーフォーゼ』
持ち前の直感で宇宙京大に合格するも、進路を決めかねていた。しかし、卒業時に起きたある事件と、それ以前の出会い（『ウィザード&フォーゼ』での出会い）をきっかけに教師を目指すこととなる。
『仮面ライダー×仮面ライダー ウィザード&フォーゼ MOVIE大戦アルティメイタム』
仮面ライダー部の面々が学園と地球を守った戦いから5年後、22歳。新米教師として母校である新・天ノ川学園高校に赴任。服装こそスーツになったが、特徴的なリーゼントヘアーは未だ健在。1年A組の担任としてクラスの超問題児集団・怪人同盟の問題行動に手を焼きつつ、文字通り命をかけて彼らの更生に挑む。また、現在は部員がたった1人だけとなってしまった宇宙仮面ライダー部の顧問にもなっている。途中で風田三郎＝サナギマンと協力して番場影人＝ヘラクレス・ゾディアーツと戦うことになる。仮面ライダーではなく教師として風田三郎に向かい合うため、フォーゼドライバーを溶鉱炉に自ら投げ込み破棄。三郎がサナギマンからイナズマンへと殻を破るきっかけを作る。ヘラクレス・ゾディアーツがイナズマンに倒された後に現れたアクマイザーのイビルの後を追い5年前の世界へと飛び、そこにいた5年前の自分からフォーゼドライバーを借り受ける。（フォーゼ編）
5年前の世界にて仮面ライダーウィザード＝操真晴人との再会を果たし、同じく再会を果たした仮面ライダーなでしこ＝美咲撫子、メテオ、魔法で召喚された4人の先輩ライダーたちと協力してアクマイザー軍団との最後決戦に挑む。（MOVIE大戦アルティメイタム）
『仮面ライダー平成ジェネレーションズ FINAL ビルド&エグゼイドwithレジェンドライダー』
『ウィザード&フォーゼ』のフォーゼ編よりも前の話とされ、宇宙に旅立つユウキとサポート役の賢吾を見送るため、ロシアに行っている間に事件が発生したことが明かされている。

歌星 賢吾（）
2年B組在籍の男子生徒。17歳。一人称は「俺」だが、第12話で一度だけ「僕」を用いていた。両親が亡くなり、高校からは1人暮らし。
明晰な頭脳の持ち主ながら生まれつきの虚弱体質で、「保健室の先生より長く保健室にいる」という噂があるほどだが、それを口実に授業のサボタージュも多いため、優秀な成績にもかかわらず、出席日数が足りないなど進級に支障が出かねないほど内申点は著しく低く教師からは問題児扱いされている。本来ならば自らフォーゼに変身したいが、その体質のために変身できずにおり、自身の虚弱さに憤りを抱いている。
内向的で他者に対して心を開くことは滅多にない。さらに毒舌家でもあり、思ったことは歯に衣着せずにズバズバと言い、価値観のそぐわない相手に辛辣な言葉をぶつけたり、「時間の無駄」としてしばしば物事を否定する。弦太朗の編入以前は、ユウキ以外にはほとんど友人もいなかったが、前述の物言いが的確なアドバイスとして成立することもあるため、他の生徒からは一目置かれた存在であるほか、彼を慕う女生徒も少なからずいる。ユウキを除けば同級生および下級生に対しては基本的に男女を問わず姓を呼び捨てで呼んでいたが、第47話以降は弦太朗のことも名前で呼ぶようになった。
17年前にアストロスイッチの開発者だった父・緑郎を失っており、現在は1人暮らしである。1年前の誕生日に贈られたゲートスイッチの力でラビットハッチへのゲートを手に入れて以来、父親の遺した資料を元にアストロスイッチとフォーゼドライバーに関する研究を行っていた。
当初は弦太朗を拒絶し、強引にフォーゼドライバーを奪って変身した際は、パワーダイザーで掴みかかっている。後に知識の豊富さを信頼してくれた彼を認め、フォーゼドライバーを託し、自身は参謀としてサポートに徹する。戦闘時以外にもアストロスイッチのメンテナンスを欠かさず行っており、弦太朗と共同して随時スイッチを導入するテストを行うのが日課となっている。
また、無断でラビットハッチを使用していた仮面ライダー部を部活と認めていなかったが、月面に取り残された際に孤独を味わい、その後弦太朗に助けられた一件から考えを改め、弦太朗と友達になると同時に月面でライダー部の旗を立て学園と地球の自由と平和を守る仮面ライダー部の正式なスタートを宣言。美羽と隼の卒業による新体制では副部長扱いになった。
内向的な性格はライダー部の面々と接するうちに変わっていき、第46話では、友達や絆を否定する我望に対して激烈な怒りを露にした。それと同時に彼から放たれたエネルギー波がホロスコープスが作り出したダークネビュラをも消失させ、サジタリウスとレオを瞬時に撤退させた。
その正体は、体内にあったコアスイッチから生まれた存在・コアチャイルドであり、緑郎の実子では無い。本人も終盤までそのことを知らなかったが、上記の出来事をきっかけにコアチャイルドとして覚醒した。虚弱な体や発作も覚醒のためのコズミックエナジーの副作用であり、フォーゼドライバーが使えなかったのも覚醒前はストッパーがかかっているためであった。コアチャイルドとして覚醒したことで、人間という知性体のサンプルとしてプレゼンターの元に向かうという使命を知り、ライダー部の面々と別れることに苦悩するが、弦太朗に再会を約束されたことによってプレゼンターの元に行くことを決心。流星や弦太朗の協力によって月面からフォーゼドライバーを用いてプレゼンターの元に向かおうとするが、サジタリウス・ノヴァによってコアスイッチを破壊され自身の肉体も消滅してしまう。
自身が最期に残した手紙からライダー部は我望の支配から卒業する道を選び、和解のきっかけを作った。最終決戦後、消滅寸前の我望がアクエリアスの力によってコアスイッチを修復したため復活を果たす。コアスイッチは手元になく、普通の人間になったことが示唆されている。
『戦国MOVIE大合戦』では彼にそっくりなフォーゼ軍武将が登場。
- 名前は本郷 猛（）のアナグラム。
- 当初からコアスイッチが身体の中にあるという設定であったものの、それとは別の設定が長谷川の指摘から急遽変更となって現在のように賢吾がコアチャイルドという設定となった。

『仮面ライダー×仮面ライダー ウィザード&フォーゼ MOVIE大戦アルティメイタム』
テレビシリーズでの復活後はコアチャイルドとしての能力が発現しないまま普通の人間として生きており、現在は宇宙京都大学の大学院で院生としてコズミックエナジーの研究やプレゼンターに会う方法を模索する日々を送る。その一方で、ダスタードを寄せ付けないほどの戦闘能力を鍛錬し身に付けた模様。
『仮面ライダー平成ジェネレーションズFINAL ビルド&エグゼイドwithレジェンドライダー』
『ウィザード&フォーゼ』の『フォーゼ編』よりも前の話とされ、宇宙に旅立つユウキのサポート役としてロシアに行っている。ただし、作中には登場しない。

城島 ユウキ（）
2年B組在籍の女子生徒で弦太朗の幼馴染。17歳。髪は黒のロングヘア。一人称は「あたし」。
天真爛漫でノリのいい性格は小学三年生時の同級生である弦太朗と馬が合い、彼を「弦ちゃん」と呼んでいる。天高の生徒の中では唯一最初から彼に理解を示しており、仮面ライダー部設立に賛同し、部員第1号となる。また、フォーゼの変身時に居合わせた場合には、フォーゼの後ろで一緒にポーズを取っている。
1年生のころ、賢吾の誕生日当日に宇宙科学者である歌星博士の息子であるという理由で賢吾と接触。そこからラビットハッチを訪れたことをきっかけに賢吾に協力。フォーゼドライバーの使用方法も熟知していた。
幼いころに星からの呼び声を聞いた経験から宇宙に憧れを抱き、宇宙飛行士になって宇宙へ行くこと夢見る宇宙オタク。学園に入学したのも我望の著書に感銘を受け、自分の夢に近しいと判断したためである。今でもはやぶさやスペースシャトルのかぶり物をし、独自に「がんばれ、はやぶさくん」という歌を作り上げるなどしてPR活動をしたり、放課後にはJAXAを訪れるなど、かなりミーハーな自己表現を見せる。なおラビットハッチ（月面）に常時通ってはいるが、それは自力で成し遂げたことではないため「夢はまだ叶ってない」と発言している。修学旅行以降ははやぶさくんのパペット人形を持ち歩くようになる。成績はそこそこ。宇宙おかゆや宇宙鍋など宇宙をテーマにした珍妙な料理や宇宙食を作ることがあるが、実際には普通の料理を作ることもできる。
弦太朗と賢吾の理解者でもあるため価値観の違いから当初は何かと対立していた二人の仲を取り持ったり、何かと誤解されやすい両者への橋渡しといった潤滑油・緩衝役としての役割を持っている。また、仮面ライダー部を認める以前は他人に名前で呼ばれることを嫌っていた賢吾に、唯一名前で呼ぶことを許されていた。
後に美羽の卒業に従い美羽から新部長に任命。部長としてはひらめきはすごいがパニックに弱いという欠点がある。
- 名前は結城 丈二（）の苗字と名前を入れ替え「ま」を加えたアナグラム。企画段階では理系オタク少女のキャラクターであったが、演じる清水富美加にあわせて明るいキャラクターとなった。「I AM SOJIKYU（私は双子座）」というアナグラムになったことは偶然であったという。
- 当初は仮面ライダー部の全員がホロスコープスになるという構想であったが、一人に絞ることとなり、ヒロインであるユウキがホロスコープスになることとなった。「がんばれ、はやぶさくん」は脚本の三条が作詞しているが、フレーズの一部は清水のアドリブによるもので、三条はその続きを作詞したという。

闇ユウキ / ジェミニ・ゾディアーツについては#ホロスコープスのスイッチャーの項を参照。
『小説 仮面ライダーフォーゼ』
宇宙京大に合格するも、夢のためアメリカへ渡ることを決める。しかし、それを賢吾や弦太朗に黙っていたことで亀裂が生じてしまう。
『仮面ライダー×仮面ライダー ウィザード&フォーゼ MOVIE大戦アルティメイタム』
卒業後、史上最年少で念願の超宇宙ステーションで働く宇宙飛行士になり、旧・仮面ライダー部員では唯一自らの力で宇宙に到達している。だが宇宙から帰還船で地球へ戻る際にアクシデントが発生。それがキッカケとなり、かつてのライダー部員たちが再集結することとなる。
『仮面ライダー平成ジェネレーションズFINAL ビルド&エグゼイドwithレジェンドライダー』
『ウィザード&フォーゼ』の『フォーゼ編』よりも前の話とされ、宇宙へと旅立つためロシアに行っている。ただし、作中には登場しない。

朔田 流星（） / 仮面ライダーメテオ
昴星高等学校からの特別交換編入生として半年の期間、2年B組に編入してきた少年。その正体は反ゾディアーツ同盟の潜入員で、星心大輪拳というジークンドーの使い手。一人称は「俺」だが、仮面ライダー部の面々に正体を知られるまでは、周囲に対して「僕」を使用していた。
タチバナの指示に従い、彼らを利用するために仮面ライダー部への潜入を試みる。一度は「本気を見せるどころか心から笑ってすらいない」と弦太朗に断られるが、仮面ライダー部の実態を知り、弦太朗に自らの本気を認めさせたことで見習いライダー部員として仮入部を果たした。普段は天高の模範服ではなく昴星高校の制服を着用している。
かつては大成殿で友人の井石二郎と修業の日々を送っていたが、二郎がゾディアーツスイッチの影響で昏睡状態となってしまう。病院で眠る二郎の前で途方に暮れていたところに反ゾディアーツ同盟からメテオドライバーとメテオスイッチが贈られてくる。これを機に同盟に加入し、タチバナと共に二郎を目覚めさせるためにアリエス・ゾディアーツを探していた。そのため、ラストワンを超えたゾディアーツのスイッチャーを当たりとして保護し、進化するまで見逃すという方針をとっており、一刻も早く倒して人間に戻そうとする弦太朗たちとは対立する姿勢をとっている。ただし、それ以外のことに関しては心理的距離を置きつつフォーゼと共闘していた。
潜入活動のために人当たりの良い好印象な人物を演じているが、心の中では周囲に対し毒を吐いている。変身中は弦太朗たちに冷徹に振る舞っているが、自身の行動を邪魔した弦太朗に任務を省みず変身前の姿で殴り掛かったり、一時的に関係に亀裂が生じた弦太朗と賢吾の仲を取り持つなど本質的には豊かな感情を持った人物。また、短気で負けず嫌いな一面や、意外と抜けた一面もある。交換編入生に選ばれるだけあって成績は良い。
生身でもダスタードを退ける体術を持つが自分がメテオであることは秘匿するようタチバナに指示されており、表面上はゾディアーツを見ると逃走する臆病者を演じている。部内ではスイッチャーを見つける洞察力や、アストロスイッチの調整技術などの才能を発揮し、部員からは評価されている。
当初は弦太朗たちの友情を「友情ごっこ」と見下していたが、弦太朗と賢吾の喧嘩と仲直りを通して2人の友情が本物だと実感した。だが、自身と二郎の過去から「笑顔のために友情を築く」という弦太朗の考え方には否定的であった。また二郎が昏睡状態になった時の経験から「どうなってもいい」という言葉を「自らを不幸にする」と言って忌み嫌っているが、一方でその一件をきっかけに「二度と友達を作らない」と心に決めていた。彼にとっての「友情・友達」といった概念は弦太朗たちのものよりも重く、友達に対して非常に献身的かつ時として手段を選ばない面を持つ。
後にふとしたミスから鬼島に自らの正体を知られたため、一度はタチバナに見捨てられてしまうが、もう一度変身できるチャンスを与えられる。自らのために身代わりになった弦太朗たちを優先したことで約束の時間には間に合わなかったものの、その選択肢を正しいと認めたタチバナからメテオストームスイッチを託され、新たな力でキャンサー・ゾディアーツの撃破に成功する。この戦いを通して彼らと自分たちの友情が同じ笑顔のために命をかけるものだと気付かされたが、その後も自らの目的のために距離を置き続けていた。
ゾディアーツ調査のために昴星高校に戻った際、長らく探していたアリエス・ゾディアーツと遭遇し、その力で二郎を目覚めさせられると確信する。タチバナからはライダー部と協力してアリエスを倒し、スイッチを入手するよう指示されるが、彼を裏切ってアリエスと取引きしてしまう。その後、フォーゼとアリエスの戦闘に乱入し、アリエスに止めを刺そうとしていたフォーゼに対して猛攻撃を浴びせ、致命傷を負わせた。この一連の暴挙から遂にタチバナの激怒を買ってしまい、その場で変身を強制解除され、仮面ライダー部のメンバー全員にその正体を知られてしまう。
弦太朗を手にかけたことで賢吾から「自分の友達を救うために他人の友達を奪っていいわけがない」と責められ、他の部員たちからも非難される。アリエスの力で二郎の意識を取り戻しスイッチをOFFにさせることに成功するが、体力の低下が止まらず再び意識を失ってしまったことで自己嫌悪に陥る。同時に心の底では弦太朗と友達になりたかったことに気付かされ、ライダー部の部員たちが処刑される寸前に生身で立ちはだかり身体を張って護ろうとした。その後、復活した弦太朗と友情のシルシを交わし、弦太朗が赦したことで他のライダー部の面々とも和解し真の仮面ライダー部員となった。その後はライダー部の面々とも打ち解けあい、下の名前で呼ぶようになったり、素の態度で接するようになっている。特に弦太朗に対して「返しても返しきれない借りがある」として、随所でフォローしたり世話を焼いたりと積極的に気に掛けるようになった。また、それに伴って仮入部時代にはなかったコミカルな言動も見せるようになった。また自分の正体が知られる前から何かと自分に関わっている友子に惹かれているようで、敵に人質に取られて隙が多くなることがあった。
タチバナの正体がヴァルゴだと知った際は、友子をダークネビュラに送られたこともあって一度は逆上するが、彼の真意を知ってからは、メテオを続ける決意を固めた。
最終決戦では今まで苦戦してきたレオに勝利し、その後は編入期間終了と共に昴星高校に戻った。
- 名前の由来は「新月」の意味である「朔」から。

『仮面ライダー×仮面ライダー ウィザード&フォーゼ MOVIE大戦アルティメイタム』
エージェントだった経験を生かし、社会に出た後はインターポール捜査官に。現在は敵であったこともあるインガ・ブリンクを同僚とし、任務のために世界中を飛び回る日々を送る。ちなみに野座間友子との仲が進展したかは明確にされていないが、劇中で再会した際は笑顔で抱き合っている。

風城 美羽（）
18歳の財閥の令嬢で、天高ではチアリーディング部部長だった。一人称は「私」。
美人だが「学園の女王」と呼ばれているのを鼻にかけ、それを隠そうともしない高いプライドを持つ高慢ちきな性格。しかしその立場に胡坐をかかず、影で自己鍛錬を怠らないなど、1年でクイーンの座を手に入れた芯の通った努力家でもある。それゆえに努力を怠り他者に頼りがちな者には厳しく、どんな状況に陥ろうとも他者からの同情を極度に嫌う。その性格ゆえに、パワーダイザーに乗り込んで戦闘に参加するなど突拍子もない行動に出る無鉄砲な一面もある。また、時にはゾディアーツをも出し抜くほどの巧妙な作戦を考案するなど知略家な一面も見せる。口癖は「Oops!」。
当初は弦太朗をトラッシュと見下していたが、クイーンフェスの事件を通して、彼を認めたうえで仮面ライダー部に入部。入部当初から勝手に部長を名乗ったが、程なく他のメンバーからも追認されている。一方でチアリーダー部はサイドキックスのジュンに任せて事実上引退した。恋人である隼とはクイーンフェスの事件で疎遠になったが、彼が改心して仮面ライダー部に入部したことで恋人ではなく仲間として受け入れている。
仮面ライダー部に入部してからは高飛車ではあるものの他者を見下すような高慢な態度は見せなくなる。そのカリスマ性とリーダーシップを活かして適材適所に的確な指示を送り、他の部員が悩み苦しむ時にはフォローを入れ、頼り甲斐のある部の司令塔として部員たちを引っ張っていく。しかし勇敢とも無謀とも言える行動に出てしまう面だけは変わらず、時には自ら危険な場に赴き、正義感からゾディアーツを挑発してしまうこともある。弦太朗には友情以上の感情を持っていたようで、卒業プロムの際は弦太朗と踊ることを願っていた。弦太朗が他の女生徒からプロムの誘いを受けたと知って動揺するなど弦太朗に関することになるとクイーンとしてではなく、普通の女の子としての一面を見せる。
ユウキとは仮面ライダー部の指揮権を巡って対立することもあったが、自らの後任として二代目部長に指名するなど内心では彼女の素質を高く評価して認めており、ユウキからも「目の上のたんこぶ」と言われながらも慕われている。
AO入試に合格して大学に進学したが、大学のキャンパスが近いため、天高卒業後も会長としてライダー部に留まっているが、それでも卒業した身であるため、隼と共に事件の際にも合流が遅れたり、事件そのものをほとんど把握していないこともある。その後、最終決戦後に隼と共にライダー部を卒業した。
最終決戦が終わった後、隼から結婚指輪を見せられ告白されるが、通りすがった指輪の男のウィザードリングを目にして、「あっちの方が綺麗」と見とれている。またスタイルも抜群によく黒色のビキニ姿を披露したこともある（第3話）。
なお、初代仮面ライダー部のメンバーの中では流星と共に家族が劇中に一切登場しなかった。
- 名前は風見 志郎（）のアナグラム。

『仮面ライダー×仮面ライダー ウィザード&フォーゼ MOVIE大戦アルティメイタム』
類い稀なる美貌を存分に発揮出来ることからパリコレのファッションモデルになって旧・ライダー部員では友子・ユウキとともに巷で話題の有名人に。

大文字 隼（）
アメフト部主将。ポジションはクォーターバック。制服はブレザーではなく学園のスタジャンを着用していた。一人称は基本的に「俺」だが、両親といるときは「僕」になる。腕っ節が強く、どこかキザな言動を見せ、敬礼のポーズをする癖があるエリート。
当初は父親から学んだ帝王学に基づき、「キング」（一般的なジョックのトップ）という立場を盾に、独善的かつ傍若無人に振る舞っており、美羽同様にトラッシュと嘲弄していた弦太朗をはじめ、自分が気に入らない生徒や自分に追従しない生徒たちを尽く目の敵にし、逆らう者は強引にでも屈服させようとするなど唯我独尊を絵に描いたような暴君であった。
だが、それは父親の期待に応えなければならないという精神的呪縛から来るものであり、本来はシャイで寂しがり屋な性格で仲間と支え合う学園生活に憧れていた。また、アメフト部の部員をはじめとする学園の生徒たちからは表面上はキングとして畏敬される一方、実際は畏怖されたり、疎まれたり、恨みを買うことも珍しくなく、周囲から反発され、孤立していくことや、父親に逆らえず、言うとおりにすればするほどに自分の想う学園生活を送れないことに人知れず苦悩を抱え、心を痛めていた。反発した部員に対する暴行の一件で参加した補習を通して、その本心を弦太朗たちに涙を流しながら告白したことがきっかけで和解し友人となる。その後父に自分の道を行くと宣言。同時に賢吾たちが扱い切れなかったパワーダイザーを使いこなし、自分たちにしか勝ち得ない裏の勲章を持てる仮面ライダー部に入部した。
その後は少々キザな物言いを入れるのは相変わらずだが、父親からのプレッシャーが消えた影響か傲岸不遜だった性格は嘘のように消え失せ、入部前は遭遇しても真っ先に逃げ出していたゾディアーツや他人の危機に対して臆さずに立ち向かう勇敢さや思慮深さと、仲間想いな面を兼ね揃えた爽やかな好人物となった。
仮面ライダー部内では、パワーダイザーの操縦を担当。アメフトで鍛えたその身体を生かしてパワーダイザーを乗りこなしフォーゼの援護役として戦闘時のバックアップや肉体労働を担っている。しかしながら詰めが甘く、肝心なところでアクシデントに見舞われたりと、決めるべき場面で決められなかったりすることがしばしばある。
また、後述するクイーンフェスの件での負い目から、美羽に頭が上がらなくなってしまい、彼女から無理難題を押し付けられ、体裁よくこき使われてしまったり、他の仲間からもネタにされるといったコメディリリーフ的な役割を担うことも多い。
美羽とは恋人関係だったがそれはトップの者と付き合えという父からの勧めによるもので、クイーンフェスの事件で一時窮地に立たされた彼女を見捨てたことで疎遠になっていたが、仮面ライダー部に入部した後は恋人ではなく仲間として接している。しかし最初は父の勧めに従い恋人になったものの、やがて美羽もアメフトも心から好きになったために未練は残っているようで、彼女には人一倍優しく接しているものの素っ気無い態度を取られている。美羽が弦太朗とプロムで踊りたいと思っていることを知った際にはショックを受けるが、最終的には自らが望む美羽の笑顔を見るために彼女の気持ちを後押しした。
天高卒業後、アメフト推選枠で大学に進学したが、「まだキングとして天高を平和にしていない」という理由と美羽同様大学のキャンパスが近いため、それ以降も本来の役目であるパワーダイザーのメインパイロットとして、また名誉プレイングコーチとしてサブパイロットであるJKの師匠として仮面ライダー部に残ることになった。既に運転免許も取得しており、自動車の運転もできる。
最終決戦の後は美羽と共にライダー部を卒業した。
- 名前は、一文字 隼人のアナグラム。

『仮面ライダー×仮面ライダー ウィザード&フォーゼ MOVIE大戦アルティメイタム』
大学に進学後、アメフトを再開し、プロ選手としての活動を開始し、海外への移籍も決定した。

野座間 友子（）
1年の女子生徒。16歳。一人称は「私」。
目の下の黒メイクが特徴で他人にノーメイク顔を見られるのを極度に嫌うが、その素顔は弦太朗からも「美人」と言われるほどのなかなかの美少女。無口で他者と話すことが苦手なため、普段はたどたどしい話し方をするが、感情に火がつくと熱い言葉や口調を見せる。
「面白いから」という理由で弦太朗を気に入り、最初の協力者となって以降は陰ながら彼らの活動に力を貸す。一方でオカルト嗜好で独特かつズレた感覚の持ち主のいわゆる霊感少女であることから周囲から変人扱いされて孤立しており、「地球には自分の居場所がない」「自分を変えなければいけない」と思い込んで地球から逃げたいと思っており、月の理想郷へ魔女が連れていってくれると信じていた。そこに付け込まれて一時ゾディアーツ・スイッチを手にするもアルター・ゾディアーツの事件を通じて、弦太朗に月へと連れて行かれて現実を見させられ、彼から「今のままのお前を受け止める」と諭され考えを改めて仮面ライダー部に加入。
フォーゼを「仮面ライダー」と呼んだ最初の人間であり、仮面ライダー部設立の切っ掛けを作った。「正義の味方」としての仮面ライダーに憧れを持っているため、悪人であるゾディアーツを敢えて逃がすメテオの行動に衝撃を受け非難したこともあるが、キグナス・ゾディアーツの騒動以降、メテオに対する認識を改めつつあった。ゆえに流星がアリエスと手を組み弦太朗を殺した（と思われた）際には誰よりも怒りを顕にし、一連の暴挙を「仮面ライダーじゃない」と怒鳴り付けている。復活した弦太朗の仲裁によって和解した後には、流星が罪悪感から手放していたメテオドライバーを彼に渡し、再び仮面ライダーと認めた。
常にタブレットを携帯し、携帯電話の番号やIPアドレスを解析するなどコンピューター関連の知識に長け、ライダー部ではJKの聞き込みと平行してネット路線で情報収集を行う。また、速水校長や流星の仕草を見て違和感を抱くなど勘も鋭く、スイッチの力を探ることや意外な利用法・応用法を考案することも多々あり、その点では賢吾からも一目置かれている。
宇宙飛行士選抜試験では二次試験で不合格となったが、後述のエリーヌが辞退したことで、次点の彼女が合格になったと賢吾が語っている。
第39話にて宇宙特待生の特別講師として天高を訪れた江本に興味を持ち、偶然その正体を知ってしまう。それでも自身と心を通わせていた江本が悪人だとは信じきれず、後に自分の正体を知られたと気づいた江本に追い詰められた際にも、彼の中の良心の存在を信じて必死に訴えかけようとしたが、逆にダークネビュラに送られてしまった。しかし、実際はM-BUSに保護されており、江本がライダー部と和解した後に流星と共に帰還し、江本がホロスコープスに粛清された際には誰よりも彼の死を悼んでいた。流星と同様に彼女も彼のことを意識しているようで、「友ちゃん」と呼んだり、親身に看病したり、さり気なくアプローチをしたりと、若干の好意を寄せている模様。
- 苗字の「野座間」はアマゾン（AMAZON）の綴りを逆読みしたもので、名前の「友子」はアマゾンがまさひこ少年と「アマゾン、トモダチ」と言って友情を交わしたことから来ている。
- おどおどした感じを出すために、指を組んだり、胸にパソコンを抱えるなど腕を前で組んでいる。

『仮面ライダー×仮面ライダー ウィザード&フォーゼ MOVIE大戦アルティメイタム』
若きダークファンタジーの小説家としてベストセラーを連発。著書『夢の魔女と魔法の指輪』は最新作にして売上100万部の最大のヒット作となる。

JK（）
1年C組の男子生徒。16歳。本名は神宮 海蔵（）だが普段は名乗っていない。両手をクロスさせて自分のイニシャルを手先で作る「J、K」が決めポーズ。一人称は「俺」。
学園一の情報通を自称するお調子者で裏地を派手な色遣いにした制服のブレザーの前を開け、ネクタイを緩め、ワイシャツは襟元を開け裾を外に出すなどだらしなく見える服装をしている。オープニングでも披露するなどブレイクダンスが得意であり、その要領で敵の攻撃を回避したこともある。
当初は軽い外観とは裏腹にしたたかで腹黒く「友情」や「友達」を全く信じていない打算的な性格で、いざこざやトラブルには近づかず、他者に取り入って、用心棒に利用するなど、安全なところから高みの見物を決め込んでいたため、人脈の広さに反して信用は薄かった。それゆえ、友情を前向きに捉えている弦太朗を小馬鹿にしていたがユニコーン・ゾディアーツの事件を通して友情に対する認識を改める。その後、弦太朗に更生という形で半強制的に入部させられた。入部以降も抜け目なさや危険を避けたがる傾向は変わらないが腹黒さはなくなり、キャンサーと対峙した時も「一人で逃げるのは嫌」と部員と一緒ならば対面したり、アリエスこと山田にシナリオを見せられた際には「俺も褒められた人間ではないけど、これよりクズなシナリオは見たことがない。ゴミか」と言い放ち真っ先に台本を破り捨てるなど、性格的にも改善が見られる。また、当初は弦太朗を機嫌取りと皮肉を込めて「如月先輩」と呼んでいたが、改心してからは「弦太朗さん」と呼ぶようになった。
ライダー部では自身の人脈の広さや、フードロイドを介した情報収集を担うが、表立って動く関係上、敵に狙われる回数が多い。隼の卒業に伴い消去法によって賢吾から強制的にパワーダイザーの後任操縦者に任命され、情報収集の役目と兼務することとなる。本人は嫌がっていたが、初陣では十二分な操縦テクニックを見せ、フォーゼのサポートを行なっている。しかし瞬発力が高い一方でパワー不足なため、実力派のゾディアーツ相手だと長時間の戦闘を余儀なくされ、アメフト選手である隼に比べると持久力も低いなど未熟な部分が多い。これをカバーするため卒業した隼が引き続きメインパイロット兼プレイングコーチとしてJKを指導することとなり、弟子入りする形でJKはサブパイロットとなった。
現在は漁師をしている父親は元プロのギタリストで、その影響で中学時代に五藤東次郎と「ジーンゴッド」というバンドを組んでいたが、それぞれの才能の無さを酷評され、解散してしまっていた。しかし自身が理想とするロックスター「ジーン」の姿を今も捨てきれずにおり、その名を名乗って人気のネットラジオのカリスマDJとして正体を隠して活躍していたが、本命の歌ではなくオマケのつもりで始めたトークで思わぬ好評を博していた。
第35話で再会した五藤の誘いを受けてジーンゴッドを再結成し、ゾディアーツの力を借りてプロを目指すことを決意。そして「夢を掴むためにはキッカケが必要」として、ライダー部の退部を宣言。内心では罪悪感を抱きつつも、自分たちの曲に魅入られた生徒たちを集めて生ライブを行なおうとするが、元ギタリストである父親からギターを習って来た弦太朗の演奏で歌を歌ったことで思い留まりライブを中止した。事件後、退部の件は部の仲間たちに必死の思いで詫びを入れたことでライダー部に復帰。同時に、自身のケジメとして自ら歌とDJを辞めている。なお、父の発言によると、実家から離れて暮らしている。
- あだ名は神 敬介の頭文字（Jin Keisuke）から。本名の「神宮海蔵」は苗字が仮面ライダーXに登場する神ステーションで名前はカイゾーグから来ている。

『仮面ライダー×仮面ライダー ウィザード&フォーゼ MOVIE大戦アルティメイタム』
学生時代から発揮していた情報収集力を生かして雑誌『週刊リアル』の記者となり、ハードワークをこなしていた。天高に起きた異変をいち早く察知し、弦太朗を驚かせた。なお、このとき、『仮面ライダーW』の左翔太郎を思わせるポーズをとり、5年間のどこかで翔太郎と会い、親交があったのかもしれないとされている。また、「ビレッジ」について、噂で聞いたことがあるとしている。
『仮面ライダー平成ジェネレーションズFINAL ビルド&エグゼイドwithレジェンドライダー』
『ウィザード&フォーゼ』の『フォーゼ編』よりも前の話とされ、弦太朗不在の日本を守るため奮闘する。

大杉 忠太（）
地学担当の生活指導主任で、長身痩躯の30代の教師。独身。サスペンダーを愛用し弾いて鳴らすクセを持つ。一人称は基本的に「俺」だが、時々「僕」になる。
当初は生徒を学園ヒエラルキーだけで判断して態度をコロコロ変え、ゾディアーツに遭遇すれば生徒を見捨てて真っ先に逃げ出してしまう臆病な日和見主義者で、自分の気に入らない生徒をとことん目の敵にするなど陰湿な一面もあった。特に弦太朗に対しては「究極の問題児」と蔑むほか、学園で何かトラブルがあれば証拠の有無にかかわらず真っ先に弦太朗に疑いの目を向け詰問するなどその態度が露骨であったが、その一方で学内では唯一人自分とまともに会話してくれる人物として親近感を寄せている素振りも見せている。
そのような性格と外観から生徒や同僚の教師たちからの評判や信頼が最悪なばかりか、保護者からも「気持ち悪い」などと扱き下ろされる有様で、人望はほとんど皆無。教師生活のみならず青春時代までも疎外されて過ごしてきた経緯から当人にも疎外されている自覚はあり、「呪われたような人生」と称し、後述の園田の辞職の際には「（自分の恋が）始まってないのに終わった」とさえ発言している。教師としての人格や資質には疑問が残る部分は多いものの、一方で「生徒を守るのが教師の務め」と語るなど、不器用ながらも教師として模範的な一面も持ちあわせており、これが後述の仮面ライダー部を認めるきっかけとなる。
同僚の園田に好意を持ち、しばしばモーションをかけていたが、モーションが始まるといつの間にか誰もいなくなっているのがお約束。その後彼女が突然学園から姿を消し、さらに辞職したと知らされたことに落胆を隠せなかった。その後も園田と自分の合成写真を持ち歩き、速水からの情報で彼女がスコーピオンと知ったときには「俺の愛しい園田先生が」とショックを受けるなど彼女への想いは一途であった模様。
第29話にて新学期に入ってからは、弦太朗たち3年B組の担任になる。園田が学園を去った原因を弦太朗・賢吾・ユウキの3人による心労だと決めてかかり、これに伴い流星を除く弦太朗たち3人を自身の目の前に席替えし、四六時中監視しているうちにラビットハッチや仮面ライダー部の存在を突き止める。最初は「学園で認められていない」ということを理由に弦太朗たちの言い分にも聞く耳を持たず、仮面ライダー部を解散に追い込もうとしたが、蘭の話でゾディアーツスイッチを手配しているのが自分と同じ教職員である事実を知ったことと、ムスカ・ゾディアーツに襲われた際に仮面ライダー部に助けられたことから考えを改め、今まで空席だった仮面ライダー部の顧問に強引ながら就任した。
仮面ライダー部の顧問になってからは弦太朗たちへの態度を軟化させ、「やっと仲間を得た」と顧問としての仕事にも乗り気であり、弦太朗・賢吾・ユウキの潜入捜査のために「昴星高校への体験通学」と偽って速水に嘆願して了解を取り付けるなど、教師である彼にしかできない仕事も精力的に果たした。また修学旅行の班分けの際に弦太朗たちを同じ班にするなど、部員たちへの気配りも利かせたり、仮面ライダーとして戦い常に危険と隣り合わせな弦太朗と流星の身を心から案じ、戦えない悔しさをこらえるJKを励まそうとするなど顧問らしい一面も見せるようになる。レオ・ゾディアーツがラビットハッチを襲った際には、生徒たちを守ろうと単身挑みかかるなど、序盤よりも人間性の成長が見られる。しかしながらようやく仲間が出来て楽しめると意気込んでいた修学旅行先でも結局置いてきぼりにされており、「一番口が軽そう」という理由から唯一メテオの正体を知らされていないなど、完全には皆の輪に入りきれていない。
- 第30話のスイッチを投げ渡すシーンは、『オーズ』のアンクのようにしている。

『仮面ライダー×仮面ライダー ウィザード&フォーゼ MOVIE大戦アルティメイタム』
引き続き新・天高の教諭として、同僚となった弦太朗の破天荒な活動にいろいろと辟易させられている模様。仮面ライダー部顧問の座は弦太朗に譲っており、同部にはあまり関わってはいない。
『仮面ライダー平成ジェネレーションズFINAL ビルド&エグゼイドwithレジェンドライダー』
『ウィザード&フォーゼ』の『フォーゼ編』よりも前の話とされ、弦太朗不在の日本を守るため奮闘する。

草尾 ハル（） / ムスカ・ゾディアーツ
天高に入学した新1年。天然パーマで弱々しい雰囲気の男子生徒。中学時代は水泳部に所属。一人称は基本的に「僕」だが、スイッチに魅入られたときは「俺」になっていた。陰で当時の先輩たちからいじめを受けていたほど貧弱で、自分に自信がなく、いつも蘭に守られてばかりの自分を不甲斐なく感じていた。
天高入学初日に速水の甘言に釣られて、ゾディアーツスイッチに手を出し、ムスカ・ゾディアーツに変身してしまう。
ゾディアーツの力に快感を覚え、蘭を守るためにもっと強くなろうとするが、強さに溺れていくうちに徐々に精神を蝕まれ、終いには彼の人格がほとんど残らない怪物になってしまった。この状態のままリミットブレイクすると、精神が崩壊してしまう危険な状態だったが、彼の真意を知った蘭の声を聴き、無事に自我を取り戻した。
スイッチ消滅後、蘭と共に仮面ライダー部に入部する意向を固めるが、盲腸で入院を余儀なくされたため、退院するまでは仮入部となった。その後、後遺症は回復したものの盲腸で再度入院することになるが、蘭のホロスコープススイッチ回収のために立神によって人質にされてしまう。その後は重傷を負った蘭の付き添いをすることになるが、最終話で回復した蘭と共に「宇宙仮面ライダー部」と改名した仮面ライダー部に正式に入部した。

黒木 蘭（） / ピスケス・ゾディアーツ
ハルと同じく天高に入学した新1年。合気道を得意としている。中学時代はハルと同様に水泳部に所属。一人称は「私」。
当時は明るく前向きな性格だったが、信頼していた先輩たちが自分のいない時にハルをいじめていたことで裏切られ、それ以降先輩を信じられなくなっていた。同時にハルを守りたいと思うようになったが、それがハルがゾディアーツになる原因となってしまう。
入学当初は弦太朗たちに敵意を示し、ハルの証言でスイッチを渡したのが教師であることを知った際には、たった一人でスイッチを渡した教師を探していた。しかし、ハルを本気で救おうとする弦太朗たちを見て、彼らを信じることにした。そして、ハルの真意を知り、賢吾の提案によりハルを正気に戻した。
その後、仮面ライダー部に入部する意向を固めたが、ハルが盲腸で入院を余儀なくされたため、ハルが退院するまでは仮入部となった。
後に最後の使徒である魚座の「星の運命」を持っていることが明らかになる。速水の正体を知った際は、ハルにスイッチを渡した張本人である彼に対して怒りを露にしたが、その身を犠牲にしてまでも自分を助けようとした彼の決死の行動（のように見える演技）から、レオに対抗すべく、自らスイッチを手にしてピスケスへと覚醒・変身を遂げてしまう。
覚醒後もホロスコープスには加わらず、仮面ライダー部の一員として戦うことを決意する。その後、自身を呼び出すための人質にされたハルを助けるため、隼と美羽の制止を振り切り、再びレオと戦う。しかし、その最中にフォーゼに擬態したリブラに隙を突かれ、スイッチを奪われてしまう。その際に重傷を負い体力の低下が酷いことから入院することになるが、最終話で回復し、ハルと共に「宇宙仮面ライダー部」と改名した仮面ライダー部に正式に入部した。
ピスケス・ゾディアーツについては#ピスケス・ゾディアーツの項を参照。

### その他の教師・生徒（仮面ライダー部の関係者）
繁野 ジュン（）
天高2年生で、美羽のサイドキックスの一人であるチアリーダー部部員。一人称は「私」。
かなりの食いしん坊のようで、菓子や甘い物など何かを食べていることが多い。
性格は温厚かつ中立的で、自分のヒエラルキーを鼻にかけたり、他の生徒を見下すような態度は見せず、美羽のことも心から尊敬し、応援している。美羽からの信頼も厚く、彼女が仮面ライダー部へ入部した後はチアリーダー部の代理部長を任されるようになり、進級後は正式に部長に就任した。
第41話で美羽をライダー部から脱退させるための警告代わりとしてヴァルゴに襲われるが、後にライダー部を抜けた美羽に対し自ら激励することで、彼女をライダー部に復帰させるきっかけを作った。

佐竹 剛（）
天高の特別生活指導担当教師。一人称は「私」。当初は「黒くなったキャンパスを漂白する」をモットーとして、不良生徒や規則を守らない生徒を集め、容赦なく、過激かつ徹底した指導を行う「地獄補習」と呼ばれる休日特別補習をすることから生徒たちに恐れられる存在であった。全ての不良に対して異常なまでに偏見を抱き、不良のような服装の弦太朗のことも、一方的に「バッドボーイ」呼ばわりし、さらに苛烈な指導を課すなど嫌がらせをする一方、隼のような一定以上の地位を持つ模範的な生徒には露骨なまでに依怙贔屓するが、少しでも規則違反を犯した場合は途端に掌を返して不良と同等に見做すなど、非常に頑迷な性格だった。
それほどまでに不良や規則違反に対し苛烈な姿勢を見せていた理由は、自らが模範生として天高に通学させていた息子の佐竹 輝彦（）が不良になったことが原因だった。輝彦は父親からの押し付け同然の教育に嫌気が差し、その憂さ晴らしのために不良行為に走っていた最中、スコーピオンに目をつけられたことでスイッチに手を出してハウンド・ゾディアーツに変貌してしまう。仮面ライダー部の調査の末に、輝彦が不良行為に走り、ゾディアーツスイッチにまで手を出した大元の原因が自分に対するプレッシャーであったことを知らされると、今までの自分の教育方針が間違っていたことに気づく。この一件の解決後は、輝彦を救った弦太朗のことを見直し、仮面ライダー部の活動に関しても容認するなど、性格は丸くなった。
我望との最終決戦時には、大杉が必死に訴えた我望の陰謀に関して「馬鹿馬鹿しい」と笑って一蹴していたが、我望自身のアナウンスによって事実であることを知り唖然とする。最終決戦後は残った教師たちのまとめ役として天高の再建に取り組んでいる。
『仮面ライダー×仮面ライダー ウィザード&フォーゼ MOVIE大戦アルティメイタム』
死亡した速水の後任として天高の校長に就任し、天高に赴任してきた弦太朗の上司となる。生徒に慕われる弦太朗の教師としての力量を評価する一方で、「今のままだと、“Good Teacher”、本物の教師にはなれないよ」と後に弦太朗が直面することとなる問題を彷彿させる忠言をする。

宇津木 遙（）
園田の後任として2年B組に赴任した女性教師。一人称は「私」。当初は非常にドライな性格で「教師をしているのは生活のため」と割り切っていた。生徒とも必要最小限の接触しかせず、弦太朗にも「そのうち辞める」と明言していた。
教職の傍らジムでキックボクシングに取り組んでおり、いつかその道のプロとなることを夢にしていたが、夢と現実のギャップに悩んでいる。そんな折、鬼島の扇子を没収したことから恨みを買い、ペガサス・ゾディアーツのスイッチャーとして罪をなすりつけられそうになる。しかし、それがきっかけで弦太朗がフォーゼだと知り、彼とのキックボクシングでのタイマン勝負で自分の心情を吐露し、次第に心を開いていく。そして「友情のシルシ」を交わし、ペガサスに苦戦するフォーゼにキックボクシングの型を伝授して勝利に貢献した。本心ではキックボクシングへの情熱と同時に教師への未練と情熱も持っており、その後は教師とキックボクサーの両立を目指すことを決意。天高にキックボクシング部を設立し、その顧問を務める。弦太朗たちが3年に進級してからは別のクラスの担任になった。
我望との最終決戦時には、彼が黒幕と知って慌てる大杉にハイキックの寸止めを見舞って落ち着くよう諭しながらも大杉の話を否定せず、彼の話を信じようとしない佐竹たちを説得しようとした。当の我望が己の陰謀を宣言した時も毅然とした態度で弦太朗たちの勝利を祈っていた。最終決戦後は大杉をはじめ、佐竹や数学教師の諸田らと共に天高に残り再建に取り組んでいる。
『仮面ライダー×仮面ライダー ウィザード&フォーゼ MOVIE大戦アルティメイタム』
天高の教師兼キックボクシング部の顧問として健在。同時に天高に赴任した弦太朗の同僚となる。弦太朗、大杉らと共に、騒ぎを起こす「怪人同盟」を取り押さえようとするも、近藤（コング）と根津（ネズミ）の連携攻撃を前に敗れてしまう。

### その他の人物（仮面ライダー部の関係者）
歌星 緑郎（）
賢吾の養父でOSTOの研究員である地球外文明の研究者。一人称は「私」。
17年前、月面基地でコズミックエナジーの研究をしていたが、我望と江本が研究成果の強奪と施設の破壊を起こしたことで単身月に取り残され、死亡。彼の遺したフォーゼドライバーやアストロスイッチは賢吾にとっては父の形見でもある。穏やかかつ友情を重んじる人物で、ラビットハッチの壁面に「宇宙を掴む若者たちへ〜」とメッセージを残し、それがコズミックスイッチを使用可能にする要因となった。
彼の研究していたフォーゼシステムは、我望と同様人類がプレゼンターに会うための手段として研究していたものだが、安全重視であったことから開発に膨大な時間を要するため、自分たちの世代ではプレゼンターに会えないという仮説が立てられていた。そのため我望は自分たちの世代で完成させたゾディアーツスイッチによる人類の急速な進化を促すことでプレゼンターに会おうとしていたが、緑郎は人体の負担が大きいことに加え「たとえ自分たちがプレゼンターに会えなくとも、次の世代に繋げばいい」「選ばれた人間だけがプレゼンターに会うのは間違っている」と主張し、フォーゼシステムを用いた方法を研究していた。

タチバナ
反ゾディアーツ同盟に所属する金属製の仮面と青のツナギを着けた謎の人物。本人曰く流星のクライアントで、メテオのバックアップを担当。常にM-BUS内に留まり、流星にメテオスイッチを通じて指示を出す。表情・感情・思考・そして目的は窺い知れず、流星にも詮索を許していないが、流星が仮面ライダー部員を見殺しにすることを良しとしないなど、その真意には良心が垣間見え、「人類の自由を守る」ことを使命としているのは確かだと流星は賢吾に語っている。また流星に対してもホロスコープスの打倒とスイッチの確保を第一にするように指示している反面、アリエス・ゾディアーツのスイッチを解析して二郎を救う方法を見つけることを約束するなど、彼の気持ちの配慮は可能な限りしている。
流星にはメテオの正体を誰にも知られてはいけないという条件でメテオドライバーを渡しており、流星が違反すると強制的に変身機能を封印する。昴星高校の調査に向かった流星が、自分の指令を無視して二郎を目覚めさせるためにアリエスと裏取引をし弦太朗の命を奪ったことで怒りを露にし、メテオの変身を強制的に解除した。これにより、その場に居合わせたライダー部のメンバーにメテオの正体が露見してしまった。
その際にメテオスターを遠隔操作し賢吾（と弦太朗）を脱出させ、その後アストロスイッチカバンを通じて彼と会話をしコズミックスイッチの発動条件となる「絆」のヒントを与えた。この際に交わされた会話から賢吾にゲートスイッチを譲渡した人物だと示唆されている。事件解決後はメテオの秘密保持を大杉以外の仮面ライダー部員に依頼した。
ライダー部が解散した直後、弦太朗・流星・賢吾の3人だけになったラビットハッチに現れ、弦太朗に特訓を行った。しかしヴァルゴを追跡したナゲロパを破壊した際、右手に残留したコズミックエナジーを他のツナゲットが感知したため、特訓の途中でヴァルゴとしての正体を明かすことになり、最終的にはM-BUSに送られる前にヴァルゴの正体を知った友子によって正体が江本州輝であることが明かされた。
- 名前はシリーズ40周年を記念して「立花藤兵衛」から。当初は「エモト」という仮名であったが、後に「タチバナ」に変更となり、「エモト」はタチバナの正体の名前となった。
- 一体型の仮面はすっぽりと被る形式だが、正体を隠すもののため、後頭部は剥き出しとなっている。

江本 州輝/ ヴァルゴ・ゾディアーツについては#ホロスコープスのスイッチャーの項を参照。

井石 二郎（）
主に流星の回想で登場。流星とは友人関係で大成殿での同門。
流星のような強さを求めてゾディアーツスイッチを入手し、流星の制止を無視して彼の前でスイッチを押したが、体が不完全なスイッチのエネルギーに耐え切れず、スイッチの暴発とともに意識を失った。彼のスイッチは流星が預かっているものの、二郎自身がスイッチをOFFにしない限り意識は戻らない昏睡状態になっており、その後も病院のベッドで眠り続けていた。流星が潜入活動をする発端に繋がることとなったため、意識を取り戻した後は自身の行いのせいで流星の人生を狂わせたことについて後悔していた。流星は、人間の生体活動をコントロールできるアリエスの能力により、二郎を強制的に覚醒させてスイッチを押させることで彼が回復すると考えており、このためにアリエスを捜索していた。
第32話にてアリエスの力で意識を取り戻しスイッチをOFFにしたが、肉体が回復せず（本人が回復するのを拒否している節があった）危険な状態が続く。その後、復活した弦太朗の助言を得た流星の努力で持ち直した。

如月 吾郎（）
弦太朗の祖父。バイクショップ「如月モータース」を経営し、高齢だがまだまだ若々しく、革ジャンを着こなしている。交通事故で両親を失った弦太朗を引き取り、親代わりとして育ててきた。レースのメカニックをしていた関係で全国を転々とし、弦太朗もその都度転校したが、それが彼の友達作りのきっかけになっている。豪放な性格や迷言は弦太朗にだいぶ影響を与えている様子。
弦太朗の両親
弦太朗が小学校3年生の時に交通事故で死去。両親とも何かの技術者だったらしいが、あまりにも専門的な内容に弦太朗と吾郎は当時関心を持たなかったため詳細は不明。新しい友達を作ると大喜びしてくれたことが、彼の友情を大切にする心の原点となった。
ユウキの両親
第43話・第44話に登場。両親そろってテンションが高いコスプレ好きで、その日のメニューに合わせた部屋の内装に変え、日替わりのコスプレを着て食事をするのが一家の定番となっている。そうした見た目とは対照的に、良くも悪くも常識的な面もあり、幼いころユウキが「宇宙の声」を聞いたことを信じられず、ジェミニが起こした騒動の際は、闇ユウキと本物が入れ替わっていることに気づかなかった。

### ホロスコープスのスイッチャー
「ゾディアーツ」などの設定は#ゾディアーツ関連の用語を参照。
- それぞれのゾディアーツの変身者はそれぞれの星座のアナグラムとなっているが、我望とユウキと蘭までは手が回らなかったという[20]。

我望 光明（） / サジタリウス・ゾディアーツ
学園都市を建設し、若者の育成に尽力する天高の理事長。1964年生まれ。賢吾の父・緑郎や江本とはかつて志を同じくした仲間である。一人称は「私（17年前は「俺」）」。
自身の書いた著書『遙かなる銀河の呼び声』はユウキの夢に大きな影響を与え、NASA・ロシア航空宇宙局を始めとする国内外の宇宙開発組織との強いコネクションを持つなど、「日本で一番宇宙に近い人」と呼ばれるほどその社会的立場は大きいが、その一方でホロスコープスの司令塔という裏の顔も持つ。プライベートでは特製の野菜スープを作るのが得意。このスープは最終回にて天高の食堂の新メニューに加わっており、弦太朗も最終決戦に赴く直前に食している。
普段は「赤い部屋」と呼ばれる理事長室の裏にある隠し部屋で、丸いドーム椅子に居座って暗躍する幹部たちに指示を煽っている。時折瞳を赤く光らせ、催眠効果と思われる現象を起こすことがある。また、ホロスコープスに「超新星」を与えることが可能な他、立神と同じく他のホロスコープススイッチも使用可能。
優秀な働きをするホロスコープスには比較的寛容な態度を向け、敵であるフォーゼ＝弦太朗に対しても一定の評価を示すなど、柔軟で器が大きい。反面、失敗を繰り返した者は容赦なく切り捨て、生徒たちを実験用のモルモット程度にしか見ていない上に、己の目的のためならば周囲にどんな被害が起きようとも意に介さないといった冷酷な一面も持つ。星座の力と学園を比喩する節があり、初期の時点でフォーゼの存在を知っていた。一方でメテオの存在は認知していなかったようで「予想外のことが発生するのは宇宙では必然」と静観していたが、メテオの支援者（反ゾディアーツ同盟）の存在を知ったときには怒りを見せていた。
少年時代に「星からの声」を聞き、必ずプレゼンターに会いに行くと誓っている。そのため、自分自身がプレゼンターに会うことに拘り、ゾディアーツスイッチによる人類の強制的な進化を主張した。しかし、フォーゼシステムによる安全な航行方法を主張する緑郎と対立し、ゾディアーツスイッチが完成した直後に強硬手段により研究成果を強奪、自分を支持する江本を差し向けて緑郎を死に追いやった。なおこのときのことを賢吾に対して「君の父は私が殺した」とそのまま告白しているが、賢吾は「仲間の死に対する自責の念」の発露だと受け止めていた。
緑郎や江本、ライダー部らが提唱する「友情」「絆」を真っ向から否定し、ホロスコープスも「自分を守る衛星」かつ自らが全ての頂点に立つことを当然のこととしか認識していない。その一方で、江本が処刑された後に彼のことを想い、人知れず悲哀の表情を浮かべるなど、完全に友情を否定しきれていない一面も見せる。
最終話ではコアスイッチを破壊し賢吾を消滅させ、ラビットハッチを壊滅した翌日の始業式の日、天ノ川学園内にて最後のスピーチで自らの正体と目的を明かし、再度プレゼンターの元へ向かおうとする。しかし、弦太朗によってそれを阻止され、ライダー部員による彼からの「卒業式」を執り行う中でフォーゼと対決。青春銀河大大大ドリルキックを受けて倒れた。
その後、弦太朗と友情のシルシを交わして和解したが、超新星の影響で肉体はすでに消耗しきっており、最後の望みとして自らの願いを弦太朗たちに代わりに果たしてくれるよう託し、弦太朗がそれを引き受けると安心したようにライダー部の前から姿を消す。その後、星空を見上げながら、プレゼンターの元に向かうという約束を守れなかったことを悔やみながらも生徒たちが成し遂げてくれると確信。「いつか生徒たちがそちらに行ったらよろしく頼む」と呟き消滅した。自身の消滅前にアクエリアスに変身してコアスイッチを修復したことで、消滅した賢吾の肉体は復活することとなった。
- 名前の由来は「我れ、亡き月の王、日と月、二つの光を持つ」と満月を表す「望」の二つの意となっている。当初は太陽にしようと思っていたが、十二宮に収めることとなったことから、射手座ということとなったため、射手座のアナグラムにはなっていない。

江本 州輝（） / ヴァルゴ・ゾディアーツ
元OSTO研究員で緑郎や我望の旧友。現在は宇宙京都大学の教授となり、宇宙物理学の権威として京都上空にあるザ・ホールを研究している。一人称は「私」。
京都の修学旅行を利用して訪問した賢吾を迎え入れ、ザ・ホールの秘密について解説した。ややくたびれた感じの風貌で柔和な人柄だが、研究者気質なため周囲が見えなくなる癖があるようで、連絡をした上で部屋に入っていた賢吾の気配にも気づかなかった。賢吾とは彼が修学旅行で京都に来るまで直接的な面識はなかったが、かつての緑郎と同じ言葉を自然に発した賢吾を見て彼の息子だと実感した。
我望とは現在でも年に一度合流し、3人が出逢った京都の庭園で緑郎の慰霊をする仲であり、彼のことを「太陽」、緑郎のことを「地球」、そして自身のことを「月」と評している。
第39話にて我望の要請で、宇宙特待生の特別講師として天高に招かれ、友子に興味を持たれた。
その正体はホロスコープスの一員で、実質的な一味のNo.2である。物語冒頭において、月面で研究成果の入ったトランクをめぐり緑郎と争っていた人物であり、我望同様に時折瞳が赤く光る。
自らを「裁判官にして処刑人」と自負し、失敗した幹部の監視や処罰、ホロスコープスにとって邪魔者と判断した第三者の排除を任されている。また後半からは幹部がフォーゼに倒された際のスイッチャー・スイッチの回収とスイッチャーの記憶消去という後始末も担当している。創設期からのメンバーであるからか、我望から絶大な信頼を受けており、表向きは彼に対して対等の関係で接しているが、ホロスコープス内では「様」付けで呼んで敬っている。
その立場から他の幹部からも恐怖の対象として一目置かれているが、当人は「裁判官」であるためか、至って対等な接し方をする。そのため、速水にとっては我望と並ぶ恐怖の対象でありつつもさしたる屈託もなく話せる存在でもある。また、鬼島に対しては、未覚醒のころから対立している速水と違い、彼の素質を評価しており、冷静かつ的確な助言をしていたが、彼がメテオストームに敗北したことを知った速水の策略によって、ゾディアーツ事件を調査する刑事の姿に擬態させられた鬼島をダークネビュラに転送した。
実は緑郎を裏切ってしまったことをずっと悔いており、我望に忠誠を誓う裏でラビットハッチから保護したコアチャイルドである賢吾を緑郎の息子としてその養父に預けていた。そして、反ゾディアーツ同盟のタチバナとして秘密裏に活動し、密かに彼の野望を阻止する存在を育成するため成長した賢吾にゲートスイッチとフォーゼシステムを、流星にメテオドライバーを託していた。スイッチ回収に協力していたのも、前述のサジタリウスの弱点を突きとめていたためであり、この我望を倒す一瞬のチャンスにかけていたことが第46話で明らかとなった。また、処刑対象となった幹部たちも密かにM-BUSに転送してその身を守っていた。
江本がヴァルゴであると知った友子をダークネビュラ（M-BUS）へ転送した後にフォーゼがコズミックステイツに変身できなくなったため、友情が今後の戦いの障害になると判断し、ヴァルゴとしてライダー部の賢吾を除く部員たちを忠告という形で襲い、ライダー部を一時解散へと導いた。その後、タチバナとしてラビットハッチに現れ、「単独でコズミックステイツになるためには、非情になるしかない」と弦太朗に特訓を行うが途中、ヴァルゴであることが露見し逆上したメテオをダークネビュラ（M-BUS）送りにした。その後、速水の「ラプラスの瞳」がスイッチの位置を特定するまでに進化したことで彼が実質自身の役割である「裁判官」を引き継いだことを感じ取り、焦りを見せ始める。その後も弦太朗に特訓を行い、ついに単独でコズミックステイツに変身させることに成功するが、「非情になったからではなく、仲間との絆で変身した」と語る弦太朗に対して彼らの友情の力を認め友子とメテオストームをM-BUSから解放すると、自分の正体と目的を明かし弦太朗と「友情のシルシ」を交わす。
しかし、その裏切りを知った我望の制裁を受けて重傷を負い、仮面ライダー部を避難させる。自らは賢吾に過去の過ちを告白し、さらに重大な情報を彼に伝えようとするが、自分を追ってきたリブラとレオから賢吾を守るために満身創痍の状態で戦い、レオに止めを刺される。その後、安らかな笑顔を浮かべ息を引き取った。その亡骸は弦太朗たちによって月面に埋葬された。
- 名前の「江本」は乙女（OTOME）のローマ字を逆読みしたもの。

タチバナについては#その他の人物（仮面ライダー部の関係者）の項を参照。

速水 公平（） / リブラ・ゾディアーツ
天高の校長。物理学の博士号を持つ若きエリートで、レザージャケット・スポーツカーを愛用する爽やかでお洒落な二枚目。人柄も穏やかで理知的なため特に保護者からの評判が良く、天高の人気の一因となっている。一人称は基本的に「私」。物事や相手の印象を天秤のように「重い」「軽い」と評する。
その正体はホロスコープスの一員。10年前、宇宙物理学者を目指して研究を進めていたころに、それに目を留めた我望からスイッチを手渡された。7年前に、天高の生徒であった園田をスコーピオンへと覚醒させ、ホロスコープスに加えており、園田がフォーゼに敗北した後、彼女に替わって生徒へのスイッチ配布・観測を一任された。
彼のスイッチ配布は周囲に不満を抱いている生徒たちに無作為に大量配布していた園田とは違い、素質のある生徒（中には不満や願望がある者も含まれている）にスイッチを配布して自ら直接指導する形を執っている。元より面倒見のいい性質や後述する慢心的な感情ゆえに、敵であるはずの仮面ライダーに対しても直接指導したこともある。指導にはあえて本人たちが敵意を向ける人物に成り済まして、その感情の暴走を見定めるなど念入りに行い、彼らからは「マスター・リブラ」と呼ばれている。
表向きの人柄とは裏腹に、その本性は功名心や自己顕示欲の塊のような非常に屈折したものであり、天高の生徒を我望ひいては自分の駒としか見ておらず、見込みが無くなれば冷酷に切り捨て、自分より下の立場の者には常に横柄な態度で接している。プライドや虚栄心・自己過信も強く、自分の失敗を自覚しながらも仲間の前では虚勢を張るため、軽蔑を買うことも少なくない。また、自分の立場を脅かす者を毛嫌いしており、敵味方問わず気に入らない者はどんな手を使ってでも排除しようとする。上記の性格からか、他の幹部とは基本的に折り合いが悪く、特に天高生徒のホロスコープスからは表と裏のギャップからか反発されることが多い。また、「星からの声」を聞いた経験がないことから、我望からも見下されているようである。
園田がダークネビュラに送られた後、表面上は平静を装いながら自分を監視するヴァルゴを警戒。さらに度重なるゾディアーツの進化の失敗、予想だにしなかった鬼島の覚醒など自分の立場の危うさに焦りの表情を見せる。当の鬼島からも完全に舐めきった態度を向けられており、自身も彼のなぞかけを「下らない駄洒落」とあからさまに嫌悪するなど敵意を隠すことなく対立し、表面上は同志ながら常に一触即発の状態であった。また、我望が自分よりも鬼島を信頼することにも「私の扱いが非常に軽い」とフラストレーションを増幅させていた。後に鬼島がメテオストームに敗北した際には、好機とばかりにその隙を突き、彼が落としたキャンサースイッチを奪い取る形で回収。それまで幾度も苦汁を舐めさせられた意趣返しとして、幻覚能力でヴァルゴを欺き、独断でダークネビュラに転送させ、排除に成功した。なお、回収したスイッチは「彼がメテオに敗北した際、偶然回収した」とヴァルゴに報告している。
第34話で、京都でのザ・ホール消滅任務を成功させたもののフォーゼに敗れたことでダークネビュラ送りにされそうになるが、その際の極限の恐怖心により「超新星」が覚醒、他人の星の運命を見るラプラスの瞳を会得したことで処分保留となり、翌話から早速、今まで滞っていたはずのホロスコープスの覚醒をいとも容易く成し遂げるという成果を見せ、同時に自己過信や傲慢さをますます増長させたため、立神から時折そのことを踏まえた皮肉や嫌味を吐かれていた。一方で、古参でありながら我望の目的やコアスイッチの存在、ヴァルゴの素性および変身者である江本については一切知らされておらず、我望にたびたび疑念を抱くようになる。
終盤、自己保身と罪悪感からピスケスの候補者である蘭が覚醒しないよう保護するために我望を裏切り、仮面ライダー部に寝返る素振りを見せるが、後にライダー部を騙すための芝居であることが判明。その一連の行動は（ピスケススイッチの性質上）蘭に自らスイッチを押させるための策謀であり、レオと協力して蘭からスイッチを奪取し、12個のスイッチを揃えることに成功する。
だが最期はプレゼンターへのワープを試みて無防備になったサジタリウスを庇いライダー超銀河フィニッシュを受け、自身の存在の「重さ」を我望に訴えつつ、本物のダークネビュラの衝撃波に飲み込まれ爆死した。

立神 吼（） / レオ・ゾディアーツ
我望を護衛する、彼の秘書兼ボディーガード。一人称は基本的に「俺」だが、我望との対話の際は「私」になる。
ホロスコープスの一員になる以前はアウトローとして生きてきたが、我望の持つスイッチの力に魅了され、現在に至る。我望に絶対服従を誓っており、彼へ危害や裏切り、あるいは無礼を働いたと判断した対象は独自の判断で徹底的に排除する。彼のためならば自分が死ぬと分かっていても惜しまない覚悟を持ち、流星からは「自ら滅びを認める男」と評された。「酒は静かに1人で飲む」というワイルドにして一匹狼気質な雰囲気を持つ。常に右手に持つ胡桃を弄っており、これに彼の感情が表れている。本人曰く、手加減は性に合わないらしい。
他の幹部のスイッチも扱える特異体質の持ち主で、自身の戦闘力によって元の持ち主よりもその能力を引き出すことが可能である。生身での戦闘力も速水の変身したリブラと数名のダスタードを相手に取っても上回るほど。さらに冷静な判断力も兼ね備えており、既に数体のホロスコープスが倒された事実を受け止めて、フォーゼを警戒しており、未だにフォーゼを軽視する速水に忠告している。また、カプリコーンの能力によって、コアスイッチの探索が可能となると考え、我望に提案し、コアスイッチが現存することの証明に貢献している。その一方で、自分以外の人物が我望に高く評価されることを嫌うなど彼自身も自信過剰な気があり、弱者と見なしたメテオに対して己の力を過信して反撃されたり、我望に馴れ馴れしく接していながら彼から賞賛の言葉を得た弦太朗に対して、普段の冷静さを失うほどの怒りを見せ襲撃したこともある。
古参である速水のことを軽蔑しており、互いに相性は良くないが「我望への忠誠心」という面は共通していることから、互いにある種の仲間意識はあり、共闘時は息の合った連携を見せることも少なくない。しかし、我望にわずかでも疑問を抱くだけで怒りを露にするため、その異常な忠誠心を「単細胞の忠犬獅子公」と評されている。
組織を裏切った江本を粛清する前は処刑人の役割、粛正した後はNo.2の座をそれぞれ引き継ぎ、終盤には、速水の情報からラビットハッチの場所を突き止め、我望と共に破壊する。我望を除くホロスコープスメンバーの中では最後まで彼に追従し続け、最終決戦のメテオとの一騎討ちでも、劣らぬ戦闘力で圧倒するが、カウンター攻撃で怯んだ隙にメテオストライクを受けて敗北。自分を破った流星に怒りを抱きつつ、進行しつづけるゾディアーツ化の影響で、ゾディアーツスイッチが消滅したことによって黒い粒子状の塵となって霧散した。

園田 紗理奈（） / スコーピオン・ゾディアーツ
物語開始時点での2年B組の担任で、22歳。担当は古文。天高の卒業生（平成16年ごろ）で、速水の教え子でもある。一人称は「私」。
容姿端麗で、この学園では珍しくどんな生徒に対しても対等に接する優しい性格のため、生徒からの評判は良いが、「園ちゃん」の愛称で呼ばれるなど、教師というよりも友達のような感覚で見られている。個性的過ぎる生徒たちに手を焼かされている上に、愛称で呼ばれることを快く思っておらず、呼んだ生徒には常に注意・訂正させているが、一向に止まないことも悩みの種の一つである。
その正体はホロスコープスの一員。天高の生徒だった7年前に、速水から資質を見出され、カニスミノル・ゾディアーツとして変身を繰り返した末、スコーピオンとして覚醒した。
生徒に見せる顔とは正反対に、その実エリート意識が強い選民思想の持ち主である。上昇志向が強く、ホロスコープス内では教育係である速水を見下して煙たがっている一方、我望を「王」もしくは「救世主」、「太陽」と比喩して崇拝している。また、速水からはかつてのゾディアーツの姿から「子犬ちゃん」とも呼ばれているが、本人は嫌がっている。
物語開始時点でスイッチを散布する役割を受け持っており、めぼしい相手を見つけてはスイッチを配って回り、ゾディアーツ化した生徒を支援。障害であるフォーゼへの妨害行為も行っていた。
後にフォーゼの存在に業を煮やし、直接的な排除を計画。毒針攻撃でライダー部員たちを苦しめ、戦闘においても我望から授けられた「超新星」によってスコーピオン・ノヴァに変身し、フォーゼを圧倒するが、ライダーロケットドリル大宇宙キックを受けて敗北。リブラの能力で正体の露見は免れたが、その失態から我望にスイッチを没収され、前線から外される。その後も今まで通り温厚な教師を装いつつもフォーゼ＝弦太朗を逆恨みするようになり、速水の「再教育」を受けながら幹部への返り咲きを狙い続けていた。
やがて名誉挽回を我望に訴え出て再びスイッチを手にするも、今度は新たに出現したメテオに圧倒され、スターライトシャワーを受けて敗北。元の姿に戻った際は後ろ姿しか見えなかったため、賢吾らには正体が女性であることしか露見しなかったが、この失態によって我望に完全に見切りを付けられ、ヴァルゴによってダークネビュラへ転送された。残されたスイッチは我望が回収している。
表向きは「病欠→体調不良による辞職」扱いとなり、ライダー部に正体を知られぬまま姿を消したが、後に速水がライダー部に寝返るふりをした際に彼女の正体も話している。
かつてはユウキのように素直で純粋な性格だったらしい。
- 名前は脚本の中島による「サソリナノダ」の暗号化であり、塚田によれば「彼女がスコーピオンじゃないか」と予想されたとのこと。

『小説 仮面ライダーフォーゼ』
スコーピオン・ゾディアーツになるきっかけを作ったのが、共に宇宙飛行士を目指していた親友の天野 ツバサ（）の死であることも明かされており、エリート意識の強い選民思想の性格は彼女ではなくツバサの死によって形成された彼女の別人格が生み出したもの。それをM-BUSに隔離されている間にヴァルゴ＝江本に付着したSOLUの欠片に負の感情を吸収するモデルにされた。フォーゼとメテオに救出された後、ホロスコープスの壊滅により意気消沈するが、実家の定食屋の手伝いをするため、種子島に向かった。仮面ライダーイカロスらが引き起こした事件では、事情を知り種子島を訪れた弦太朗によって自身が抱えるトラウマと向き合うことを決心する。

鬼島 夏児（） / キャンサー・ゾディアーツ
天ノ川学園高校2年で、落語研究会部長。芸人として磨いた観察力とイメージ力によって他人の動きを模倣して習得することができる。
落語をこよなく愛しているからか普段から江戸弁、噺家口調であり、一人称は基本的に「あたし」だが時々「俺」になる。
落語家らしく朗らかな半面、自分の力を愉しみ、他者を蹂躙する腹黒い本性を持つ男。また、「笑わせるね」の口癖と共に相手を嘲る癖を持つ。
ある日、たまたま通りかかった2年B組の後任教師・宇津木遙に扇子が当たったことでそれを取り上げられ、これを機に彼女を憎むようになる。そして、リブラが紛失したスイッチを偶然拾い、彼女の動きを模写するためにキックボクシングのトレーニングを重ね、ペガサス・ゾディアーツとなって様々な格闘家を襲撃し、その罪を宇津木に擦り付けようとしていた。だが、流星の推理により正体を暴かれ、直後にラストワンに到達する。リードする宇津木の型を真似たフォーゼの攻撃に怯み、マグネットステイツのライダー超電磁ボンバーを受けて一度は敗北したが、その直後にラストワンを超越し、抜け殻となっていた鬼島自身の体をヴァルゴが吸収させたことでキャンサーへと進化を遂げ、新たなホロスコープスの一員となった。
我望には忠誠を誓うものの傲慢かつ不敵な性格な上、ホロスコープスとなる過程で全く助力を受けていない速水には「十二使徒になった以上は同格」と不遜な態度を取っており、相性は非常に悪い。
ホロスコープスとなってから短期間でキャンサーの力を引き出す異能ぶりを我望に評価され、卒業式開始寸前で直接のスイッチ配布を許されるようになる。不満を抱えつつもゾディアーツとしての素質を持つ生徒に配布するのは速水と一緒だが、スイッチャーに対して直接指導を行う速水と異なり、彼の場合は、自ら手を下さず生徒自身の力で成長させ、ライダーとの戦闘時にそのゾディアーツを護衛するという形式をとっている。ただし、新参者であるためか、リブラが配布したスイッチであっても護衛を任されている。
自身の正体を暴いた流星に対しては当初こそ怒りを見せていたが、彼の本質を見極めると同時に「流ちゃん」と呼び仲間にしたいほど能力を買うようになり、さらには流星がメテオであることを突き止めた。しかし、最終的にはメテオストームに圧倒され、メテオストームパニッシャーを受けて敗北し負傷。何とか逃走して我望にメテオの正体を報告しようとするが、その際に落としたスイッチを対立していた速水に取られてしまう。「メテオの正体」という情報を盾にするも速水には通じず、リブラの能力によって我望に追求している刑事の姿にされた鬼島は「これ以上、我望様の手を煩わせたくない」というリブラの進言を聞き入れたヴァルゴによって刑事の姿のままダークネビュラへ転送されてしまったが、テレビシリーズ終了後にフォーゼとメテオの手によりM-BUSから救出された。
- レギュラー陣では登場した期間が最も短い幹部だったが、個性豊かなホロスコープスの面々でも特に異彩を放っていたことから注目を浴び、12人のうちで唯一、直筆サインプレゼントの機会が設けられたほどである。

『小説 仮面ライダーフォーゼ』
フォーゼとメテオに救出された後、後にタウラスとなった杉浦と共に天高に復学。M-BUSに隔離されている間に意識があったためか、卒業式の前に天野ツバサ＝仮面ライダーイカロスと牧瀬 弘樹（）＝ピクシス・ゾディアーツら5名が起こした事件に気づくことになり、プロム当日には避難誘導を買って出る。流星との関係はホロスコープス時とは違い関係は修復されている。

山田 竜守（） / アリエス・ゾディアーツ
交換編入生として流星と入れ替わりで昴星高校に編入した弦太朗たちの元クラスメイト。第31・32話に登場。一人称は「僕」。天高では演劇部に所属していた。
交換編入生として授業に臨む一方、うさぎ座のゾディアーツとして昴星高校に潜伏していたが、後にアリエスとして覚醒。昴星高校の教師・生徒全員を支配下に置き、自分の脚本に沿った役柄を半強制的に演じさせ、演技の拙い、あるいは自分に逆らった人間を「眠りの刑」に処す恐怖政治を布いていた。
かつては大人しい性格の本の虫だったが、スイッチの力に魅せられて、人の尊厳を無視する傲慢な性格に豹変した。自らを指導した速水はおろか我望をも見下しており、いつまで経っても我望に謁見しなかったため、ヴァルゴの能力で強制的に引き立てられた。しかし、当の我望からは独創的な演出であることを理由に評価され、引き続き昴星での活動を許可された。DC版では他の構成員と比べて温和なヴァルゴにさえ「自分勝手な男」と陰ながら批評され、違反行為を見逃しながらも赤い目で釘を指す我望を前に全く動じないという、その不遜さをさらに強調される。
二郎の意識を回復させることを条件にフォーゼから自分を守るよう流星と取引し、彼が弦太朗の命を奪う要因を作った。その後、約束どおり二郎を回復させ、さらに自分に逆らう仮面ライダー部を処刑しようとする。
しかし、友との絆により復活を遂げた弦太朗が新たに変身したコズミックステイツの怒涛の攻撃に為す術もなく圧倒され、ライダー超銀河フィニッシュを受け敗北。スイッチはヴァルゴに回収され、自身はスイッチの力に飲み込まれた影響で記憶のほとんどを失い、病院で長期間の眠りにつくこととなった。

五藤 東次郎（） / カプリコーン・ゾディアーツ
天高に転入して来たJKの中学生時代の友人で、「ゴッド」と名乗るロックンロール好きなギタリスト。一人称は「俺」。第35・36話に登場。
頭髪を逆立ており、ファストフードが好物の大食漢である。かつてJKとともにバンド「ジーンゴッド」を結成していたが、共に才能がないことを周囲から酷評され、挫折した過去を持つ。
リブラの「ラプラスの瞳」によりこと座の奥に隠れていたやぎ座の「星の運命」が見えたことで覚醒を遂げ、その力を利用してJKと再び「最高のバンド」を組もうと持ちかけた。スイッチの力に魅入られてしまってはいるが、その行動原理は純粋に「親友JKとの夢を叶えること」である。再会したときには何の躊躇も無く幹部クラスのスイッチを自慢げに見せており、JKが異論を唱えてもあくまで夢を後ろ盾にするだけで直接的な暴力で従えようとせず、JKとの友情を大切に思う心だけは失っていなかった。
天高の生徒たちを洗脳し、「ジーンゴッド」再結成ライブを行おうとするがJKの心変わりにより阻まれた上、復活したフォーゼ コズミックステイツに圧倒され、ライダー超銀河フィニッシュを受けて敗北。直後、スイッチと共にヴァルゴに回収された。しかし「コアスイッチが現存することを証明する」という大きな働きを我望が評価したため、ダークネビュラ行きは赦免され、ホロスコープスに関する記憶を消された状態で元の学校生活に戻っていった。その後も一緒に学園を散策するなどJKとの親友としての交友は続いている。

エリーヌ 須田（） / アクエリアス・ゾディアーツ
天高3年生。アメリカからの転校生で、成績・スポーツ・容姿共に優れた才女。一人称は「私」。第37・38話に登場。宇宙飛行士選抜試験を間近に控えた弦太朗と出会い、意気投合する。日本語には慣れておらず、片言で話したり、よく言い間違いをする。
生半可な覚悟で宇宙飛行士を目指す人間を嫌悪しており、成績優秀で誠実な賢吾には仲間意識を持つ一方で、一見軽そうなユウキは資格がないと言い、初対面のときから敵視している。
弦太朗と出会った時点で既に覚醒を遂げており、ゾディアーツの力は「人間が宇宙で生きるための体」として受け入れている。自分の能力で賢吾を治癒したり、正体を知った弦太朗に「人間の実力で試験に臨む」と約束したりとホロスコープスの中でも良心が垣間見え、その親友となった弦太朗がフォーゼであると知ったときは「聞かされてなかった」と速水に怒りを露にした。また「私は我望先生の部下」と発言するなど、速水には従わないスタンスを掲げつつも、フォーゼとメテオとの対戦の際に素直に共闘している。
選抜試験中にユウキが不正を働いたと怒りに燃え、最終試験でユウキを陥れるが、これは宇宙飛行士への適性を見るための試験官からの指示であったことを弦太朗に知らされたことで自分の過ちに気付き、怪我を負わせてしまったユウキを治癒して真剣勝負を行う。結局試験には同時に合格しわだかまりを解く。
しかし敬愛する我望を裏切ることはできず、自分がホロスコープスである限り弦太朗たちと友人になることは許されないと自覚もしていたため、試験直後のフォーゼとの一騎討ちで本気で戦わず、自ら倒されることを選んだ。その後、タウラスの特定に貢献したことでダークネビュラ行きは免れ、ホロスコープスになってからの記憶を消された。これにより弦太朗たちのことも忘れてしまうが、宇宙を愛する者同士として改めて出会い、友人となった。その後、経緯は不明だが試験合格を辞退した模様。

杉浦 雄太（） / タウラス・ゾディアーツ
天高3年生で天高生徒会副会長。エリーヌ同様宇宙飛行士選抜試験の参加生徒の一人として第37話より登場。特技はゴルフ。一人称は「僕」。
試験の際に「ラプラスの瞳」によって牡牛座の「星の運命」が見えたことで覚醒。元々は生真面目で生徒の個性を尊重する人物だったが、とある札付きのワルと称される不良4人組に怪我を負わされ入院した生徒会会長・壬生 彩加（）の代行として会長の職に就任するや独裁者的性格に変貌。彼女の「学校とは本来ルールを守るよう教えるところである」という理念を受け継ぎ、「天ノ川学園法度」という異常に厳格な校則を制定し、全校生徒に規律遵守を強制する恐怖政治を敷くようになった。秩序を重んじる性格ゆえか、速水には従順。その一方でメテオとのゴルフ勝負に敗北した際には、事前に取り決めていた筈の約束を反故にしてメテオを操るなど卑怯な一面も見せた。
スイッチの影響かは不明だが、劇中で人間離れした身体能力を見せており、ブレイクダンスでJKを、ダブルダッチで弦太朗を上回る技術を披露している。
実は彩加に恋愛感情を抱いており、自分が不良たちに対し学園の校則に肖った寛大な処置をとったばかりに、非行が増長した彼らを止めようとして彼女が重傷を負ったことで、その罪悪感や後悔が法度制定やホロスコープス加入へと走るきっかけとなった。弦太朗によりその事情が明かされると同時に、彩加自身から説得されたことで自分の過ちに気づき、ライダー部一同と和解したが、直後に現れたヴァルゴに反抗したため、ライダー部員と彩加の前でダークネビュラに送られてしまい、スイッチはヴァルゴにより回収されたが、テレビシリーズ終了後にフォーゼとメテオの手によりM-BUSから救出された。

闇ユウキ（） / ジェミニ・ゾディアーツ
双子座の「星の運命」を持つ者であることが判明したユウキが、レオとリブラによって無理矢理ゾディアーツスイッチを押させられた結果、彼女から分裂した闇の人格。一人称は「あたし」。
容姿はユウキそのものだが、白い仮面のような不気味な顔を持つ。立場が逆転すると闇ユウキが本物と同様の顔になり、本物のユウキは白い仮面のような顔になる。
性格は無邪気ないたずらっ子だが、ユウキの願望を歪んだ形で実現させ、自分が本物に成り替わろうとする凶悪さも秘めている。「星からの声を聞いた」というオリジナルのユウキの言葉に対し、我望が何かを見い出したらしく、その分身である彼女をいたく気に入り、ヴァルゴに変わる新たな宇宙へ行くパートナーと考えていた。
立場が逆転したユウキを生け贄にジェミニ誕生の儀式を開始するが、弦太朗に阻止された挙げ句、本物のユウキが元に戻ってしまう。そのことから自暴自棄になりフォーゼと対峙するものの、最期はコズミックステイツのライダー超銀河フィニッシュを受け消滅し、スイッチは立神に回収された。
城島ユウキについては#仮面ライダー部の項を参照。
『仮面ライダーフォーゼ ファイナルステージ』
超銀河王の姿を象った宇宙の闇によって、再生されフォーゼたちと戦うも利用されていただけであり切り捨てられそうになる。フォーゼたちと友情を結び、事件の解決後は宇宙へ旅立った。
黒木 蘭（） / ピスケス・ゾディアーツ
詳細は#黒木蘭の項を参照。

## 仮面ライダー
本作品における「仮面ライダー」とは、人知れず人類の敵と戦うと都市伝説で語られるヒーローの呼称である。天ノ川学園高校で暗躍する怪人ゾディアーツに、フォーゼシステムの力で立ち向かう如月弦太朗は、伝説になぞらえて自らを仮面ライダーフォーゼと呼ぶのだった。

### コンセプト
本作品の制作において、最初に決められたモチーフは「学園」である。しかしこのコンセプトはドラマを作るうえでは有効でも、ヒーローキャラクターの造形には活かしづらいため、デザイン集団のプレックスは悩むこととなった。
そこで東映の塚田英明プロデューサーは、玩具開発チームに対し「宇宙」を第2のモチーフとして提示した。番組制作時の2010年には小惑星探査機はやぶさの帰還、番組放映時の2011年にはスペースシャトルの引退やユーリイ・ガガーリンの有人宇宙飛行50周年と、宇宙関連のニュースが相次いでおり、また学園という小さな環境と対比させるのにふさわしい大規模なテーマだったためである。
東映側の提案により、企画の進行は一気に加速した。前作『仮面ライダーオーズ/OOO』が肉体変化するヒーローであったため、本作品の仮面ライダーが力を発揮する手段はスーツ装着、すなわち最新の宇宙服をまとうこととなったのである。

### 仮面ライダーフォーゼ
如月弦太朗がフォーゼドライバーとアストロスイッチを用いて変身する戦士。本来は宇宙空間でのワープ航法によるワープ時の衝撃用に開発された特殊な宇宙服であり、歌星緑郎が息子の賢吾に遺したものだが、賢吾にシステムを運用するだけの体力がなかったため、弦太朗に託されることになった。
フォーゼドライバーに装填する各種アストロスイッチに応じ、フォーゼモジュールと呼ばれるマルチパーパス（多目的）ユニットシステムと呼ばれる多目的ユニットシステムを四肢に装着することができる。
- キャラクター名称の由来は、仮面ライダーシリーズ40周年にちなんだ「4（フォー）」と「0（ゼロ）」に、「変身（メタモルフォーゼ）」を掛けた語呂合わせである[45]。
- 「宇宙キターッ!」というポーズは、予告後の提供バックの撮影時にやることがなく、『ONE PIECE』のモンキー・D・ルフィをイメージして両腕を上げたものが[46]、「タイマン張らせてもらうぜ」というポーズは、その後にするポーズのため、『クローズ』や『ビー・バップ・ハイスクール』のようなヤンキー映画をイメージした拳を相手に突きつける動きのものが採用された[47][48]。
- スーツアクターを務めた高岩成二は、ヤンキーな感じやべらんめえ口調にすると『仮面ライダー電王』のモモタロスのようになってしまうことから、若き日のモモタロスをイメージして演じているといい、歩き方も弦太朗役の福士の少し体が触れるものを意識しているという[49]。

#### ベースステイツ
フォーゼの基本形態。専用の武器はないが、汎用性が高いため多用される。背面にはジェットパックユニット・スラストマニューバーがあり、空中での姿勢制御を可能としている。
変身に際しては、4個のアストロスイッチをフォーゼドライバーに装填したうえでトランスイッチを右から順に押していき、最後にエンターレバーを倒す。すると変身者の頭上にゲートが出現し、そこから神秘の宇宙エネルギー・コズミックエナジーが降り注いで、スーツを物質化することにより変身が完了する。このとき弦太朗は、決まって「宇宙キターッ!」と叫び、両腕を振り上げて大の字になっていた。
- NASAの最新の宇宙服をモチーフとしているので[51]、ボディーカラーは白を基本としている[39]。初期デザインでは1970年代風に、パイプや接続溝などのごちゃごちゃとしたディテールが盛り込まれていたが、そうした手法はすでに『仮面ライダーW』で用いられていたため、より未来風のデザインへと変更になった[52]。当時NASAで開発中だった次世代型宇宙服を参考にして、ベースステイツのボディには筋肉繊維にそったステッチが走っており、冷却用パイプライン兼人工筋肉のアンビリカルサーキュレーターとして設定されている[50]。また、胸から脇にかけて引かれたラインの色は赤を予定していたが、実際にはロケットのプロペラントタンクに用いられるオレンジ色が採用された[53]。
- 四肢に配置されたモジュールベイスメント[50]は、サターンロケットの側面図をモチーフとしている[54][51]。それぞれ対応するスイッチの形状と同様のディテールがあり、右腕がサークルモジュール、右脚がクロスモジュール、左腕がスクエアモジュール、左足がトライモジュールという名称となっている[50]。
- 従来の仮面ライダーに見られた胸パーツ、いわゆるコンバーターラングは廃されており、肩パーツ・タイタニウムフラッパー[50]も硬質なアーマーではない[55]。にもかかわらず、アップ撮影用スーツでは伸びない生地を採用したために肩関節を動かすことすらできなかった[56]。そこでアクション用スーツでは生地の変更などの改良を施すことにより、大胆なポーズを可能としたのである[56]。なお、白い生地は汚れが目立ちやすいのはもちろんのこと、紫外線の影響などによる退色が不可避であり、撮影の質を維持するためにアップ用スーツは2着、アクション用に至っては6着も製作された[56]。
- マスク・フォーゼヘルメット[50]は宇宙服ではなく、ロケット型に造形されている[52]。複眼シーバイザー[50]の色はオレンジ色。哀しみを背負うヒーローである仮面ライダーの目元には、「涙ライン」と呼ばれる線が描かれていることが多いが、フォーゼという元気の塊のようなキャラクターにはそぐわないため、ベースステイツには採用されていない[52]。『宇宙鉄人キョーダイン』の「スカイゼル」に似ているという指摘がよくなされていたが、偶然の結果であって意図したものではない[52]。

ツール
フォーゼドライバー
仮面ライダーフォーゼの変身ベルト。歌星緑郎が開発したシステムのひとつで、アストロスイッチを制御するコンソールの役割を果たす。通常はバックルのみの状態であるが、装着者が腰に当てることで自動的にベルト・パワーハーネスが伸長して固定される。
バックル中央部にはフォーゼの状態を表示するステイタスモニターがあり、その両脇にアストロスイッチを装填するためのスイッチソケットが合計4基設けられている。装着者から見て右端が右腕用モジュールを作動させるための○型スイッチ用ソケット、右から2番目が右足用モジュールのための×型スイッチ用ソケット、左から2番目が左足用モジュールのための△型スイッチ用ソケット、左端が左腕用モジュールのための□型スイッチ用ソケットである。各ソケットの下には、アストロスイッチの回路を接続状態にするための赤いトランスイッチがある。フォーゼへの変身や、アストロスイッチの力を全開にするリミットブレイクは、ベルト右側のエンターレバーを倒すことで行う。
テレビシリーズの5年後を描いた『ウィザード&フォーゼ』で、教師になった弦太朗が、「あんたには力があるから」と拒絶する風田三郎の心を開くため、賢吾の了解を得たうえで溶鉱炉に投げ捨てたことで失われた。三郎のために必要だったとはいえ、父親の形見を廃棄したことを詫びる弦太朗に対し、賢吾は「フォーゼドライバーは必要なときに弦太朗のもとへ戻ってくる」と慰めるのだった。
- パソコンのキーボードや考え事をする際にボールペンをカチカチさせる動きなどから、ベルト自体を多くのスイッチが付いたコクピットに見立てて、好きなスイッチをつけることで自分だけのコクピットになるという案となった。半透明の素材であるのも、全体の色のバランスを考慮してのことと、宇宙をイメージしたものである。
- デザイン段階では実際のコクピットを参考にする予定だったが、ベルト程度の大きさで機器の一部をそのまま切り取っても面白味には欠けるため、とにかくたくさんのスイッチを操作できる仕様となった。しかしスイッチだけでは動作が小さすぎるので、演出上の「決め」を生む大きな動作のために、飛行機の操縦桿をイメージしたエンターレバーが追加された。40個のスイッチは、玩具に仕込めるギミックが仕様的な都合で限られていたことから、なるべく多くのギミックを取り入れられるか振り分けていった結果、4つのソケットということとなった。また従来は、変身ベルトに光るギミックが盛り込まれていても、玩具を着用する子供自身はそれを直接見ることができなかったため、装着者の視点で発光ギミックを確認できるステイタスモニターが大きく斜めに設けられた。前作『オーズ』の「バースドライバー」が順番にしかユニット音が鳴らなかったことから、その差別化として自在に組み合わせられるようになっている。当初スイッチの穴は数字の形であったが、スイッチが40個になったことから数字ではなく図形となった。
- 撮影用プロップは、アップ用・アクション用・バイクアクション用などの4種が撮影シーンに応じて制作された。アップ用には可動ギミックがあるものとないものの2種類があり、エンターレバーとトランスイッチが実際に可動する。ステイタスモニターは適宜各ステイツのグラフィックパターンのプリントを入れ替えて使用する。
- スーツアクターを務めた高岩成二は、グローブの大きさに対してスイッチが小さいため、スイッチの交換に苦労した旨を語っている。また、変身解除時に上にスイッチをオフにする際にベルトの正面が浮いてしまうことから、腹筋に力を入れて固定するようにしていたという。

必殺技
ライダーロケットドリルキック
ロケットモジュールの噴射で加速し、急降下しながらドリルモジュールで敵を貫く。破壊力は15トン。
ライダーロケットドリル宇宙キック
フォーゼが騎乗したマシンマッシグラーをパワーダイザーで打ち上げ、宇宙空間でライダーロケットドリルキックを放つ。破壊力は45トン。
ライダーロケットドリル大宇宙キック
ライダーロケットドリル宇宙キック発動後、2度目のリミットブレイクによる追撃。巨大なロケットモジュール型エネルギーの噴射で超加速し、巨大なドリルモジュール型エネルギーをまとった状態で敵を貫く。
青春銀河大大大ドリルキック
ライダーロケットドリルキック発動後、さらに3度のリミットブレイクによる追撃。「卒業キック」と称してサジタリウス・ノヴァに叩き込み、天高への支配に終止符を打った。

#### エレキステイツ
エレキスイッチの力でステイツチェンジする電気属性形態。スイッチの初回起動時は右腕のみが変化し、攻撃時には電流が逆流してフォーゼ自身にもダメージを与えた。しかし弦太朗が、裏切り行為を働いたJKを許して「癖がある奴は、ねじくれてひん曲がった部分も含めて受け入れる」という度量を示したとき、完全なステイツチェンジに成功した。
エレキスイッチは右腕に装備されるサークルモジュールに属しているが、他のスイッチに比べて強大なパワーを持っているため、その効果によりフォーゼの全身が変化するのである。企画段階では、40種類ものモジュールを使いこなすフォーゼにフォームチェンジは不要ではないかという意見もあったが、それでは販売できるフィギュアや武器の玩具の種類が少なくなってしまうため、バンダイ側の要望により、特別に強力なスイッチによって形態変化する設定となった。
全身を覆うグラストリックガーメントは金色で、モチーフはNASAで使用されている耐熱材で、通常のように薄くて密着させた美しいシルエットではなく、くしゃくしゃとした皺が目立つが、これはプロデューサーの塚田らがNASA見学に行った際の土産であるスペースブランケットを参考としており、あえて皺があるというのを狙っている。左右の胸と肩に3基ずつ、計6基装備された電気エネルギー蓄積装置ボルトラムチャージャーは、でんでん太鼓がモチーフ。右腕のモジュールベイスメントは、過電流状態を防ぐ安全装置アースベイスメントに変化している。なお、右手の強化装甲スパークナックルはパンチと同時に電流を流し込むことで敵に与えるダメージを増大させるとされるが、エレキステイツは常にビリーザロッドを携行しているため、右手が素手という状況は基本的にありえない。
顔面を守る超硬質のハイパーカーボンプレートには、電気エネルギー流道路である稲妻状のマークが浮かび上がっている。複眼ゲージバイザーには、磁場の乱れに対応したフィルター層が追加されているため、色が青に変化している。耳の部分にあたる感覚センサーエレクトロシャンクと右腕はパンタグラフがモチーフである。
- エレキステイツのデザインは総じて雷神をイメージしている[45]。従来では最終フォームに使用される金色が使用された[51]。
- 撮影用スーツは、アップ用・アクション用が1着ずつ制作された[73]。

ツール
ビリーザロッド
エレキステイツが使用するロッド型エレキモジュールで、右手に生成される。
柄の部分には3基の内部回路切替え装置ユナイテッドタップがあり、認証キー・イグニッションプラグを差し込むことによって攻撃パターンを変更できる。左側にプラグを挿入した際はロッド本体のリードシャフトに電流を送りこみ、上側に挿入すれば電光弾の放出、右側では電磁ネットの射出が可能となる。
- 「子供がやりたくても、やらせてもらえないこと」である電源プラグの抜き差しを、玩具で堪能できるようにデザインされた。
- フォーゼの武器の名称は映画関連からつけるというルールがあり、ビリーザロッドの名には悪名高いガンマンに似た響きがある。

必殺技
弦太朗が「100億ボルト」と呼んでいるだけで、実際にあるかどうかは不明。
ライダー100億ボルトブレイク
ビリーザロッドに大気中の電気を集め、すれ違いざまに打ち付けると共に強力な電撃を放つ。
ライダー100億ボルトシュート
ビリーザロッドから三日月状の電光弾を飛ばし、離れた敵を粉砕する。
ライダー100億ボルトバースト
電気をまとったビリーザロッドを地面に突き刺し、周囲に電流を走らせて広範囲を攻撃する。
ライダー電光ドリルキック
エレキスイッチの電気エネルギーを全身にまとい、急降下しながらドリルモジュールで敵を貫く。
ライダーロケットドリルキックに比べると威力で劣るため、ハウンド・ゾディアーツ戦ではパワーダイザーの投擲で加速して放った。
ライダー電気ショック
ウインチモジュールで相手を捕らえ、ワイヤーに電気を流してしびれさせる。

#### ファイヤーステイツ
ファイヤースイッチの力でステイツチェンジする炎・高熱属性形態。ファイヤースイッチは右腕に装備されるサークルモジュールに属しているが、他のスイッチに比べて強大なパワーを持っているため、その効果によりフォーゼの全身が変化するのである。すべてを受け入れようとする弦太朗の広い心によってスイッチの能力が引き出されており、敵の熱攻撃を吸収して自身のエネルギーに変換することもできる。
全身を覆うヒートスタックガーメントの色は赤。左右の肩には、三角形の熱エネルギー蓄積ユニット・フレイデルタチャージャーを6基装備する。右腕のモジュールベイスメントが変化した、余分な熱エネルギーを放出し熱の過剰吸収を防ぐ安全装置コロナベイスメントは、ガスコンロをモチーフとしている。なお、右手の強化装甲フィーバーナックルは鋼鉄をも溶解させる高熱の攻撃を繰り出せるとされるが、ファイヤーステイツは常にヒーハックガンを携行しているため、右手が素手という状況は基本的にありえない。
- 顔面フリクションカーボナイトには、火を表現するために電気ストーブの反射板状のディテールが施されている[51][83]。複眼サーモバイザーには高感度のサーモセンサー機能が備わっており、色が緑に変化している[81]。耳の部分にあたる感覚センサー・モニタリングプラグには、顎にある吸入口アトモスインテイカーからチューブがつながっている[83]。耳はバーナーをモチーフとしている[51]。
- 雷神をイメージしたエレキステイツの流れに沿い、ファイヤーステイツは不動明王風のデザインでまとめられている[45]。また、パーツの形状には消防士の要素も取り入れられている[45]。

ツール
ヒーハックガン
ファイヤーステイツが使用するファイヤーモジュールで、右手に生成される。
フロントユニットとリアユニットが一体化した火炎モードでは、遠距離戦用の熱エネルギーを変化させた火炎弾や近距離戦用の火炎放射で敵を攻撃する。リアユニットをフォーゼドライバー右横に取り付けることも可能。
前後のユニットを分割してハイプレスチューブを伸ばした消火モードに変形させると、後部タンク内の消火液とエネルギー弾を混合した消火弾を撃てるようになる。後にウォータースイッチが実装されたため、消火モードの使用回数は少ない。
- 形状は消火器をモチーフとしている。単純に考えると消火器が火を放つのはおかしいのだが、ひとつのモジュールに発火と消火双方の機能が備わっていることに関して、脚本の中島かずきは「何が起きるかわからない宇宙空間では、能力をコンパクトに持っておいたほうがよい」と理由付けしている。「普段は子供が止められているいけないこと」として、消火器についている丸いピンを抜く行為をイメージしたものとなっている。
- 名称はジーン・ハックマンとヒュー・ジャックマンに由来する。
- 炎は合成ではなく、実際に火炎放射器を使用しており、一緒に握って持たせて、振る際には一緒に振っている。

必殺技
ライダー爆熱シュート
ヒーハックガン・火炎モードのフロントユニット下部のスイッチスロットにファイヤースイッチを装填することで発動する。ファイヤースイッチに吸収した炎や高熱エネルギーを解放し、ヒーハックガンから強力な火炎弾を放つ。
スコーピオン・ゾディアーツ戦では、右脚のランチャーモジュールと左脚のガトリングモジュールを加えた一斉射撃を放った。
強力な消火水流
ファイヤースイッチを装填したヒーハックガン・消火モードで、周囲の火炎を一気に鎮火する。
ファイヤードリルキック
ヒーハックガンの火炎を身にまとい、空中から急降下して左脚のドリルモジュールで敵を貫く。
『MOVIE大戦アルティメイタム』にて、仮面ライダーウィザード フレイムスタイルのドリルウィザードリングを使用した飛び蹴りとの合体技ダブルファイヤードリルキックとして放った。

#### マグネットステイツ
NマグネットスイッチとSマグネットスイッチの力でステイツチェンジする磁力属性形態。NSマグフォンを2つに分割し、Nマグネットスイッチをフォーゼドライバーの右端のソケットに、Sマグネットスイッチを左端のソケットに装填することで変身完了する。このとき弦太朗は、決まって「割って挿す!」と叫んでいた。
磁力を操ることが可能で、両肩に装備された強力電磁投射砲・マグネットキャノンから放つS極・N極の電磁エネルギー弾を秒速7キロで連射して戦う。重量の増加からジャンプ力は他の形態より低下しているが、背部のブースターユニット・リパルシブマニューバーの出力を上げれば空中浮遊も可能となる。また、両腕ともステイツチェンジに使用しているため、右腕だけでなく左腕もほかのモジュールが使えないが、手甲メタルバックフィストが磁力を制御して拳の動きを加速させるため、パンチの威力は増している。
磁力の制御に必要となる強力なバッテリーアーマーブロックを背部に搭載しているため胸部装甲チェスターラックは大型化しており、マグネットキャノンの反動や自重の増加による負担を軽減するため頭部フレームハーフトップギアが固定されている。その結果、頭部が肥大化したずんぐりむっくりのシルエットとなっているが、これは船外活動で用いるバックパックを背負った状態をイメージして造形されたもの。フォーゼの初期デザイン案の中には2頭身キャラクターのような物があり、そのコンセプトを再利用する形での採用となった。
- ボディカラーには磁石にちなんで赤と青が用いられているが、全身を2色で塗り分けると『仮面ライダーW』のようになってしまうため、全身を覆うシールデッドガーメント[96]はNASAの宇宙服をイメージしてシルバーであり、そこに赤と青の線が引かれている[98][51]。そのほかボディには、磁力線を模したラインも描かれている[97]。
- 頭部全体は大きくなっているものの顔部分のサイズはベースステイツと同じであり、触角ロッドアンテナ[95]のみバランスを考慮して長く延びている[99]。視覚センサー[95]スペクトルバイザーはベースステイツのシーバイザーと同じオレンジ色で、設定上の性能も同一である[96]。フォーゼの顔がバイザーの奥にあるという案もあったが、安全面の都合から外側のみとなり、それが顔ということとなった[51]。ただし、顎の線を入れることで頭でっかちに見えないようにしており、小さな顔が中にある大きなフードのようにしている[51]。
- スーツアクターを務めた高岩は、フォーゼのスーツの中でもマグネットステイツは特に動きづらく、芝居ができないためアクションはワイヤーに吊られることが多かったことから演じるのが嫌であったと述べている[65][48]。顔だけでは横などに振り向くことができず、首をちょっとした角度に傾けたり肩を使って表情を見せることができないため、腰から身体ごと回していたという[47][90]。飛んだり跳ねたりすることがフォルム的に向かなかったため、自分から動かず相手を磁石で引き寄せたりしている[90]。

ツール
NSマグフォン
NマグネットスイッチとSマグネットスイッチを組み込んだ、アストロスイッチ一体型情報端末。アストロスイッチカバンやラビットハッチ、バガミールなどから送られるデータを受信可能であり、平時は折りたたみ式携帯電話として使用される。なお、着信音はフォーゼドライバーの変身音をアレンジしたものである。
そもそも2つのマグネットスイッチは非常に制御が困難であり、そのままフォーゼドライバーで使用を試みた際は、棒磁石型モジュールが装着されたが、暴走した磁力によってフォーゼの全身に周辺の金属製品が貼りつき、行動不能となってしまった。
そこで歌星賢吾は、ラビットハッチに残されていた星間連絡用試作情報端末にマグネットスイッチの制御を任せるシステムを設計。組み立ては朔田流星が行い、一応の完成を見た。ところがNSマグフォンには使用者の精神的な力みに敏感に感じ取って反発する性質があり、折悪しく賢吾と仲たがいしていた弦太朗の心の乱れが原因でどこか遠くへ飛んでいってしまう。仮面ライダー部の懸命な捜索によって発見されたNSマグフォンは、賢吾が感度の最終調整を手がけたことでようやく正常に機能するようになった。
中央から分割してマグネットスイッチ状態に戻し、それぞれをフォーゼドライバーに装填することでマグネットステイツの操縦桿となり、マグネットキャノンの射撃角度の調整や、リパルシブマニューバーの制御に用いる。レバーに備わったNマグブラストトリガーを引くことでマグネットキャノンを発射するが、リミットブレイクの発動にはNマグネットスイッチ側のスイッチリミットグレネイターのみを使用する。
なお、一度マグネットステイツになればNSマグフォンを取り外すことは可能であり、第46話ではマグネットステイツに変身したまま通話する場面がある。
- プレックスの阿部統は、細長い2本のスイッチを挿して操縦桿とするのがフォーゼドライバーで一番やりたかったことと語っている。ただの細長いスイッチでは面白みに欠けるので、当初は合体して槍となることも検討されたが、既に銃と剣があったことと、メテオの強化形態が槍型の武器を使うこととなり、武器は劇中で扱いづらくなるからとプロデューサーが反対したため、作劇上の妨げにならないアイテムとして携帯電話が選ばれた。
- また玩具では、大型スイッチであることを活かして音声ユニットが組み込まれている。『仮面ライダーディケイド』の「ディケイドライバー」や『仮面ライダーオーズ/OOO』の「オーズドライバー」では、玩具購入者が内蔵された音声を解析して動画サイトに投稿するというネタバレが発生しており、そうした事態への対処として、追加アイテム側に新フォームの音声を収録するという手段が取られた。

必殺技
ライダー超電磁ボンバー
両肩から分離した2つのマグネットキャノンが合体してU字型の浮遊砲台NSマグネットキャノンとなり、そこから超電磁ビームを放って攻撃する。
ライダー超電磁ボンバー一斉掃射
右脚のランチャーモジュールと左脚のガトリングモジュールを加えた攻撃。ヴァルゴ・ゾディアーツに対して使用したが、かわされてしまった。
ライダー超電磁タックル
マグネットキャノンを放ちながら、リパルシブマニューバーで加速して突撃する。パワーダイザーとの連携技。
ライダー超電磁ストライク
仮面ライダーメテオにNマグネットスイッチを貸与し、2人で敵を両側から挟みこんで倒す合体必殺技。第46話でのレオ・ダスタード戦で使用。

#### コズミックステイツ
40番目のスイッチであるコズミックスイッチの力でステイツチェンジした究極形態。強大な力を秘めたコズミックスイッチの使用に際しては、安全性確保のためやや複雑な手順を踏む必要があり、フォーゼドライバーの右端のソケットに挿入した後、まずはアイドリングスライダーを操作してゲートフォルドハッチを開放する。次に、ハッチの下から出現したエンハンスドキーを押して、スイッチを起動させる。すると1番から39番までのアストロスイッチが召喚されてフォーゼの体に吸い込まれていき、コズミックステイツの姿へと変わるのである。
「みんなの絆で宇宙をつかむ!」という変身時の決め台詞が象徴するように、コズミックステイツは弦太朗と仮面ライダー部の仲間たちの絆によって成立している形態である。そのため、もし彼らの友情が揺らぐようなことがあれば、変身は解除されてしまう。
胸にはアストロスイッチのパワーを収納したエネルギー制御装置スイッチングラングがあり、描かれたマークに触れることで対応するスイッチの能力を解放できる。複数のスイッチ能力を融合させて使うことも可能であり、その組み合わせにはモジュール装備部位の制限がない。
全身を覆うコズミックガーメントは、構造こそベースステイツのアセンブリガーメントと同じだが、コズミックエナジーで包まれているため青色に変化して見える。従来はステイツチェンジしても形状変化しなかった四肢のモジュールベイスメントも、コズミックエナジー供給コネクタを接続したモジュールデッカーとなり、青が差し色に加わっている。さらに背面のスラストマニューバも、ワープドライブ中の推進機能を加えたコズモマニューバへと強化されている。翼状の肩部装甲スペリオルフラッパーが装備されたことで、シルエットはがっしりとしたものとなった。
- 頭部ブロック・コズミカルメット[108]の形状は、ベースステイツよりも若干未来のロケットをイメージしており、側頭部の生体計測センサーユニット・オブザベーションガット[108]は大型化した翼状となっている[110]。プロデューサーの塚田の意向で触角が廃されたため、見た目が寂しくならないように顔面コズミックカーボナイト[108]には触角状の模様が描かれている[110]。この模様は眼の下にも延びて涙ラインを形成している[110]。ベースステイツでは元気キャラにそぐわないとして不採用となった涙ラインだが、劇中で多くの人々と触れ合ったことで弦太朗にもいろいろと背負う物ができているであろうことから、デザインに取り入れられた[110]。
- 企画段階での最強形態は「アポロ」と呼ばれていたが、プロデューサーの塚田の意向で「コズミック」に変更となった[111]。「エレキ」や「ファイヤー」に比べると名称から連想されるモチーフが明確ではないため、宇宙服を基としたベースステイツを正常進化させる方向性となり[111]、コズミックステイツは単独で宇宙に出て様々なモジュールを使いこなす、宇宙船をコンセプトとしてデザインされた[110]。初期案での配色は緑系統だったが、カッコよさを優先させてNASAの青になった[111][51]。当初から水色にすることは決まっていたが、青を基調としたメテオストームと重複することから迷ったが、様々な水色の中から現在のものが選ばれた[51]。
- エレキやファイヤー、マグネットのようなモチーフがなかったことから、ディケイドコンプリートフォームのように胸にスイッチのパワーが集約して並べられて現れるものとなった[51]。スイッチングラングのタッチパネルは、当時新機種のニュースが報じられていたiPhoneが着想元であり[111]、胸部に決まる前は顔や[110]腕につけることも検討されていた[111]。
- 撮影用スーツは、アップ・アクション兼用のものが1着、マスクは2種類が制作された[112]。

ツール
バリズンソード
コズミックステイツが使用する大型剣。
保護カバー・バリアントシリンダーを閉じた状態のブーストモードで出現する。この形態では槍として扱うほか、対象を任意の場所へ空間転移させるワープドライブ機能により、敵を宇宙に運んで爆発させるなどして活用された。
モード変更レバー・マスターコントローラーを操作すると、バリアントシリンダーが柄側に展開して、刀身トランジションエッジが露出したスラッシュモードに変形する。
グリップ底部のスイッチスロットは、フォーゼの右腕用アストロスイッチに対応しており、それぞれの力を引き出すことで多彩な攻撃が可能となる。劇中ではエレキスイッチの電気やファイヤースイッチの炎を攻撃に付加したほか、第38話ではクロースイッチにより巨大な爪を生成してアクエリアス・ゾディアーツの両肩の水瓶を同時に破壊。また第44話では、メテオストームスイッチを使うことでジェミニ・ノヴァの爆発エネルギーを吸収してみせた。
- テレビシリーズでの活躍が印象的だったロケットモジュールの強化版としてデザインされた。持ち手コントレイルアームは発射台のトラスがモチーフで、マスターコントローラーはフォーゼドライバーのレバーとほぼ同じ形状をしている。スラッシュモード時には刀身の先端が伸長して、その後ろに赤いエネルギー転換ユニット・コズミックキャパシタが現れるが、これは月着陸船とその噴射した炎をイメージしている。
- 構想段階のギミックは、打ち上がって不要な燃料パーツや外装パーツを次々と分離させながら上昇する月着陸船のように、ロケットモジュールが割れて小さな剣が長くなっていくというものだった。しかし余剰部品が出ることにプロデューサーの塚田が難色を示したため、外装を排除するのではなく後方に展開させるギミックに変更された。パーツが外れなくなった結果として重量がかなり増えてしまい、撮影会ではプロップをワイヤーで吊り下げる必要があったという。プロップは開くギミックはあるものの、引っ張っているワイヤーを緩めて開くと自重で降りるものの、引っ張って閉めるとワイヤーが切れるため、閉める際には開いた映像を編集で戻しており、剣先が伸びるギミックもプロップにはないため、合成で表現している。本編撮影時には柄を脚の付け根に当てて支え、真っ直ぐ立つことで片腕でも支えることができるため、両手を添えながら回して右腕で構えている。また玩具も同様に重く、片手では持てない子供もいたようで、プレックスの小林大祐は反省の念を述べている。
- 名称の初期案は、ハリソン・フォードに由来する「ヤリケンソード」だった。その後、「キルゼスター・ズバドーン」に決まりかけたが、玩具のパッケージデザインを試みたところ名前が長すぎることが判明し、決定名称の「バリズンソード」となった。

必殺技
ライダー超銀河フィニッシュ
敵をワープドライブで宇宙に運び、コズミックスイッチを装填したバリズンソード・スラッシュモードで切り裂く。
ライダーキック
コズミックエナジーをまとって放つ飛び蹴り。サジタリウス・ノヴァ戦で使用した。

#### テレビシリーズ以外の作品に登場する仮面ライダーフォーゼ
ロケットステイツ
ロケットスイッチスーパーワンの力でステイツチェンジする特殊形態。詳細・『フォーゼ&オーズ』での経緯は仮面ライダー×仮面ライダー フォーゼ&オーズ MOVIE大戦MEGA MAX#仮面ライダーフォーゼ ロケットステイツを参照。
『フォーゼ&オーズ』後もスイッチは弦太朗が所持しており、第41話で初使用された。
メテオフュージョンステイツ
『みんなで宇宙キターッ!』において、フュージョンスイッチの力で、メテオの力と融合した特殊強化形態。詳細は仮面ライダーフォーゼ THE MOVIE みんなで宇宙キターッ!#仮面ライダーフォーゼ メテオフュージョンステイツを参照。
メテオなでしこフュージョンステイツ
『ウィザード&フォーゼ』の『MOVIE大戦アルティメイタム』において、メテオの力と一緒になでしこの力も融合したメテオフュージョンステイツの強化形態。詳細は仮面ライダー×仮面ライダー ウィザード&フォーゼ MOVIE大戦アルティメイタム#仮面ライダーフォーゼ メテオなでしこフュージョンステイツを参照。
ロケットドリルステイツ
『てれびくん』限定のステイツ。クリアドリルスイッチで変身した形態。詳細は仮面ライダー×仮面ライダー フォーゼ&オーズ MOVIE大戦MEGA MAX#登場仮面ライダー（友情のロケットドリルステイツ）を参照。
ランチャーステイツ
小説版『天・高・卒・業』限定のステイツ。ランチャースイッチ・スーパー2を用いて変身した特殊形態。作中においては濃いブルーのカラーリングで、かつ両肩両脚に計4門のランチャーモジュールを装備した外観とされている。必殺技は全身からのミサイル一斉発射。

#### 仮面ライダーフォーゼのアストロスイッチとモジュール
アストロスイッチとは、宇宙空間に存在する未知のエネルギーコズミックエナジーの力を利用可能とするための小型装置であり、起動することで仮面ライダーフォーゼの戦闘を支援するマルチパーパス（多目的）ユニットシステムフォーゼモジュールを物質化する。スイッチは1番から40番まで存在し、10の倍数にあたる物はフォーゼをステイツチェンジさせる特に強大な力を備えている。
開発したのは主に歌星緑郎であり、彼の死後、息子の歌星賢吾にフォーゼドライバーともども託された。しかしスイッチは、そのままでは使用不可能なブランク状態であったため、賢吾はひとつずつ研究を重ねて調整し、順番に実用化することでフォーゼの戦力を高めていった。
- 平成第2期に入った仮面ライダーシリーズの玩具開発にとって、最重要課題となるのは変身ベルトと連動するキーアイテムの扱いである[39]。本作品の場合、シリーズ40周年記念であることから、アイテムの具体的な中身が決まる以前に全40個が登場することがプロデューサーから求められていた[39]。アイテムの初期案にはボタンをコレクションするというものがあり、すべてを組み合わせることでキーボードとなってオリジナルパソコンが完成する構想だったが、収集する物ひとつひとつに個性がないため実現には至らなかった[39]。なおも検討が重ねられる中、デザインチームは秋葉原で大量のスイッチを購入し、集めることでコクピットのようなものができあがるという発想を提示した[39]。スイッチであれば形状や動かし方にバリエーションを増やすことができ、また子供たちがいじりまわしたくなるような「操作感」があることから、この案が採用となった[39]。
- 原則としてスイッチ玩具そのものに音声は収録されておらず、変身ベルトと連動して初めて音が鳴る。技術的にはスイッチ側に音を入れることも可能なのだが、大型化が避けられないために見送られた[52]。またベルトから発せられる音声は当初、単に「ロケット」などとしゃべるだけだったが、歌うベルトであった『仮面ライダーオーズ/OOO』の「オーズドライバー」と比較すると見劣りするため、「ロケット・オン♪」とフレーズを短いメロディに乗せることとなった[52]。スイッチ自体に音が入っていないことから、オン・オフの動きを入れることでスイッチを切った際にベルトから音が鳴るようにしている[62]。
- 劇中におけるスイッチの用法については、「竜巻を起こす」「雷を落とす」のような単なる特殊能力発動では個々のスイッチの訴求性が弱いため、すごい武器や道具が装備されることによって能力が向上するという設定になった[54]。つまりロケットスイッチを起動すると背中から噴煙を発して飛べるようになるのではなく、ロケットモジュールが腕にくっつき、それに引っ張られるようにして飛ぶのである[54]。また、それぞれの装備についても種類や使い方がありきたりにならないような工夫がなされた[54]。たとえばドリルモジュールは、通常の発想であれば腕に取り付けるところだが、本作品では脚に発現してキックの際に用いる[54]。
- こうしてアストロスイッチは、四肢にさまざまな武装を発動させるための装置となった。玩具を手にする子供たちが、それぞれのスイッチを変身ベルトの適切な箇所に挿入できるよう、ソケットの形状は4種類に分けられ、スイッチ自体の造形もそれに合わせてある[39]。右腕用が○型、右脚用が×型、左脚用が△型、左腕用が□型である[117]。
- スイッチとモジュールの配色は、登場順や見映え、モチーフとの親和性を考慮して最初から決められている[77]。本来はヒーローのアイテムには不向きと考えられていた中間色が多用されているのが特徴である[119]。

フォーゼが使用するスイッチとモジュールの効果は以下の通り。カラーは『FOURZE GRADUATION - 仮面ライダーフォーゼ公式読本』より。
| No. | カラー           | 部位 | 名称               | スイッチON                                                                                                 | スイッチ備考 | モジュール解説 |
| --- | ---------------- | ---- | ------------------ | --- | --- | --- |
| 1   | オレンジ         | 右腕 | ロケット           | 上面のボタンを押す                                                                                         | | コズミックエナジーを物質転換して推進剤を生むため、プロペラントタンクを不要とした飛行用ユニット。先端ブロックスピアヘッドフォワードによる打撃の破壊力は、推力が加算されるため約4トンに達する。 |
| 2   | ブルー           | 右脚 | ランチャー         | レバーを前に倒す                                                                                           | | 5連装ミサイルポッドランチャー。初使用時は制御が利かず校舎を破壊してしまったが、レーダーモジュールとの併用によって標的を追尾できるようになった。 ミサイルにはフォーゼの顔が描いており、デザインした阿部統は「やり過ぎ」と怒られたという。 |
| 3   | イエロー         | 左脚 | ドリル             | 上面のつまみをひねる                                                                                       | | オービタルチタン製高速回転ドリルユニットディギービットは分間200 rpmで回転し、キックの破壊力を10トンに増幅する。 撮影用プロップは巨大なため、スーツアクターが自立できるよう先端部を取り外せるようになっている。 |
| 4   | ブラック         | 左腕 | レーダー           | 上面のホイールを前方に回転させる                                                                           | | 広域マルチ通信ユニットアストロレドームによってあらゆるチャンネルや周波数の通信電波を受信し、マルチフロートタッチパネルに情報を表示する。主にラビットハッチとの通信に用いられるほか、他のモジュールにホーミング機能を追加できる。 |
| 5   | クリムゾン       | 右腕 | マジックハンド     | つまみを前に倒す                                                                                           | | 多関節の遠隔ロボットアーム。関節部ハイピッチジョイントは10 nm単位の微細な制御が可能で、先端のマジックハンドユニットエンドエフェクトペンチは最大6トンの荷重に耐える。 |
| 6   | シルバー         | 左腕 | カメラ             | 上面のシャッターボタンを押す                                                                               | バガミールの起動にも使用。 玩具はスイッチONした後にダイヤルを回すと、スイッチが元に戻る仕様。 | 高感度ビデオカメラで、画像解析も可能とする。 |
| 7   | コバルトグリーン | 左腕 | パラシュート       | ピンを上に引っ張りあげる                                                                                   | | 宇宙や上空からの降下時にパラシュートを射出・展開して着地する。傘体トライキャノピーは3つあり、どれか1つが開かない事態が起きても安全に降下できる。 |
| 8   | コバルトブルー   | 右脚 | チェーンソー       | 上面のふたを開く                                                                                           | | ツーミックスエンジンによって高硬度の超剛性金属アストリウム製の刃ソーブレードを1分間に15,000回転させ、敵を切り裂く。 |
| 9   | カーマイン       | 左脚 | ホッピング         | 上面のボタンを押す                                                                                         | | 特殊金属ヘリオメタル製のスプリングコイルストリークサスペンションによってジャンプ力を40メートルまで伸ばし、変幻自在の跳躍を行う。 制御が困難であるため賢吾は失敗作とみなしていたが、弦太朗は「世の中に使えない物はない」と唱え、月面トレーニングを経て使いこなせるようになった。 |
| 10  | ゴールド         | 右腕 | エレキ             | 上面のバーを前方に倒す                                                                                     | 3,000 kWの電気エネルギーを含有し、フォーゼをエレキステイツへと変身させる。 | ビリーザロッド |
| 11  | ディープイエロー | 左腕 | シザース           | 開いた2本のつまみを合わせる                                                                                | ポテチョキンの起動にも使用。 | タイタニウム製の切断用シザースブレードクロッサーブレードで対象を挟み込んで最大20トンの出力で、太さ50ミリメートルの鋼鉄製ワイヤーをも切断するほか、ブレードを閉じて打撃武器としても使える。 |
| 12  | スカーレット     | 右脚 | ビート             | 上面の円盤を回転させる                                                                                     | | 上部のウーファービートユニットからは20ヘルツ - 5キロヘルツの低音域を、下部のツイータービートユニットからは5キロヘルツ - 24キロヘルツの高音域の衝撃波を放射し、衝撃波で敵を攻撃する。 |
| 13  | カッパー         | 右腕 | チェーンアレイ     | 上面の鉄球を前方に回転させる                                                                               | | タイタニウム製の鎖ヘルハウンドチェーンで結ばれた、同じくタイタニウム製の球形ハンマーブローイングスターを振り回し、敵を倒す。ブローイングスターの重量は約120キログラムで、超剛性金属のアストリウム製のスパイクラフスパイカーが生えている。 |
| 14  | パープル         | 右脚 | スモーク           | 上面のボタンを押す                                                                                         | | 半径5メートルの範囲に広がる大量の発煙性混合物を白い煙幕として放出させ、最大5分間敵の視界を妨げる。 |
| 15  | ボトルグリーン   | 左脚 | スパイク           | 上面のボタンを押す                                                                                         | | アストリウム合金製のレッグガードホールバレルに埋め込まれたスパイクデンスリークラッシャーがキックに合わせて伸張し、敵を蹴散らす。 |
| 16  | オリーブグリーン | 左腕 | ウインチ           | 上面の鉤爪を引き上げる                                                                                     | | ワイヤーロープ付きのフックブーストフッカーを高速で打ち出し、最大牽引重量5トンのドラム式ウインチユニットスピニングタービンで巻き取る。捕縛した対象を引き寄せるほか、フォーゼ自身の移動にも用いられる。 |
| 17  | クリームイエロー | 右腕 | フラッシュ         | 上面のボタンの前半分を押す                                                                                 | フラシェキーの起動にも使用。 | 大型ライトバルブランプで暗所を照らし出すほか、強烈な閃光を放ち敵の目を眩ませる。光の強さや波長を自由に変えることが可能。 |
| 18  | ホワイト         | 左腕 | シールド           | バーを後方に倒す                                                                                           | | 3層構造のアストリウム合金製サーフェイスパネルによって鉄壁の防御を誇る盾。しかしキャンサー・ゾディアーツのハサミには切断されてしまった。 モジュールデザインは、耐熱板がたくさん貼ってあるイメージからスペースシャトルを模している。 |
| 19  | ピーコックブルー | 左脚 | ガトリング         | 上面のドラムを回転させる                                                                                   | | 6連装の回転式銃口ロングガンバレルから、7.62ミリメートル口径の銃弾を1分間に2,400発連射する。上面に持ち手がついているが、足から取り外して使うことはない。 |
| 20  | 赤               | 右腕 | ファイヤー         | 側面の環を引く                                                                                             | 強力な炎エネルギーを含有し、フォーゼをファイヤーステイツへと変身させる。 スイッチは「子供が手を出したくてもやってはいけない物」である消火器のピンをイメージしている。                                                                                                   | ヒーハックガン |
| 21  | バイオレット     | 右脚 | ステルス           | 上面のつまみを回転させる                                                                                   | | 光学迷彩フィールドを展開して、フォーゼを5秒間だけ透明にする。持続時間こそ短いが回数制限がないので、連続使用によるヒット&アウェイ戦法が可能。 「見えない」ということの表現はデザイナーを悩ませたが、ステルス攻撃機のF-117 ナイトホークがモチーフに採用された。 |
| 22  | ハニー           | 左腕 | ハンマー           | 上面のハンマーを下ろす                                                                                     | | アストリウム合金製のスマッシャーヘッドを、形状記憶合金製のアコードジャンパーによって反発させ、約5.5トンの打撃を生み出す。 |
| 23  | ライトブルー     | 左脚 | ウォーター         | 上面のハンドルをひねる                                                                                     | | コズミックエナジーによって高圧水流を生成し、ウォーターノズルシャワーポーリングから放つ。ただしウォーターノズルは下を向いているため、上や横に噴水するには脚を上げる必要がある。 |
| 24  | クリーム         | 左腕 | メディカル         | 上面のボタンを押す                                                                                         | 注射器をイメージしているため、玩具にはバネが仕込まれ、スイッチの手応えを調整している。 | 治療用キットファーストエイドボックスの中にはコズミックエナジーが凝縮されたアンプル・ヒーリングメディキットや応急手当用器具が取り揃えられており、バイタルディスプレイに対象の生態情報を表示する。 第14話でスコーピオン・ゾディアーツの毒に倒れた弦太朗を救うため、賢吾はフォーゼドライバーに接続して相手にエナジーのみを伝達して与える手袋型の簡易モジュールを開発してメディカルスイッチを起動し、生身でコズミックエナジーの反動に耐えながら弦太朗を治療した。 |
| 25  | グレー           | 右脚 | ペン               | 上面の爪を下方にスライドさせる                                                                             | | 巨大な毛筆型ユニットで描いた絵や文字を実体化させる。墨をかけることでカメレオン・ゾディアーツの透明化能力を無効化するなど、応用も利く。なお、黒以外の文字も書けるらしい。 |
| 26  | ミントブルー     | 左脚 | ホイール           | つまみを前方に倒す                                                                                         | | 高速移動を可能とするダッシュホイール。廊下や一般道のように、狭く障害物が多い箇所での使用に適している。周波数や電圧を変えることで電気モーターの回転方向や出力を調整する。 |
| 27  | ウォームレッド   | 左脚 | スクリュー         | 上面のプロペラを回す                                                                                       | | 潜水用ユニット。出力340馬力、4枚のフィンの回転速度2,100 rpmと、スペックは小型潜水艦に匹敵する。 |
| 28  | ラベンダー       | 右脚 | ハンド             | 手形つまみを起こす                                                                                         | 玩具のスイッチは、バンッと手を上げるときの勢いを重視して製作されている。 | 高精度マニピュレーターハンド・マニピュレートフィンガーで、機械の分解などの精密作業を行う。フレックスアームバーは5 t程度なら簡単に持ち上げられる。 |
| 29  | ブルーグリーン   | 右腕 | スコップ           | シャベル形つまみを起こす                                                                                   | ホルワンコフの起動にも使用。 | 内蔵しているパワーアシスト機能・パワーシリンダーによって腕力を強化し、アストリウム合金製のスクープバケットで堅い岩盤をものともせず掘り進む。 モジュールデザインは、アポロ計画で実際に月の石採取に使われたスコップを模している。 |
| 30  | クリアレッド     | 右腕 | Nマグネット        | | 強力な磁力エネルギーを含有し、Sマグネットとペアでフォーゼをマグネットステイツへと変身させる。 | |
| 31  | クリアブルー     | 左腕 | Sマグネット        | | 強力な磁力エネルギーを含有し、Nマグネットとペアでフォーゼをマグネットステイツへと変身させる。 | |
| 32  | ライトグレー     | 右脚 | フリーズ           | つまみを回転させる                                                                                         | ソフトーニャの起動にも使用。 | 冷蔵庫型の冷却装置から強力な冷気を放ち、周囲を凍結させる。断熱ドアフラットシャッターの内側には、「冷蔵庫に収納された卵」が造形されている。 |
| 33  | アメジスト       | 右腕 | クロー             | 上面の爪を倒す                                                                                             | | スマッシャーパドルによって腕力を強化し、アストリウム合金製の鉄の爪スレッジボーンで敵を引き裂く。 |
| 34  | アプリコット     | 左脚 | ボード             | ボードを押す                                                                                               | | カーボン樹脂とアストリウム合金が合成され、重力を遮断する塗料で底面をコーティングしたリパルジョンボードにより、空中を浮遊移動するなど、どんな場所でも滑ることができる。 |
| 35  | エンジ           | 右脚 | ジャイアントフット | 足型ボタンを押す                                                                                           | | 靴型装置によって地面を踏み付けることで周囲の重力場を増大させ、大気の屈折によって発生させた巨大な足の幻影で敵を押し潰す。 |
| 36  | スカイブルー     | 左脚 | エアロ             | トリガーを引く                                                                                             | | 4基の回転翼アトモスファンによって吸排気を行い、いったん吸い込んだ空気を圧縮して噴出し、突風を生む。 |
| 37  | ミントグリーン   | 左腕 | ジャイロ           | プロペラ付きつまみを展開させる                                                                             | ナゲジャロイカの起動にも使用。 | アストリウム合金製の2枚の回転翼ダイナミクスローターでヘリコプターのように空中移動する。テールローターの役割は、エアダクトコアンダノーターが果たしている。 |
| 38  | サーモンピンク   | 右脚 | ネット             | ネット型つまみをスライドさせる                                                                             | | 網型エネルギー発振器アークグリッドにより網目状にした電磁ビームで巨大な電磁ネットを発生させ、敵を捕獲する。 |
| 39  | セピア           | 左脚 | スタンパー         | 上面のバーを押す                                                                                           | | コズミックエナジーで仮面ライダー部のマークを判押しする。マークは意図的に不安定な状態にしているため、時間差で爆発する。蹴り込み具合によって爆発までの時間調整が可能。 |
| 40  | ロイヤルブルー   | 右腕 | コズミック         | アイドリングスライダーを操作してゲートフォルドハッチを開放し、ハッチの下から出現したエンハンスドキーを押す | 39種のスイッチの力を取り込み、フォーゼをコズミックステイツへと変身させる。 カバーを割って押す非常ボタンがモチーフ。四隅に脚のような造形があるのは、初期デザインでアポロ月着陸船をイメージしていた名残である。なお、顔のように見えるのは偶然であり意図したものではない。 | バリズンソード |

劇中には仮面ライダーフォーゼが使用する上記の物以外にも、重要な役割を果たすスイッチが登場する。
コアスイッチ
宇宙最高の知性を持つ存在プレゼンターが、自らの超科学の秘密を込めて宇宙各地にばら撒いたスイッチ。そのうちひとつが太陽系に飛来し、歌星緑郎、我望光明、江本州輝によって月面で発見された。
分析の結果、コアスイッチには取り込んだコズミックエナジーをマテリアライズ（物質化）する能力があることが判明し、彼らはプレゼンターのもとへ向かうための手段の構築に着手した。緑郎はフォーゼドライバーとアストロスイッチによって肉体を保護した多目的宇宙超人フォーゼとなって発生させたワープゲートで、安全なワープ航法を行うフォーゼシステムを考案。一方、我望はワープに耐えられる肉体を手に入れられるように強制的に分解させた人体を再構築、怪物化するゾディアーツスイッチを開発した。
またコアスイッチは、地球文明の情報を学習してプレゼンターのもとに持ち帰る手段として、人類を模したコアチャイルドを誕生させた。コアチャイルドは、我望の意を受けて緑郎を謀殺したことを悔やむ江本によって保護され、緑郎の息子・歌星賢吾として育つことになった。
テレビシリーズ終盤で賢吾の正体を知った我望は、自らがプレゼンターのもとを訪問することに固執するあまり、コアスイッチを破壊して賢吾を消滅させる。しかし弦太朗ら仮面ライダー部との戦いに敗れた我望は、夢を次世代に託そうと改心し、最期の力でアクエリアス・ゾディアーツに変身してコアスイッチを修復、賢吾を蘇生させた。
- デザインモチーフは氷の結晶。

ゲートスイッチ
月面基地ラビットハッチと天高のロッカーを〈光の通路〉で結ぶためのスイッチ。上面のバーを前方にスライドさせることでONになる。
テレビシリーズの1年前の賢吾の16歳の誕生日に、タチバナ（江本）が匿名で贈ったもので、スイッチを入れた箱に同封された手紙にはパスワード "FOURZE" の文字が記されていた。賢吾がいつも独りになりたいときに訪れていた廃部室のロッカーにゲートスイッチを放り込むと、空間がコズミックエナジーの力で湾曲して〈光の通路〉が出現してラビットハッチでつながった。こうして江本は、緑郎が開発途中だったフォーゼシステムの完成を賢吾に託したのである。

#### 仮面ライダーフォーゼの専用 / 支援ビークル

##### マシンマッシグラー
OSTO （外宇宙技術開発機構）が開発した、仮面ライダーフォーゼ専用のオービター兼モーターサイクル。もともとは歌星賢吾が使用していたが、フォーゼシステムとともに如月弦太朗に託され、普段は弦太朗の自家用バイクとして活用されている。なお正式名称は開発コードの「ORB-40F」であり、「マシンマッシグラー」とは弦太朗による命名である。
次世代型水素燃料エンジンハイドロフューエルエンジンを搭載。内蔵されたドライビングAIにより、遠隔操作による無人走行が可能で自動走行用センサーにより、手放しでも運転可能。宇宙空間での運用を想定しているため、車体は耐衝撃性や耐熱性に優れた強固な作りとなっている。武装類は特に装備されていないため、戦闘時は体当たりが主な攻撃手段となる。
パワーダイザーとの連携により、軌道打ち上げが可能となり、成層圏まで僅かな推進剤で到達できる。
- 撮影用車両のベース車種はホンダXR230[161]。オフロード車両がライダーマシンのベースとなるのは、『仮面ライダー電王』の「マシンデンバード」以来である[68]。初期案ではこのバイク自体が発射台に変形してフォーゼを宇宙へと打ち上げることが検討されていたが、変形機構を組み込むとバイクが大きくなりすぎて扱いづらくなるため、発射台の役割は別のマシン、すなわちパワーダイザーが担うこととなった[162]。また、ロケットのバイクにする案もあったが、ロケットモジュールがすでにあったことから、その重複を避けるためにスペースシャトルをモチーフとしたバイクとなり[51]、当初のデザインではアクションを重視して翼などのパーツはなかったが、監督の坂本浩一らの提案でよりスペースシャトルに近い形状となった[161]。

##### パワーダイザー
月面基地での土木作業用にOSTOが開発した可変型パワードワーカー。普段は天高の物置に隠されている。
人型作業形態ダイザーモードは、主にゾディアーツとの戦闘に用いられた。初心者でも乗りこなせるほど操縦は簡単だが、肉体にかかる負担が大きいため、アメフトで鍛えた大文字隼がメインパイロットを務めた。腕グラップルワイヤーを武器とする。
探査用車両形態ビークルモードは移動の際に用いられるほか、体当たりや小型ミサイルで戦闘を支援した。操縦者が直接運転する以外に、アストロスイッチカバンによる遠隔操作も可能である。
資材などの射出・運搬形態タワーモードは、マシンマッシグラーを宇宙まで打ち上げるための発射台として用いられる。膨大なエネルギーを内包しているため地上で爆発させると周辺に被害を及ぼすゾディアーツは、タワーモードの打ち上げで宇宙まで運んで倒すのである。
『仮面ライダーフォーゼ THE MOVIE みんなで宇宙キターッ!』では、衛星兵器XVIIの内部に3機のパワーダイザーが格納されており、仮面ライダー部の面々によって運用された。
- バイクそのものを発射台に変形させる案が不採用となったため、代わりに設定されたのがパワーダイザーである[167]。スーツや造形物の製作も検討されたが、監督の坂本の意向によりCGで表現されることとなった[167]。そのためダイザーモードの脚が細長くなっているなど、スーツ撮影される戦隊ロボでは実現できないような造形が取り入れられている[99]。ガトリングはデザイン画にはなく、特撮研究所の足立亨がテンションが上がった際に追加したものである[51]。未知のパワーではなく現行の技術で製作できそうな建機をデザインコンセプトとしており、ビークルモードの車輪は月面探査車を参考にしている[99]。元々は月面機として提案したもので、白や緑、デザートカラーのものがあり、白い機体は『みんなで宇宙キターッ!』のクイーンダイザーの元となっている[51]。
- 仮面ライダーフォーゼが『宇宙鉄人キョーダイン』の「スカイゼル」に似ているというのは偶然だが、パワーダイザーは意図的に同作品の「グランゼル」を意識してデザインされている[99]。
- プロデューサーは女子を操縦者とする構想だったが、男性が乗ったほうが男児向け玩具の売り上げは良いというデータを保持するバンダイ側としては、実際の劇中で大文字がパイロットになったことに安堵したという[99]。

### 仮面ライダーメテオ
朔田流星がメテオドライバーとメテオスイッチを使用し、人工衛星M-BUSから照射されるコズミックエナジーを浴びて変身する戦士。変身後は青い球体に包まれて空中を高速移動し、戦場に現れる。決め台詞は「お前の運命（さだめ）は俺が決める」。
当初は変身に際してM-BUSにいるタチバナの認証を必要としており、流星がタチバナの意に沿わない行動をとった場合は変身する資格を剥奪された。例として、タチバナと流星の間には「メテオの変身者を敵に知られてはならない」という取り決めがあり、キャンサー・ゾディアーツ / 鬼島夏児に正体を知られた流星は変身不能となったことがある。タチバナが仮面ライダー部の前に直接姿を現して以降は、流星の意志で変身が可能となった。
メテオに手持ちの武器はないが、流星が星心大輪拳という拳法の達人であるため、高い接近戦能力を備えている。
- 全身を覆う黒い強化外装エーテルオーバーコート[171]にはコズミックエナジーをパワーウェーブとして各部に供給する機能があり、その波動が巻き起こす波紋のような模様が描かれている[172]。デザインの着想元は、銀座のスワロフスキー専門店に展示中のデコレーションされたライターがきらめく有様で[111]、撮影用スーツはアップ用にラインストーンを埋め込み、アクション用には塗装処理を施すことで輝きを表現している[173]。また、設定上は波紋とされる同心円模様は惑星の軌道をイメージしたものだが、見栄えを優先して描かれており実際の星々を参考にしているわけではない[174]。
- 右肩から腰のメテオドライバーにかけて伸びている水色の装甲メテオインジェクションテイル[171]は装甲であるのと同時に、メテオドライバーからメテオギャラクシーへエネルギーを供給するためのダクトであり[172]、ドライバーの球体とつなげて眺めれば、尾を引く流れ星のように見える[174]。そのため、肩から伸びたベルトやベルトの球体も中央からズラしている[51]。
- 頭部スターフェイス[172]は隕石をモチーフとした左右非対称の形状で[173]、左側にのみアンテナレーダーシュプールロッド[172]が伸びている。また、顔の上半分は青い半透明のフェイスガードプラズマシールダー[172]で覆われている。上下に4つ配置された吸気口ラングレギュレーターは、プラネタリウムの投影機をイメージしたもの[173]。
- マスクは、FRP製のアップ用・アクション用のほかに、青のフード部分が透明の軟質樹脂で成形されたアクション用の3種類が制作された[175]。
- キャラクターコンセプトは、宇宙へ打ち上げる白いロケットのフォーゼと反対に、宇宙から降ってくる黒い隕石の仮面ライダー[176][51]。デザイン面では、フォーゼが白くシンプルなラインで統一されたNASA製宇宙船を参考にしているのに対し、メテオは機能重視で無骨なソビエト連邦製宇宙船をイメージしている[176]。
- 昭和仮面ライダーには惑星開発用改造人間にして拳法使いである『仮面ライダースーパー1』がおり、その2つの要素のうち「宇宙」をフォーゼが担っているため、メテオは「拳法」を託されたキャラクターとなり、「星心大輪拳」という流派の名称もスーパー1が使う「赤心少林拳」にちなんでいる[176]。

ツール
メテオドライバー
タチバナが開発した、仮面ライダーメテオの変身ベルトで、アストロスイッチを制御するコンソールの役割を果たしている。普段はバックルの状態で携帯され、腹部に当てることで自動的にベルトラウンドハーネスが伸長して装着される。
バックル左のスイッチソケットにメテオスイッチを装填し、右上部のウェイティングトリガーを操作することでM-BUSとドライバーのシステムが同期され、さらに右側面のエンターレバーを倒すことで心臓部にあたる球体セレスティアルドライブユニットが回転し、変身のためのコズミックエナジーを解放する。
また、フォーゼの持つアストロスイッチとも一部互換性を持っており、エレキスイッチやファイヤースイッチ、Nマグネットスイッチを使用する場面があった。
- デザインモチーフはプラネタリウムと天球儀。セレスティアルドライブユニットがドライバーの中央から少しずれて配置されていることが、メテオの顔も左右非対称にすることにつながっている。
- また、光って回転するセレスティアルドライブユニットがミラーボールのように見えることから、変身音は1970年代のディスコサウンド風に仕上げられた。この変身音が、クールな拳法使いというメテオのキャラクターに合っていないように思われたことからプロデューサーの塚田が難色を示したが、議論の末に「このほうが面白い」と合意形成され、採用となった。
- 撮影用プロップは、アップ用・アクション用・バイク用の3種が制作された。アップ用は実際にセレスティアルドライブユニットが回転し、エンターレバーも可動する。

メテオスイッチ
メテオ専用のアストロスイッチ。変身の際やリミットブレイク発動時に使用される。また、平時はM-BUSとの通信機として使われている。
形状はメテオドライバーを模しており、上部をスライドさせてスイッチONすると流れ星型に変化する。
メテオギャラクシー
右腕に装着されているガントレット型の武器。コズミックエナジーをさまざまな技に変換するトランスレーションユニットであり、「マーズ」「ジュピター」「サターン」の各レバーを操作することで対応する拳撃技を発動する。
また、スイッチソケットにメテオスイッチを装填することで後述のスターライトシャワーを放つ。
使用に際してはフィンガーマウントパネルに、メテオの左人差し指にあるデータ送信ユニットフィンガーポインターを当てることで指紋認証を行う必要がある。
- デザインモチーフはミキシング・コンソールのスライド式スイッチである。素手で戦うメテオの武器としてブレスレット型のアイテムとなった。また指紋認証は、フォーゼのアストロスイッチ40種類用に検討されていた案を単独化したもの。指紋認証をすることから、指紋が人差し指にデザインされている。
- アップ用・アクション用の2種類が制作され、アップ用はレバーなどのアクションギミックが可能。

必殺技
- リミットブレイク時の中腰で両手を広げた構えは『ドラゴンへの道』でブルース・リーが料理屋の裏でチンピラと戦う場面から引用している。

メテオストライク
メテオスイッチのリミットブレイクにより発動する飛び蹴り。破壊力は32トン。
メテオトルネード
メテオスイッチのリミットブレイクにより発動する回転蹴り。破壊力は17トン。劇中では未使用。
スターライトシャワー
メテオスイッチのリミットブレイクにより発動する連続パンチ。破壊力は15トン。
マーズブレイカー
メテオギャラクシーのマーズレバーで発動する。火星を象った800度の高熱エネルギーを拳に具現化し、殴り付けると共に熱でダメージを与え溶断する。
ジュピターハンマー
メテオギャラクシーのジュピターレバーで発動する。木星を象った巨大球状のエネルギーを拳に具現化し、重力によるパンチで敵を押しつぶす。
サターンソーサリー
メテオギャラクシーのサターンレバーで発動する。土星を象ったエネルギーを右拳に具現化し、エネルギーリングを回転させて敵を切り裂く。

#### 仮面ライダーメテオストーム
新たにタチバナから送られたメテオストームスイッチを使用して変身するメテオの強化形態。メテオの姿から2段変身するのが原則であり、まずメテオドライバーのメテオスイッチをメテオストームスイッチに交換すると、「メテオストーム!」と音声が発せられる。次いで左手の人差し指で指紋認証を行うと、「メテオ、オン、レディ」の音声とともにスイッチが点灯する。最後にストームトッパーを回転させると、スイッチからコズミックエナジーが渦状に広がってメテオの全身を包み込み、メテオストームの姿へと変える。なお、サジタリウス・ゾディアーツとの初戦では流星がメテオストームに直接変身しているが、そのときは一瞬メテオの姿を経てからメテオストームになっていた。
通常のメテオに比べてパワーと装甲が強化されており、また新たにメテオストームシャフトを手にしたことで攻撃力が格段に増している。
- メテオが抑えた配色だったので、メテオストームはとにかく派手な色使いになった[185]。全身を覆う皮膚状の強化外装エーテルハイコート[186]は青色に変化[187]。上半身の胸部装甲ストームデュアルテイル[186]は両肩に装備され[187]、金色になっている。同じく金色のクリスタル製フェイスガードスターライトホーン[186][187]は、隕石が地表に激突した際の巻き上がった砂塵をイメージしており[185][51]、左右対称の形状となった[188]。ギザギザの部分も狭まっていたメテオに対し、広がるように描いている[51]。青いコズミックステイツに対して、深めのメタリックで綺麗な青となった[51]。
- マスクはアップ用・アクション用の2種類が制作された[189]。通常のメテオと同じく、アップ撮影用スーツにはラインストーンが埋め込まれ、アクション用スーツは塗装処理でエーテルハイコート表面の紋様を再現している[188]。

ツール
メテオストームスイッチ
タチバナから流星に送られた、コズミックエナジーを増強してメテオストームに変身するための強化用のアストロスイッチ。
- 6本の流れ星が渦を巻きながら見る側に向かってくるイメージで造形されている。風車に似ているといわれるが、意図したものではない。キャラクターデザインを担当したPLEXの小林の息子が当時ハマっていたベーゴマのおもちゃをスイッチに落とし込んでいる。

ストームトッパー
メテオストームスイッチに装着されているコマ状の武器。リミットブレイク時にスイッチから独立し、高速回転することで周囲のコズミックエナジーを吸収して破壊力を増加させる。
メテオストームシャフト
メテオストームに変身すると共に出現する戦闘用ロッド。ロッド部分スタックシャフトの中央にあるスイッチサスペンドスライダーを押すことで、内部に収納されたエクスブロードシャフトが展開して伸長する。スタックシャフトには、先端のスイッチソケットから供給されるエネルギーをもう一端の打突部位エクスビットに送り込む機能があり、メテオストームスイッチ接続時のエクスビットの表面には膨大なエネルギーが電流のように走る。
第40話におけるタウラス・ゾディアーツとのゴルフ対決では、ゴルフクラブの代わりとして使用され、逆転勝利の鍵となった。
- エクスビットの形状は、ディスカバリー号やコメット号などのレトロなSFに登場する宇宙船をイメージしている。棒術の棒がモチーフだが、ただの棒にするわけにいかないため、ギミックをスイッチに入れている。
- アクション時には風車の部分で攻撃すると壊れてしまうことから、銀色の玉の部分のみで攻撃していたという。

必殺技
リミットブレイクのキック
コズミックエナジーを解放したキックは、レオ・ゾディアーツを消滅させるほどの威力がある。
ファイヤーメテオトルネード
メテオドライバーにファイヤースイッチを装填して発動する。右足に熱エネルギーをまとい、跳び回し蹴りによって発生した熱風で周囲の敵を薙ぎ払う。
メテオストームパニッシャー
メテオストームシャフトにメテオストームスイッチを装填し、ストームワインダーと呼ばれるヒモを引くことで発動する。高速回転するストームトッパーを射出し、周囲のコズミックエナジーを吸収しながら敵を切り刻む。破壊力は20トン。

#### 仮面ライダーメテオの専用ビークル
マシンメテオスターは、仮面ライダーメテオが戦闘時に使用するモーターサイクル。メテオは変身後に青い光球となって飛行移動するため、戦場に駆けつける目的で使用されることは少なく、変身前の朔田流星の姿で乗ることも稀である。
開発者や設計者は不明だが、マシンマッシグラーとの共通点が多いことから、タチバナがマッシグラーの技術を基に造ったと思われる。
開発コードは「MBM3000X」。次世代型水平対向6気筒水素燃料エンジンドロップボクサーエンジンを搭載。車体後部には太陽光発電用に2枚のソーラーアレイパネルを備える。
戦闘に際してはLED式ヘッドライトメテオフラッシャーからエネルギー弾を発射するほか、車体を発光させて体当たりする戦法を取る。
タチバナが遠隔操作することも可能で、第41話で仮面ライダーフォーゼに課した特訓の中で妨害手段として活用した。このときフォーゼは、逆にメテオスターを奪い取って乗りこなしてみせた。
- デザインモチーフは、ボストークやスプートニクなどの無骨なロシア製宇宙船[174]。元々はマシンマッシグラーのデザイン時に検討されていたボストーク風のロケット型にまとめていたもので、その後切り離した後のボストークの形状に変更された[51]。当初は車体色としてグリーンが考えられていたが、メテオのボディカラーに合わせてブルーとなった[174]。

### 仮面ライダースペック一覧
| 仮面ライダー | ステイツ           | 身長   | 体重   | パンチ力 | キック力 | ジャンプ力（ひと跳び） | 走力（100 m） |
| ------------ | ------------------ | ------ | ------ | -------- | -------- | ---------------------- | ------------- |
| フォーゼ     | ベースステイツ     | 200 cm | 95 kg  | 2.1 t    | 6.3 t    | 20 m                   | 6.2秒         |
| フォーゼ     | エレキステイツ     | 200 cm | 97 kg  | 2.1 t    | 6.3 t    | 20 m                   | 5.8秒         |
| フォーゼ     | ファイヤーステイツ | 200 cm | 99 kg  | 2.8 t    | 7 t      | 17 m                   | 6.5秒         |
| フォーゼ     | マグネットステイツ | 212 cm | 114 kg | 2.8 t    | 6.4 t    | 13 m                   | 6.8秒         |
| フォーゼ     | コズミックステイツ | 206 cm | 98 kg  | 3.5 t    | 7.3 t    | 23 m                   | 5.8秒         |
| メテオ       | 仮面ライダーメテオ | 210 cm | 93 kg  | 3.3 t    | 8.4 t    | 25 m                   | 5.8秒         |
| メテオ       | メテオストーム     | 210 cm | 93 kg  | 4.3 t    | 9.4 t    | 21 m                   | 5.4秒         |

## フードロイド
仮面ライダーフォーゼや、仮面ライダー部の活動を支援する、小型サポートドロイド。ラビットハッチに残された図面を基に歌星賢吾が開発したもので、命名は城島ユウキによる。
待機時は食べ物や飲み物の姿を模したフードモードを取っており、それぞれに対応したアストロスイッチをスイッチソケットに挿入することでロイドモードに変形し、自律行動する。
- ストーリー展開の都合上、仮面ライダーは番組の放映時間の終盤にしか活躍できないので、それまで子供たちが飽きないように惹きつけるためのキャラクターとして案出されたのがフードロイドである[99]。作品の舞台となるのが高校なので、高校生が所持していてもおかしくないような物をテーマに検討が重ねられた[99]。誰もが真っ先に発想するであろう文房具は、玩具史上あまりヒットしてこなかったために避けられ、代わって採用されかけたのが宇宙服を着た動物の「宇宙アニマル」という案であった[99][51]。ところが、東映は本物の動物を登場させるつもりで動いていたものの、手間がかかりすぎるという理由から土壇場で廃案となってしまった[99]。
- 制作スタッフは悩んだ末、プレックスのデザインチームから出た野菜という案から、高校生がよく行くファーストフードに着眼した[99][51]。「スイッチを入れると動くミニロボット軍団」をコンセプトとし、メカらしくアレンジされたファーストフードから変形するドロイドが本作品のサポートアイテムとなったのである[99]。だが、面白い形の相棒ロボットとなったのを正当化するために、ユウキによってデザインされたというのが後付けされた[23]。なお、シリーズ前々作『仮面ライダーW』の「メモリガジェット」、前作『仮面ライダーオーズ/OOO』の「カンドロイド」と動物メカが続いていたため、フードロイドには『ショートサーキット』や『ウォーリー』のように特定のモチーフを持たせないことが想定されていた[99][51]。しかし後半になるにつれ、造形がどんどん動物寄りになっていったので、プレックスの小林大祐はデザインチームへの軌道修正依頼に苦労したという[98]。固有のスイッチが付くことから、それに連動するようにゼンマイやギアによるギミックを入れているため、それなりの重さになったという[51]。
- 各アイテムの名称は、食べ物と機能を組み合わせてソビエト連邦風の響きとなるように決められている[200]。

### バガミール
ハンバーガーに擬態したフードモードから、カメラスイッチで起動する小型ロボット。
両手はハンバーガーの具材部分が変形したもので、右がフレッシュレタスハンド、左がテイスティートマトハンドと呼ばれる。脚部は移動用のローラーバンズスピンドルとなっている。
頭部の高性能カメラスコープ3Dスクープショットによって映像を記録し、また逆に立体映像を空中に投影することもできる。この機能を活かした偵察や情報収集が主な任務であり、取得したデータはラビットハッチやアストロスイッチカバンへ転送される。バガミールで直接データを閲覧したり、インターネットに接続するといった使い方も可能である。
『仮面ライダー×仮面ライダー フォーゼ&オーズ MOVIE大戦MEGA MAX』には、美咲撫子 / 宇宙生命体SOLUが作り出した、5段重ねのメガバガミールが登場している。

### ポテチョキン
フライドポテトに擬態したフードモードから、シザーススイッチで起動する小型ロボット。
ロイドモードはどこかヤドカリを思わせる造形となっている。両目にあたるカニメデは、丸目だったバガミールと比べると意地悪っぽく細められている。脚部フライドウォーカーは、複数のスティックを高速で前後に動かすことで移動する。
前面に2つ備わったパワーカッターチョッキングピンチは強力で、鋼鉄板や鉄骨をも切断できる。この機能を活かした障害物の除去や、アストロスイッチの運搬が主な任務となる。
- 当初はカニ歩きする予定であったが、力のかかり具合が難しくなることから断念された[51]。

### フラシェキー
シェイクの容器に擬態したフードモードから、フラッシュスイッチで起動する小型ロボット。
ロイドモードはペンギンを模した形態となっている。容器の蓋にあたるハイドカバーが持ち上がって頭部ユニットグレイシャーヘッドが露出し、ボディ側面にはバランスを保つための安定翼フラッパーウイングを展開する。
目の部分フラッシュアイルズからは、直視した人間の視力を約3分も奪う強力な閃光を放つ。この機能を活かして敵を撹乱したり、味方の撤退を支援することが主な任務となる。
- 自ら光を放つフラッシュアイルズは、両目を覆うゴーグル状にデザインされている[99]。

### ホルワンコフ
ホットドッグに擬態したフードモードから、スコップスイッチで起動する小型ロボット。ユウキのイラストデザインを基に作られた。
ロイドモードはイヌを模した形態となっている。脚部マーキングキャタピラは、無限軌道を回転させるのではなく、個々のエッジを高周波振動させることで移動している。
前面に備わったバケットホレットドーザーは強力で、土壌に留まらず堅い岩盤をも掘り抜くことができる。この機能を活かした埋蔵物の探索を主な任務とするほか、地上での索敵にも活用される。
他のフードロイドと比べて人懐っこい一面があり、第19話では賢吾と仲違いして落ち込む如月弦太朗を慰めていた。また、NSマグフォン紛失騒動の際には、野座間友子の手で起動されると、地中から目標物を掘り起こしてくる成果を挙げた。
- 命名の由来は、スコップで「掘る」+イヌを意味する「ワンコ」である[200]。

### ソフトーニャ
ソフトクリームに擬態したフードモードから、フリーズスイッチで起動する小型ロボット。
ロイドモードとなると3枚の回転翼ストリーミングファンが展開し、1分間に約1,600回転して風速200メートル以上の風を発生させる。この風で揚力を生んで短距離の空中移動を可能とするほか、冷気噴射装置クーリングシャワーからの空気を放って敵を攻撃する。このとき、脚部バイコーンポッドの先端のクローを地面に打ち込むことで、姿勢を安定させる。
- 名称の由来は、フィギュアスケート選手のトーニャ・ハーディングから[200]。

### ナゲジャロイカ
チキン・ナゲットの容器に擬態したフードモードから、ジャイロスイッチで起動する小型ロボット。
運搬トレーキャリアーバスケットを後部に展開したキャリーモードとなれば、他のフードロイドやアストロスイッチを運搬できる。
簡易型AIを搭載したサブユニットツナゲットを4機搭載しており、それぞれが独自の判断で活動して敵の追跡や撹乱を行う。ツナゲットはユウキによって木星のガリレオ衛星にちなんだ名称がつけられており、ピンクの目がナゲロパ、緑色の目がナゲイオ、黄色の目がナゲメデ、赤い目がナゲストとなっている。このうちナゲロパは第41話でヴァルゴ・ゾディアーツによって破壊されているが、その際に放出されたコズミックエナジーの痕跡を他のツナゲットたちがタチバナの体から感知して両者が同一人物であることを暴き、仲間の無念を晴らして見せた。
- 企画段階ではドーナツをモチーフとしていたが、真ん中に大きな穴があいているせいでスイッチを挿入する場所がなく、断念された[185]。そこで、ある出版社が行った子供の意識調査で最も人気の高いファーストフードとなったナゲットを対象とすることになった[185]。キャリーモードは、フードロイドの最終アイテムであるため、他のフードロイドと連携して遊べるように考案されたもの[185]。初期デザインでのロイドモードはカエルに似ており、ツナゲットはオタマジャクシ状であったが、食べ物がカエルらしく見えるものに変形することへの懸念が東映から指摘されたため、変更となった[185]。

## ゾディアーツ
「黄道十二星座（ゾディアック）」と「宇宙飛行士（アストロノーツ）」を掛け合わせた造語。
人間（スイッチャー）がゾディアーツスイッチの力によって、人体にマテリアライズ（物質化）したコズミックエナジーによるエネルギー体を直接作用させて人体を強靭に進化させた怪人。共通して金属状の小さな仮面をつけ、各所に星座をイメージするコアとそれを結ぶスターラインがある。コアは変身時に星座を象るエフェクトで現れて発光、それを纏うことで変身する。変身中は変身者の声にエコーがかかる。
怪人であるエネルギー体をフォーゼの力によってデリートしてもスイッチャー自身にダメージが及ぶことはなく、スイッチャーがスイッチを再起動することで「ラストワン」（下記）まで復活するため、活動を停止させるにはスイッチを奪取することが条件となる。中にはスイッチャー自身の潜在能力と強く純粋な感情（怒りや信仰心など）が相乗し、我望が「進化」と称するような予期せぬ変異が現れることもあり、その資質はホロスコープスへの進化の可能性にも繋がる。これはフォーゼのアストロスイッチも例外ではなく、弦太朗の「皆と親友になる＝全てを受け入れる」という姿勢からステイツチェンジへの覚醒や、その形態での固有能力を発現させるという現象が起きている。
7年前にリブラ（速水）がスコーピオン（園田）の覚醒に立ち会っていたことから、その時点で既に暗躍していた模様。また、アリエスなどの例外を除いて、ゾディアーツは主に天ノ川学園周辺で活動しているが、これはザ・ホールの影響下にいることが覚醒に繋がるためである。
個別名称は基本的に「（星座の英名）・ゾディアーツ」（オリオン・ゾディアーツ、リブラ・ゾディアーツなど）となっている。
- 前々作『仮面ライダーW』に登場したドーパントと同様、生物と非生物（無機物）のモチーフがランダムに選出されているが、後者においては外見に必ず昆虫の意匠が施されている[出典 3][注釈 77][注釈 78]。なお、スイッチャー本人の性別と変身したゾディアーツの性別が異なる場合もある[注釈 79]。

### ホロスコープス
天ノ川学園高校の各地で暗躍するゾディアーツの一団。「十二星座の使徒」と名乗り、通常のゾディアーツとは格が違うと言われるほどの強大な力を秘め、一部の者はテレポーテーション能力を持つ。仮面ライダー部からは「マント付き」または「幹部」と呼称される。仲間内では自らの星座の名をコードネームに使用している。
その正体はスイッチャー自身の素質により、本来の最終形態とされるラストワンを超越・進化し、黄道十二星座の力を宿すようになった存在。そのため、元の姿は十二星座とは異なる能力を持つゾディアーツである。進化の際は、元となったゾディアーツが抜け殻となった肉体を吸収し、元のゾディアーツから脱皮する。ラストワンを超越した結果、スイッチは前述のホロスコープススイッチとなる。
学園理事長である我望を司令塔とし、基本は対等であるもののメンバーの間には微妙な格差が存在する。理事長室の赤い壁と天井に星空が広がる隠し部屋を本拠地にしており、活動には財団Xによる資金援助を受けていることが明かされている。
物語開始時点で存在していたメンバーはリブラ・レオ・ヴァルゴ・スコーピオン（速水、立神、江本、園田）の4体（4人）のみで、劇中にて残りの使徒が相次いで覚醒している。彼らの目的は自分たちと同様にラストワンを超越した十二使徒となりうる存在を覚醒させることで十二使徒で構成されたホロスコープスを完成させ、我望の提唱する人類の救済計画「覚醒の日」を実現することである。そのため、覚醒する可能性を持つ生徒にゾディアーツスイッチを提供し、彼らの個性に応じたスイッチの進化を観測している。彼らが生徒にスイッチを手渡す際「宇宙に夢を、星に願いを」と対象などに呼びかける。その最終目的は覚醒を果たした12個のスイッチによりコズミックエナジーを制御し、ザ・ホールにワープゲートを発生させ、我望をプレゼンターの下にワープさせることであることが速水の口から言及されている。物語後半で、彼らの計略によるフォーゼを利用した天高都市へのコズミックエナジーの一極化と、リブラの超新星ラプラスの瞳覚醒が果たされた結果、確実にホロスコープス候補を特定し、覚醒させることが可能な状態となった。
外見は進化した証として最上級を表す黄金の仮面に、他のコアとは異なる色や形状をした最輝星、戦闘時以外に羽織る金色の刺繍が施された黒いマントが特徴で、このマントは薄い材質でありながら、ある程度の攻撃を防ぐ盾として使用可能。なお、ライダー部の面々は、彼らが学園関係者であることは終盤まで認識しておらず、正体が露見していたのは、作中で覚醒した者のみであった（逆に、フォーゼが弦太朗であることは早い段階から認識されている）。
有能であれば自由な行動を取ることができ、多少の無礼な態度も許されるが、失態を犯した者は容赦なく切り捨てられ、ダークネビュラへ転送される。ただし、その功績によっては、記憶消去のみで済ませる場合もある。ホロスコープスたちがライダーに倒された際、スイッチャーの命よりもスイッチの回収が優先されるのは、上記の目的遂行が起因しているためである（1つでも欠けると目的遂行は不能）。
また、コミック版独自の展開では、過去に倒されスイッチャー不在になっていたホロスコープス（キャンサー・ノヴァ、カプリコーン）が意志を持ったエネルギー体として単体復活するという現象も起きている。
当初は、複数話にかけて登場する者ばかりだったが、アリエス・ゾディアーツの登場以降に登場するホロスコープスの大半はゲスト怪人として登場した。
- 番組企画段階では、「4人の幹部全員の正体が4人の女性教師」という設定で進められており、変身アイテムもスイッチではなく女性用アクセサリーを介して姿を変えるものだった[207][208]。そのため初期の四幹部には各自が女性ものの装飾品を身に付けている[208][注釈 85]。

サジタリウス・ゾディアーツ
- スイッチャー：我望光明

いて座の外見・能力を持つ。リブラのラプラスの瞳により判明し、第40話の段階で既に覚醒している。
頭部には12個の宝石が散りばめられた王冠を装備しており、馬の頭骨を頭に被り、背中に炎の翼の意匠を背負っている。また、腰にはホロスコープスたちの星座のサインがついている。
左腕に折り畳み式の弓ギルガメッシュを装備し、右腕からアポストロスと呼ばれるコズミックエナジーで出来た矢を放つ。アポストロスはメテオストームを撃ち貫くほどの高い威力を持つほか、複数発を同時に曲射して弾幕を展開するなど応用が可能。格闘戦でもフォーゼ コズミックステイツとメテオストームを同時に相手にしても、圧倒する戦闘力を持つ。ただし、プレゼンターのもとにワープする際、攻撃力がゼロになってしまうのが弱点で、江本にこのことを突き止められていた。
- デザインコンセプトは「一人大寺院」のため、そのようなモチーフを組み込んでいる。ホロスコープスの集大成的な要素を入れるため、12星座のバナーを腰周りに付けている。射手座がモチーフのため、弓矢が武器となり、馬の骨が頭のスカル部分となっている。背中の羽はペガサス・ゾディアーツのものの色替え。デザイン画では右腕はガトリングのように十二使徒の力のコズミック・エナジーを射出する「十二使徒砲（アポストロス・アロー）」とされており、左腕の弓は「ギルガメッシュ・ボウ」という名称であった。

サジタリウス・ノヴァ
超新星によって進化したサジタリウス・ゾディアーツの超進化形態。
体色が赤へと変わり、左腕のギルガメッシュや王冠、背中の炎といった意匠が消え、代わりに身体の各部に黒い馬蹄のような形状の装飾を施したシンプルなシルエットが特徴。また額部分にはフォーゼ コズミックステイツ、メテオストームと共通する赤い複眼を持つ。
通常形態同様金色のコズミックエナジーの矢を放つことができるほか、身体をコズミックエナジーで包むことで自ら矢となり敵を射抜く能力を持つ。劇中ではこれを応用し必殺の飛び蹴りとして用い、コアチャイルドとして覚醒した賢吾の強力なバリアすら容易く突き破りコアスイッチを破壊、その身体を消滅させた。また耐久力も高く、フォーゼのロケット・エレキ・ファイヤー・マグネット・コズミックのリミットブレイクを立て続けに受けても倒れなかった。その反面、我望本人の命を削ってしまう諸刃の剣と言える形態である。
- アクションができやすいように動きやすくするため、線を減らしてディテールをフラットにし、他の超新星とは違い、ヒーローのようなアプローチにしている。赤いカラーリングのベースは、麻宮が好きな仮面ライダーファイズ ブラスターフォームを元にしているが、赤い全体だと色が流れるため、手足を黒で締めることで色の流れを整えている。
- 当初はほかの超新星同様、巨大なCG怪獣の予定であったが、スーツ造型での対応となった。モジュールなどで予算が超過したため、賢吾が有機的な生フォーゼのような姿に変身する姿をスーツとして造形する案もあったが、スーツがあと1体しか造形できなかったため、サジタリウス・ノヴァが新規造形された。

他作品での登場
『仮面ライダーフォーゼ THE MOVIE みんなで宇宙キターッ!』
複製ホロスコープスとして登場。フォーゼと対決し、ネットモジュールで放ったネットを素手でかわすという活躍を見せた。戦いを切り抜けフォーゼを逆に追い詰めるものの、突如現れたウィザードに圧倒され、コピーウィザードリングで4人に分身したウィザードのストライクウィザードによってヴァルゴ、ジェミニ、ピスケスと共に纏めて倒された。
『仮面ライダーフォーゼ ファイナルステージ』
ジェミニのネオダークネビュラによりサジタリウス・ゾディアーツが復活。ただし、意志の無い器のような存在で超銀河王（を器としたある存在）の意志に従うが、一時的に宇宙に残った我望光明の遺志によりサジタリウス・ノヴァに変身し、ジェミニを超銀河王（を器としたある存在）の裏切りから逃がす。
映画『仮面ライダー×スーパー戦隊×宇宙刑事 スーパーヒーロー大戦Z』
サジタリウス・ゾディアーツがスペースショッカーの怪人として登場し、ショッカー戦闘員と共にゴーカイレッドと交戦した。
映画『スーパーヒーロー大戦GP 仮面ライダー3号』
サジタリウス・ノヴァがショッカーの怪人として登場。最終決戦では仮面ライダーゼロノス ゼロフォームと交戦した。
『仮面ライダーゴースト 伝説!ライダーの魂!』
サジタリウス・ノヴァがフレイに召喚されて登場する。仮面ライダースペクター / 深海マコトを圧倒するが、駆けつけた仮面ライダーゴースト / 天空寺タケルとの共闘に形勢を逆転され、彼との絆を熱く語るスペクターを称えながら、最後はオメガドライブ フォーゼを受け倒される。
声は本物と同じく鶴見辰吾が演じている（友情出演）。
ゲーム『スーパーヒーロージェネレーション』
「サジタリウスの矢」にリブラ・ゾディアーツやレオ・ゾディアーツとともにサジタリウス・ゾディアーツが登場。その後、同ステージでミッションブレイク（ミッションをクリア）することでサジタリウス・ノヴァが登場。同ステージでは、超銀河王の思惑を理解しながら互いに協力しているような描写がみられる。そのほか、ストーリーとは関わりの無いチャレンジステージなどでも登場。

ヴァルゴ・ゾディアーツ
- スイッチャー：江本州輝

おとめ座の外見・能力を持つ。先端に乙女座のサインが描かれ、背中に生やしている翼は飛翔以外にも展開して盾として使用可能。刃と羽飾りの付いた杖ロディアを武器とし、先端からバリアを発生させることも可能。
重力を捻じ曲げることで空間を操作する能力を持ち、竜巻のようなテレポート・着弾した部分を消滅させる小型ブラックホールの重力弾・亜空間ダークネビュラへのワープゲートを開いて任務に失敗した者の処刑（実際にはM-BUSへの転送）などの能力を持ち、フォーゼ コズミックステイツのワープドライブはその能力に近いとされる。単体でフォーゼ コズミックステイツとメテオストームを圧倒し、ライダー超銀河フィニッシュをも軽くはねのけるなど、純粋な戦闘能力も非常に高い。
『フォーゼ&オーズ』のフォーゼ編における文化祭で一度対面していたため、流星を除く仮面ライダー部からはテレビシリーズへの登場以前より存在を認知されており、「羽根付き」と称されている。
スコーピオンとは逆に怪人態では声質と言動が女性のものとなる。正体発覚後は声が江本になっている時もあり、ライダー部に正体が江本であることが知られた後は全て江本の声になった。古参のメンバーでは最初に覚醒した使徒であり17年前から変身していたが、その時点で既に改心して月面から回収したコアチャイルドの賢吾を密かに保護していた。
- 背中の翼は没案となったアクィラ・ゾディアーツのアレンジ。頭部の髪型は星雲M104が乙女座に入っていることから星雲をイメージして巻髪状にしたもの。ブレスレットは手に持った麦の穂と乙女座の羽を組み合わせたもの。

他作品での登場
『仮面ライダーフォーゼ THE MOVIE みんなで宇宙キターッ!』
複製ホロスコープスとして登場。メテオと対決し、オリジナルと同様に杖・ロディアから放つ重力弾や斬撃を武器とし、空中からの奇襲戦法を展開した。メテオとの戦いを切り抜けるも、ウィザードによって倒された。
『仮面ライダーフォーゼ ファイナルステージ』
ジェミニのネオダークネビュラにより復活。ただし、意志の無い器のような存在で超銀河王（を器としたある存在）の意志に従う。
ゲーム『スーパーヒーロージェネレーション』
「サジタリウスの矢」に登場するが、サジタリウスを止めようとしていたことが発覚し退場させられるため、プレイヤーとの戦闘は無い。「ウルトラの誓い」では、ビルを全て守ることでシークレットショックとして登場。そのほか、ストーリーとは関わりの無いチャレンジステージなどでも登場。
『仮面ライダー平成ジェネレーションズ FINAL ビルド&エグゼイドwithレジェンドライダー』
財団Xが複製した偽スイッチが登場。財団Xの構成員が変身したと思われる本作品と別の個体が新・天ノ川学園に出現した。

リブラ・ゾディアーツ
- スイッチャー：速水公平

てんびん座の外見・能力を持つ。錫杖ディケによる棒術を得意とする。幻を操り幻惑する能力を有し、地面をディケで叩いて鳴らすことによって自分や自分のそばにいる人物を相手や第三者に別の人物だと誤認させる幻覚を見せる。ただし変身した人物の能力まではコピーできない。主に相手を挑発したり混乱させたりするために使用する。また自分の姿を消したりと、様々な応用を見せる。その他にも物体を浮遊させる念動力・短距離を瞬間的に加速し移動する連続加速能力・頭部から放つ強力な電撃など不可思議な力で相手を翻弄する。また、この電撃はゾディアーツの理性を奪って錯乱させる作用もある。
攻撃力・防御力が特別に高いわけではないが、フォーゼ・メテオを同時に相手しても二人を翻弄する実力を持つ。また超新星の力・ラプラスの瞳によって他者の星の運命、すなわち星座を見抜くことが可能となり、容易にホロスコープスの素質を持つ者を発見することが可能になった。その後もラプラスの瞳は進化し、ホロスコープススイッチの所在位置さえも把握できるようになったため、裁判官の役割は江本が処刑される少し前に速水本人はおろか、江本・我望らの意図がないまま速水が引き継ぐことになった。古参のメンバーで、2番目か3番目に覚醒した使徒。既に7年前に暗躍して、当時天高の生徒だった園田をスコーピオンに進化させた。
- デザイン上は、頭の触覚と、背中の羽はカミキリムシをイメージしたもの。2枚の天秤の皿を重ねた頭部、天秤棒を持たせた手、天秤の分銅鎖となっている左胸の鎖など、天秤の構成要素をバラして配置している。

他作品での登場
『仮面ライダーフォーゼ THE MOVIE みんなで宇宙キターッ!』
複製ホロスコープスとして登場。メテオと対決し、錫杖・ディケから放つ光弾や棒戦術による戦いをメテオストームと繰り広げた末、メテオストームパニッシャーを受けて倒された。
『仮面ライダーフォーゼ ファイナルステージ』
ジェミニのネオダークネビュラにより復活。ただし、意志の無い器のような存在で超銀河王（を器としたある存在）の意志に従う。
ゲーム『スーパーヒーロージェネレーション』
「サジタリウスの矢」にサジタリウス・ゾディアーツやレオ・ゾディアーツとともにリブラ・ゾディアーツが登場。そのほか、ストーリーとは関わりの無いチャレンジステージなどでも登場。

レオ・ゾディアーツ
- スイッチャー：立神吼

しし座の外見・能力を持つ。体色は白で、青黒い鬣・鋭い鉤爪を備える。フォーゼ コズミックステイツ・メテオストームを単独で圧倒し、メテオストームパニッシャーも軽くはねのけるなど、ホロスコープスの中でも純粋な戦闘力に特化している。その強さはタチバナも「強すぎる」と恐れ、サジタリウスによって致命傷を負わされていたとはいえ、ヴァルゴをも圧倒した末にトドメを刺したが、最終話でメテオとの決戦では打ち砕かれた。
立神自身の武術と、両手のクローを用いた斬撃による接近戦を得意とする。高速移動も可能。中・遠距離の敵に対しても、口から放つ衝撃波による咆哮弾で対応可能。通常のダスタードに加え、専用のレオ・ダスタードを生み出す能力をも持つ。
さらに我望から預かったフォーゼに倒され回収された幹部のスイッチで別のホロスコープスに変身することができ、相手や状況に合わせて変幻自在な戦法を使う。他幹部の姿になっても基本的に性格は変化しないが、唯一カプリコーンに変身したときは、後述の五藤東次郎に指導を行ったこともあってか、ロックミュージシャンらしくノリのいい性格に変化していた。作中では最後まで超新星を使用していない。
変身後の姿としてはテレビシリーズ初期から登場しており、『フォーゼ&オーズ』のフォーゼ編にてテレビシリーズでの役割が先行して描写されていた。
- デザイン上のイメージソースは白獅子仮面。「レオ」という名前から『ジャングル大帝』のレオをイメージして白いライオンとなった。毛のたてがみになるとライオン丸になるため、松ぼっくりとなった。

他作品での登場
『仮面ライダーフォーゼ THE MOVIE みんなで宇宙キターッ!』
複製ホロスコープスとして登場。フォーゼと対決し、オリジナルと同様にクローによる斬撃や高速移動、咆哮弾を武器とする。また、圧倒的な耐久力であらゆる攻撃や必殺技から耐え、仲間を庇うなどの活躍も見せるが、ライダー超銀河フィニッシュを受けて倒された。
『仮面ライダーフォーゼ ファイナルステージ』
ジェミニのネオダークネビュラにより復活。ただし、意志の無い器のような存在で超銀河王の意志に従う。
ゲーム『スーパーヒーロージェネレーション』
「サジタリウスの矢」にリブラ・ゾディアーツやサジタリウス・ゾディアーツとともにレオ・ゾディアーツが登場。そのほか、ストーリーとは関わりの無いチャレンジステージなどでも登場。
『仮面ライダー平成ジェネレーションズ FINAL ビルド&エグゼイドwithレジェンドライダー』
財団Xが複製した偽スイッチが登場。財団Xの構成員が変身したと思われる本作品と別の個体が新・天ノ川学園に出現した。

スコーピオン・ゾディアーツ
- スイッチャー：園田紗理奈

さそり座の外見・能力を持つ。四肢の先と後頭部に備わったサソリの尾の毒針から、生体組織を腐食させるコズミックエナジーを含んだ特殊な毒を発生させる。毒の調合は自在で、進行の度合いを自由に調節可能。この他にも、瞬間移動・ビームといった能力を備えるがこれらに頼らずとも中国拳法を彷彿とさせる体術に長け、特に柔軟な身のこなしと切れのある足技を活かした格闘戦を得意とする。
怪人態では一人称（私）以外は、声質も言動も男性のものとなる。古参のメンバーでは4番目の使徒として7年前に覚醒した新米。そのため、リブラなど仲間内から見ても立場は低い。ダークネビュラ送りとなったことで彼女は処刑されたと思われていたが、後述の通り江本の手でM-BUSに送られたため、古参メンバーの中では唯一生き残っており、テレビシリーズ終了後にフォーゼとメテオの手によりM-BUSから救出された。
- 横から見るとポニーテールのようになっているが、しばらく正体不明であったため、女性的な要素は基本的に一切入れていない。

スコーピオン・ノヴァ
我望から授けられた超新星によって、下半身が巨大なサソリとなった強化形態。よりパワー・スピードが上昇し、巨大で強靭な尾を自在に操ることによる戦法を得意とする。
- デザイン上のモデルはスコーピオンキング。

他作品での登場
『仮面ライダーフォーゼ THE MOVIE みんなで宇宙キターッ!』
複製ホロスコープスとして登場。メテオと対決し、オリジナルと同様の足技を活かした格闘戦を繰り広げた末、マーズブレイカーとジュピターハンマーを立て続けに受けて倒された。オリジナルとは異なる声を発している。
『仮面ライダー×スーパー戦隊×宇宙刑事 スーパーヒーロー大戦Z』
スコーピオン・ゾディアーツがスペースショッカーの怪人として登場。宇宙刑事ギャバンtype-Gと交戦している。
ゲーム『スーパーヒーロージェネレーション』
「友・情・炸・裂」にオリオン・ゾディアーツとともにスコーピオン・ゾディアーツが登場。その後、同ステージでミッションブレイク（ミッションをクリア）することでスコーピオン・ノヴァが登場。
「賢者の石」では、仮面ライダーウィザードがグレムリン（進化体）を倒すことで、ボストリガーとしてキャンサー・ノヴァとともにスコーピオン・ノヴァが登場。そのほか、ストーリーとは関わりの無いチャレンジステージなどでも登場。
『仮面ライダー平成ジェネレーションズ FINAL ビルド&エグゼイドwithレジェンドライダー』
財団Xが複製した偽スイッチが登場。財団Xの構成員が変身したと思われる本作品と別の個体が新・天ノ川学園に出現した。

キャンサー・ゾディアーツ
- スイッチャー：鬼島夏児

かに座の外見・能力を持つ。ペガサスの時から継承しているキックボクシングスタイルを主体とするが、その力は本人ですら「比べ物にならない」というほどパワーアップしている。落語家気質な口調は変わらず、戦闘中であろうと常に様々な語彙・洒落・謎かけをする癖があり、コメディタッチな一面もある。
フォーゼのあらゆる物理攻撃も意に介さない硬度を持つ全身の甲羅、振り払っただけで柱はおろかフォーゼのシールドモジュールをも寸断してしまう切断力を持つ左手の巨大なハサミと、攻防共に優れている。ただし、ハサミを封じられると攻撃手段を失って劣勢になり、また装甲は物理攻撃には強いが、ファイヤーステイツの高熱までは防げない。
ホロスコープスとなってから短期間でその力を引き出しており、泡を噴射して姿を隠す、白いリング状に変えて抜き取った人間の生体エネルギーを断ち切ることで吸収するといった能力を獲得。この能力を用い「自分を笑わせればよし、さもなくば魂をもらう」という「地獄大喜利」を展開する。さらに超新星を我望から受け取らずとも自ら覚醒させ、キャンサー・ノヴァへの変身能力を発揮した。
- デザインモチーフはシオマネキとハナサキガニ。

キャンサー・ノヴァ
自ら覚醒させた超新星によって、全身が巨大なカニとなった強化形態。巨大化によりパワー・スピード・防御力が上昇し、あらゆる物理攻撃を無効化する外骨格に進化しており、巨大なハサミを振り回すことによる戦闘を得意とする。まだ覚醒が不完全なため、長期の使用は内部崩壊を起こす危険性がある。
- 基本的にはカニであるが、スコーピオン・ノヴァとは変えるため、キャンサーの上半身を大きなカニの頭に埋め込んだ形となっている。

他作品での登場
『仮面ライダーフォーゼ THE MOVIE みんなで宇宙キターッ!』
複製ホロスコープスとして登場。フォーゼと対決するが、特筆すべき活躍も無く、チェーンアレイ・チェーンソー・ハンマーモジュールによる連続攻撃を受けて真っ先に倒された。オリジナルとは異なる声を発している。
ゲーム『スーパーヒーロージェネレーション』
「友・情・炸・裂」でミッションブレイク（ミッションをクリア）することでキャンサー・ゾディアーツが登場。その後、同ステージでフォーゼがキャンサー・ゾディアーツを倒したときのみ、ボストリガーとしてキャンサー・ノヴァが登場。
「賢者の石」では、仮面ライダーウィザードがグレムリン（進化体）を倒すことで、ボストリガーとしてスコーピオン・ノヴァとともにキャンサー・ノヴァが登場。そのほか、ストーリーとは関わりの無いチャレンジステージなどでも登場。
『仮面ライダー平成ジェネレーションズ FINAL ビルド&エグゼイドwithレジェンドライダー』
財団Xが複製した偽スイッチが登場。財団Xの構成員が変身したと思われる本作品と別の個体が新・天ノ川学園に出現した。

アリエス・ゾディアーツ
- スイッチャー：山田竜守

おひつじ座の外見・能力を持つ。うさぎ座のゾディアーツから進化した。初登場ではホロスコープスのマントを着用していなかったが、我望との謁見後、正式にホロスコープスに加入したためか着用するようになる。この状態では一人称が「余」に変わる。
朔田流星が井石二郎を助けるために必要な存在。メテオ初登場時から、このゾディアーツの登場を示唆していたが、このゾディアーツに進化したスイッチャーは存在しないため、流星は通常のゾディアーツから進化させようとしていた。しかしキャンサーの撃破後、6番目のホロスコープスとして昴星高校にて暗躍していたことが判明する。
手にした杖コッペリウスから放つオーラにより、人間の生体活動を鈍らせることで昏睡状態に陥らせたり、逆に生体エネルギーを活性化させ、昏睡状態の人間を覚醒させることが可能。その干渉力は強力で僅かでも触れれば同格の十二使徒すら意識を保つことが困難になり、さらにこの能力を応用することで、変身者の生体エネルギーに直結するフォーゼのスイッチを無力化することが可能である。その能力から「眠りの使徒」と呼ばれている。なおこの杖には能力以外にもエネルギー弾を放つ機能がある。
強力な能力を誇るが身体能力は余り高くなく、能力発動前に畳み掛けられると追い込まれてしまう。言うなれば杖自体に能力も戦闘力も依存していたが、三度目の戦いでは超新星によって、アリエス・ノヴァとなった。
- 王様キャラであることからギンギラギンでゴージャスにするため、金の毛皮を持つ羊がアリエスの神話に出てくることから、そのイメージとなっている。オリオンのように毛を別の表現に置き換えるのではなく、手首と襟回り、足首に本物の羊毛を配置している。

アリエス・ノヴァ
怒りの超新星によって、変異した強化形態。通常形態から角とマントが変化しており、角から発生した電撃によって生成した電撃弾を連続発射するほか、杖を介さずに能力が発揮可能となった。
- アリエスよりもゴージャスにするため、大きくツノを伸ばして、いかにも王様風のマントを追加している。

他作品での登場
『仮面ライダーフォーゼ THE MOVIE みんなで宇宙キターッ!』
複製ホロスコープスとして登場。フォーゼと対決し、オリジナルと同様に杖・コッペリウスから放つ催眠オーラや光弾を武器とするが、ライダー爆熱シュートの零距離発射を受けて倒された。

カプリコーン・ゾディアーツ
- スイッチャー：五藤東次郎

やぎ座の外見・能力を持つ。エレキギター型の多弦琴ウルクから、音波による高い破壊能力を持った衝撃波を放ち、音波で人間を興奮状態に陥らせる能力を持つ。さらに音を実体化させる能力で五線譜型のエネルギーを敵に巻き付け封じたり、音符を爆弾に変えて攻撃することも可能。初戦では力がうまく使いこなせず苦戦していたが、彼の潜在能力に興味をもった立神の指導により、短期間で能力を向上させている。
このギターの演奏には他にも不可思議な作用があり、本人の下手な演奏は勿論、音痴だったJKの歌もプロのように聞こえ、さらには他のホロスコープスのスイッチを共鳴させるという現象を起こしている。後に我望から与えられた超新星によってこのスイッチの共鳴能力を強化され、コアスイッチが現存することを証明した。
- モデルは布袋寅泰や高見沢俊彦（THE ALFEE）などのミュージシャン。「ギターを持って音撃をする」と言われたことから、ギターを武器として持たせ、音叉の角にしている。黒いヤギであると黒魔術やサバトを連想させるため、ナシと言われたが、細身の全体にするため、身体の色を黒にすることとなった。

他作品での登場
『仮面ライダーフォーゼ THE MOVIE みんなで宇宙キターッ!』
複製ホロスコープスとして登場。メテオと対決し、オリジナルと同様に多弦琴ウルクから放つ五線譜型のエネルギーを武器とするが、メテオストライクを受けて倒された。

アクエリアス・ゾディアーツ
- スイッチャー：エリーヌ須田

みずがめ座の外見・能力を持つ。鞭ネクタルを武器として振う他、両肩の水瓶から流れる水で自身や他人が受けたダメージを回復する能力を持つ。これにより、リミットブレイクをいくら受けても瞬時に回復することが可能で、その効力は有機物から無機物までと多岐に渡る。水瓶は片方だけでも機能するが、両方を同時に破壊されると能力が機能しなくなる。
立神が変身した際には、ネクタルの破片を付着させた対象を追跡する能力を披露した。
- 水が斜めにした水瓶から流れるというみずがめ座の絵が普通だが、こちらは両肩のアーマーのまっぷたつに割った水瓶から水が流れるという解釈で、水の流れを身体自体で表している。当初から女性怪人のため、女性的なラインを意識して描いている。

他作品での登場
『仮面ライダーフォーゼ THE MOVIE みんなで宇宙キターッ!』
複製ホロスコープスとして登場。フォーゼと対決し、ネクタルによる鞭攻撃の他、オリジナルには無い能力として手から水流を放つが、ライダー爆熱シュートを受けて倒された。

タウラス・ゾディアーツ
- スイッチャー：杉浦雄太

おうし座の外見・能力を持つ。持ち前の体躯とパワーを生かした接近戦を得意としているが、杖グアンナを振るうことで、他人の行動を当人に書かせた誓約書通りに制限することができる。また、光のリングで人間の魂を抜き取り、抜け殻となった肉体を自在に操ることも可能。抜き取られた魂は杖が破壊されると同時に元に戻る。
- デザインコンセプトは和の鎧。当初はオリオンのようなパワーファイターのラフを何点か出していたが、スーツアクターの頭の上に造形物の頭部が来るものは、時間や予算から無理ということになったことから、ボリュームを上へ出さずにマッチョに見せるため、ウシがモチーフのため顔を潰し、肩から背中にかけてのラインを張り出すことでボリュームを持たせており、真っ黒く塗り潰しても形がちゃんとわかるようにしている。

他作品での登場
『仮面ライダーフォーゼ THE MOVIE みんなで宇宙キターッ!』
複製ホロスコープスとして登場。フォーゼと対決し、ライダースタンパーキックとジャイアントフットモジュールを立て続けに受けて倒された。ディレクターズカット版ではグアンナをゴルフの要領で振るい、光弾を打ち出すという技も披露している。

ジェミニ・ゾディアーツ
- スイッチャー：闇ユウキ

ふたご座の外見・能力を持つ。こじし座のゾディアーツから進化した。覚醒の際にはスイッチャーの肉体と人格が光（本物）と闇（ゾディアーツ）に分離し、互いの淘汰の結果、どちらか片方だけが残るという特殊なゾディアーツ。前述の通り変身者は闇ユウキだが闇ユウキの目論見（本物をフォーゼに完全消滅させること）により、闇ユウキから奪ったスイッチを手にした本物のユウキが一度だけはずみで変身した。
高エネルギーを操る能力を持ち、投げつけると即座に爆発する赤いカードリュンケウスと任意のタイミングで起爆できる青いカードイーダスを武器に使う。またコミカルな動きながらフォーゼやメテオの攻撃を軽々と捌くなど格闘戦にも強い。
- デザインモチーフは威厳のある感じにするためクラウンとなり、金の意匠を取り入れている。身体の部位ごとに白と黒とで真っ二つに分けて「双子」要素を表現している。ユウキが変身するゾディアーツだが、それとは知らずに描いているため、女性としてはデザインしていない。

ジェミニ・ノヴァ
超新星によって出現する分身体。通常の戦闘も可能だが、爆発エネルギーが圧縮されているので自爆も可能。この能力でメテオに大ダメージを与えたが、再戦時にフォーゼに使用した際には流星から渡されたメテオストームスイッチの力によって無効化された。第46話ではレオが仕掛けた罠として登場した。
他作品での登場
『仮面ライダーフォーゼ THE MOVIE みんなで宇宙キターッ!』
複製ホロスコープスとして登場。フォーゼと対決するが特筆すべき活躍はなく、辛うじて戦いを切り抜けたところをウィザードによって倒された。オリジナルと異なり、男性の声を発している。
『仮面ライダーフォーゼ ファイナルステージ』
超銀河王により、ネオダークネビュラの力を受けて復活。ほかのホロスコープスを復活させるが、兵が揃い準備が整うと、裏切られる。なでしこに闇ユウキの寂しさを教えられたフォーゼとダチになり、なでしこたちのいる宇宙に帰る。
ゲーム『スーパーヒーロージェネレーション』
「戦慄！闇の支配者」で、スーパーグランドキングを倒した後、ウルトラマンタロウとダークルギエルが戦うことで、シークレットショックとしてジェミニ・ゾディアーツが登場する。ゲームのシステム上（仮面ライダーシリーズのストーリーより先にウルトラシリーズのストーリーを選択した場合）、スコーピオン・ゾディアーツやオリオン・ゾディアーツよりも早く登場することとなる。そのほか、ストーリーとは関わりの無いチャレンジステージなどでも登場（なお、ジェミニ・ゾディアーツとジェミニ・ノヴァが揃うのは、「蘇る復讐心」などのチャレンジステージのみ）。

ピスケス・ゾディアーツ
- スイッチャー：黒木蘭

うお座の外見・能力を持つ。アンドロメダ座のゾディアーツから進化した。圧縮した水流による攻撃や、地面に水のように潜りこみ高速で泳ぐことができる。また変身者である蘭が得意とする合気道なども使用し、近距離戦闘に長けている。完全覚醒した際には体を液体化する能力にも目覚めレオ・ゾディアーツと互角以上の戦いを繰り広げた。
覚醒当初は蘭に進んで変身する意思がないという不完全な覚醒状態であるためスイッチの本来赤い部分が青になっており、ハルを助けるために蘭が自分の意志でレオと戦うと決意した時に本来の色に変化した。これは、ピスケススイッチはスイッチャー本人が自分の意志で変身しなければ完全に覚醒できない、ゾディアーツスイッチの中でも最も特異な仕様となっているからである。
蘭がホロスコープスへの参加を拒否したため、ホロスコープスの証であるマントを着用することはなく、東映公式サイトでもホロスコープスの一員としては記載されていない。
- 魚座の怪人であるのは、企画の立ち上げ時に「何を描いてもいい」と言われたことで、5,6体黄道十二星座のラフを提出した中に麻宮の星座である魚座の怪人として描いていたものである。ストレートに魚のような感じでまとめているが、ドラゴンの反省からちゃんとウロコと分かるように細かくウロコの形状を指示している。

他作品での登場
『仮面ライダーフォーゼ THE MOVIE みんなで宇宙キターッ!』
複製ホロスコープスとして登場。テレビシリーズに先行する形で登場。メテオと対決し、本作品にのみ登場するトライデントや、魚座のサインを連想させる金剛杵に似た武器を携帯している。メテオとの戦いを切り抜けるも、ウィザードによって倒された。オリジナルとは異なる声を発している。

### ダスタード
星屑忍者ダスタード（）
ホロスコープスが肉体の一部を元に生成する、コズミックエナジーがマテリアライズされた「星屑兵」とも呼ばれる戦闘員的分身体。複数体が同時に生成され、数を活かした連携攻撃を得意とする。武器はダスソードという忍者刀や、投擲小爆弾。
単体での戦闘力はゾディアーツの半分程度で、生成するホロスコープスによってその身体能力には個体差が生まれる模様。大きなダメージを受けると破裂・消滅し、星屑のような残骸が残る。その連携攻撃は驚異的で、集団戦に慣れていないフォーゼをしばしば苦戦させた。また、ホロスコープスから出現する瞬間に衝撃を緩和させることで、ライダーの必殺技を防ぐ防御壁の役割も持つ。
- デザインモチーフはアメリカ映画の忍者。マスクと武器以外はすべて衣装のため、着ているものは全て布となっている。ゾディアーツではないゾディアーツもどきであることから星がどこにも付いていない。

レオ・ダスタード
レオ・ゾディアーツからのみ生成される強力なダスタード。それぞれが歌舞伎の鏡獅子のような赤と白の頭髪を生やしている。
1度に2体しか生成できないが、ダスタードを遥かに上回る戦闘能力を誇り、初戦ではフォーゼとメテオとを一対一で苦戦させたほど。ダスソードよりも大型の双剣と、火炎を放つ杖を武器とする。
- デザインモチーフは連獅子。髪の毛を頭部に追加し、ライオンのイメージを和風の忍装束に落とし込んでいる。

### ゾディアーツ関連の用語
ゾディアーツスイッチ
我望光明が開発した、人間をゾディアーツに変身させるアストロスイッチ。
外見はフォーゼの物とは異なり、共通して銀色のドームから赤いプッシュ式スイッチが突き出たものとなっている。音声の発声も後述のラストワンへと変質するラストワンのみで、音声自体はスイッチを渡したホロスコープスのものと同じである。
『W』のガイアメモリと異なり、毒素などの人体に対して有害な物質は含まれていないが、スイッチの力に魅せられた人間（スイッチャー）は感情や人格が歪んでしまう。そのため、タチバナも「正義のゾディアーツなどいない」と断言している。しかし実際にはタチバナこと江本州輝や黒木蘭などスイッチを使用しても精神に影響の出ないスイッチャーもおり、スイッチャー全員がスイッチに心を乱されるわけではない。また、一旦スイッチが消滅しても、スイッチの人の力を超える力に魅せられてしまい、無力感や焦燥感に駆られ、依存症のようになってしまう者もいる。しかし、それを乗り越える強い意志を持てば立ち直ることは可能である。
スイッチには予めゾディアーツの記録が入っているのではなく、スイッチャーの資質によって決定する。園田はそれを「星の運命（さだめ）」と称した。
特殊なケースとして、キグナス、ジェミニ、ピスケスがある。
キグナスはスイッチの力によってスイッチャーの人格が分かれ、ラストワンのスイッチを使用すると同時に本来の人格が閉鎖されるも、スイッチ消滅に伴い復活している。ジェミニは、スイッチ初起動時、体ごと人格が善と悪の2つに分かれ、約24時間後、より存在の濃いほうが残り、存在の薄いほうが消えてしまう。
他者がスイッチャーに強引に押させることによっても、スイッチは起動できるが、ピスケスのようなスイッチャー自身の意思がなければスイッチの起動ができないものもある。
- 工業製品のようなイメージであったアストロスイッチに対し、星を呼ぶ儀式の器のイメージとなっている。

ラストワン
使用回数が残り1回となり変化したスイッチ、およびそれにより変身したゾディアーツの状態を指す。スイッチを配布したホロスコープスの音声と共にスイッチの形状が変化する。充血した眼球を模したドームに斜めに向いたスイッチ、装置に生えたトゲなどの禍々しい形状となっている。この形態になるまでの変身回数の上限は不明だが、スイッチはラストワンの手前の変身を解除した後、基本的にスイッチャーが強い殺意や悪意といった負の感情が嵩じたときにシンクロして変化する描写がある。
この状態で変身すると怪人の容姿に変化はないが、スイッチャーの精神と人格がエネルギー体に移行し、肉体は糸に包まれた状態の抜け殻となって分離して排出される。ゾディアーツが早い段階でフォーゼに倒された場合、スイッチャーの精神は元の肉体に戻り、入院が必要となるケースはあるものの生命への影響はないが、賢吾やスコーピオンは「自力で人間に戻れなくなる」と発言しており、ラストワンの状態が長期にわたれば、二度と人間に戻れなくなることが指摘されている。
体内にはより高いエネルギーが溜まっていることがあり、そのまま地上で撃破すると大爆発を起こして深刻な被害を及ぼす場合がある。また、以前ラストワンにまで到達したスイッチャーは、次にゾディアーツスイッチを手にした場合即座にスイッチがラストワンに変化する。ラストワン状態のスイッチはOFF状態にすると自動的に消滅する。
稀に素質のある者がラストワンを経て、「十二星座の使徒」（後述）に進化するケースもあり、その前兆として星座の中心を表すコア最輝星がより強く輝き、場合によっては消滅したはずのエネルギー体が再生してしまうこともある物語中盤におけるコズミックエナジーの一極化により、通常のゾディアーツの姿を介さず、ホロスコープスに直接変身が可能になって以降は、ラストワンの描写が無くなっている。
ホロスコープススイッチ
ラストワンを超越して変化したゾディアーツスイッチ。その外観・形状は赤を基調とした豪奢なものへと変わり、ボタン部分にその星座を表すサインが表示されている。それぞれは我望と立神以外では覚醒させた者しか使用できないが、使用回数に制限が無く、フォーゼの力をもってしても破壊することができないくらい頑丈である。また、ピスケス・ゾディアーツのものは特殊なスイッチで、覚醒させた蘭の意思で押さなければ覚醒することはできず、カラーリングも青だった。
従来のゾディアーツスイッチ以上のエネルギーを宿しており、12個全てを揃えることでザ・ホール上空に本物のダークネビュラを発生させることが可能だが、その際には日本を壊滅させるほどの衝撃波が発生する。
最終回において、ダークネビュラを発生させて以降、行方不明となった。

超新星（）
十二使徒のみが覚醒することができる強大な力。我望より譲渡されることで使用することができ、より強力な力を開放することができる。ただし、力を制御できずに暴走する者や、劇中でのキャンサーの描写やリブラに対するレオの発言から、我望から譲渡されずとも自力で超新星を獲得する域に達するホロスコープスも存在する模様。スイッチャーの資質によって、その能力は異なる。
賢吾の発言から、超新星を使用時のホロスコープスは体内に高エネルギー反応の貯留が明確になっており、そのまま地上で撃破すると街全体を巻き込むことを示唆しているため、極力大気圏外での対決を推奨している。
超新星を得たホロスコープスの能力は以下の通り。
- スコーピオン（園田）/キャンサー（鬼島） - 巨大化かつエネルギーの暴走
- アリエス（山田）/サジタリウス（我望） - 強化形態への変化
- リブラ（速水） - 他人の星の宿命を見ることができる能力・ラプラスの瞳
- カプリコーン（五藤） - 音波による共鳴能力の強化
- ジェミニ（闇ユウキ） - 爆発エネルギーを含有した分身の精製

ダークネビュラ
ホロスコープスが用いるワープホール（監獄）の名称で、ヴァルゴ曰く、「ゾディアーツの誕生によって生まれた負のコズミックエナジーを吸収して成長していく永遠の牢獄」。
ヴァルゴの能力によりダークネビュラのゲートを開くことが可能とされ、用済みと判断された幹部の処罰やホロスコープスにとって邪魔者と判断した第三者の排除に使用されていた。
第18話にて我望に見切りをつけられた園田が、第28話では鬼島が速水の策略によって刑事の姿に偽装され、彼の独断により転送された。さらに第40話ではホロスコープスに反旗を翻した杉浦とヴァルゴの正体を知った友子、第41話ではタチバナの正体がヴァルゴだと知り逆上した流星（メテオストーム）が相次いで送られたが、第42話でヴァルゴの真意が明かされた際に、実際にはM-BUSに転送され眠った状態で保護されていることが語られた。
後に速水の説明により、我望が12個の覚醒したホロスコープススイッチを集めることでザ・ホール上空に本物のダークネビュラを発生させようとしていることが判明する。その際には前述の理由による大災害も発生するため、以降はダークネビュラを通ってプレゼンターの下にワープしようとする我望を止めることが仮面ライダー部究極の目的となった。

## 用語
ゾディアーツ関連の用語は、#ゾディアーツ関連の用語を参照。

### アストロスイッチ関連
アストロスイッチ
本作品のキーアイテム。スイッチだけの装置で手に収まるほどの大きさである。
コズミックエナジーを引き出し、マテリアライズ（物質化）させる力を持つ。フォーゼやメテオのドライバー、フードロイドといった端末にセットし、スイッチをON状態にすることで独自の能力を発揮する。ライダーが使用するものの詳細は#仮面ライダーフォーゼを参照。

コズミックエナジー
宇宙空間に存在する未知のエネルギー。地球の上空にあるザ・ホールと呼ばれるポイントから地球に降り注ぎ、フォーゼやメテオといった仮面ライダーや、ゾディアーツのエネルギー源となっている。
日本のザ・ホールは天ノ川学園都市と京都の上空の2か所に存在し、その影響下で○、×、△、□の4つのパワーポイントを用いることで、コズミックエナジーをコントロールし利用することが可能となる。1,000年前の京都の人々は、陰陽道や占星術など現代では呪術や占いと言われている当時は最先端科学でコズミックエナジーを制御するパワーポイントを導き出すと、京都の東西南北にパワーポイントとして○、×、△、□の4つの石碑を設置し、これによってコズミックエナジーを制御するシステムを四聖獣にたとえて「四神相応」と呼んでいた。学園の修学旅行によりフォーゼが京都のザ・ホールに干渉し活性化させたことに乗じ、ホロスコープスは京都の石碑の破壊工作を実行。これにより京都のザ・ホールが消失し、日本に降り注ぐコズミックエナジーは天ノ川学園都市に一極化。短期間にホロスコープスの覚醒が起こるようになった。

ゾディアーツスイッチ
我望光明が開発した、人間をゾディアーツに変身させるアストロスイッチ。詳しくは#ゾディアーツスイッチを参照。

コアスイッチ
20年前に緑郎と我望がプレゼンターからの声を元に月面で発見した、透明な水晶のような形状のアストロスイッチ。
プレゼンターが他の惑星の知性体との接触のために宇宙の各地にばら撒いたとされ、その秘密が解ける知性を持つ生命体の情報を集め、その情報を基にコズミックエナジーによるサンプルとしてコアチャイルドを作り出し、彼らの文明を学習させることでその情報を収集する。
17年前の事件の際に消滅したと思われていたが、カプリコーンの超新星によって現存が発覚。その上で我望は「この学園（天高）の生徒が持っている」と呟いた。第46話にて、ホロスコープスにより12個のスイッチで作り出したダークネビュラを賢吾の叫びによって消失させた後に、賢吾の体から半透明のスイッチが浮かび上がってきた。その際に賢吾は自分がコアスイッチから生まれた存在である「コアチャイルド」であることを理解する。
コアチャイルド
賢吾の正体。コアスイッチがバラまかれた宇宙の各地の知性を持つ生命体の情報を収集することで、コズミックエナジーをマテリアライズしたコピーとして誕生する、知的生命体のサンプル的存在。賢吾はコアスイッチが地球人である歌星や我望と接触したことで、人類を模して作り上げられた人類のサンプルとして誕生したコアチャイルドである。
他の惑星で接触した知性を持つ生命体の形を模倣し、普通の人間と同じように赤子の姿で誕生し、人類の文明などの情報を学習しながら成長、体内のコズミックエナジーが増幅しコアチャイルドとして覚醒し次第、その文明を吸収して母星に戻ることがその使命。覚醒前は普通の人間と同じ能力しか持たないが、覚醒を果たすと宇宙空間でも生身でいられ、バリアや衝撃波を発生させられるといった能力が身につく。バリアの効果は高く、サジタリウスのアポストロスも防ぎきるが、サジタリウス・ノヴァの繰り出す必殺キックには耐えきれなかった。覚醒した状態でフォーゼドライバーを使用するとワープゲートが開くが、覚醒前はストッパーがかかっているため、使用が出来ない。

ゲートスイッチ
賢吾が16歳の誕生日の際、彼の元に届いた金色のアストロスイッチ。ONにした状態で廃部室のロッカーに投げ込まれたことでロッカーと融合、空間をコズミックエナジーの力で歪曲しロッカーとラビットハッチの月面への出入口のハッチを繋げた。ただし、ロッカーがゲートが出来た時と同じ場所にないと通路が絶たれてしまう。一度ロッカーが紛失する騒動が発生したことから、第13話以降は所定の位置へ金具を用いて厳重に固定されている。

プレゼンター
人類に対して働きかける宇宙最高の知性を持つ宇宙の意思的存在。
命名者は江本で、ある特定の条件を満たした人間にのみ聞こえる宇宙からのメッセージのようなものを放って宇宙へ人々を誘っていた。賢吾はその条件を持つ者こそゾディアーツのスイッチャーで、彼らは少なからず「星からの声」に導かれてゾディアーツスイッチに惹かれていると見解している。しかし、速水は「星からの声」を聞いた経験がなく（少なくとも自覚は無い）、実際には必ずしもすべてのゾディアーツにその条件が当てはまるとは限らないようである。
他の惑星の知性体との接触するためにコアスイッチを全宇宙にばら撒いており、その秘密を解ける知性を持つ生命体だけがコンタクトできる。我望の最終目的は、全てのホロスコープススイッチを集めることでワープゲートを開き、プレゼンターの下へ行くことである。

### 天ノ川学園関連
天ノ川学園高等学校（）

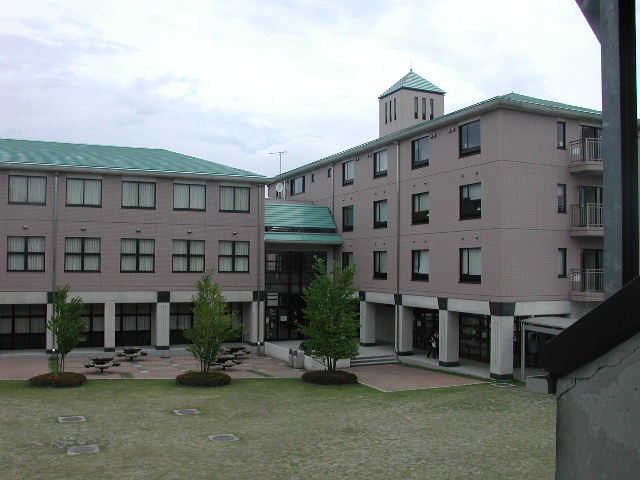
天ノ川学園高等学校のロケーション場所「高崎商科大学」

略称は「天高」。天ノ川学園都市（）と呼ばれる学術都市に設置されており、理事長を務める我望光明によって、（第45話から）10年前に宇宙開発における人材の育成のために設立したと言われている。制服着用の義務はないが、「模範服」として青のブレザースタイルに、天ノ川学園オリジナルデザインのワッペンが胸についたものおよび赤いコートが採用されており、大部分の生徒が着用している（着用していないのは弦太朗や隼、流星など少数）。
生徒自身の個性を尊重し伸ばす自由な印象の校風を掲げており、多くの優秀な人材を多く輩出しているため、生徒や保護者からの人気は非常に高い。しかし、後述する学園ヒエラルキーとそれに基づく格差社会の他、校風を後ろ盾にして、己の私利私欲を満たそうと暗躍する生徒や、身勝手な不良行為を働く生徒も少なくないなどの問題も抱えている。また、教師陣の指導方針に関しても度が過ぎるまでに厳格なものから、半ば職務放棄に近い投げやりなものまで両極端な者たちもいる。
最近は上記に加え、ゾディアーツの学園内跳梁跋扈に起因する生徒への影響が、保護者や警察の間で問題視され始めている。表向きは我望と速水が事態の収拾に乗り出しているとしているが、ゾディアーツを生み出す根源自体が彼らを筆頭としたホロスコープスであり、学園自体も、我望が己の目的を達成するためにザ・ホールの下に設立した、大規模なスイッチの実験場であるゆえに、実際に事態を収拾する気は一切ない。警察の取り調べに対しても我望が催眠術で揉み消しているため、事態解消のメドは全く立っていなかった。
平成24年8月末に我望、速水両名の失踪（消滅）と共に理事長、校長が不在となってしまうが、学校自体は残った他の教師たちで引き続き「新天ノ川学園」として存続することとなる。
学園ヒエラルキー
天高には、アメリカの学校社会さながらのヒエラルキーが存在する。それに起因する教師や上位の生徒からの差別・いじめや、それに対する下位の生徒からの復讐・下剋上のイタチごっこが繰り返されることになる。また、それに伴って生徒がゾディアーツスイッチに手を染めようとする原因の1つにもなっている。学園の食堂にもヒエラルキーによって座る席が決まっている。初期のころはそれが顕著であったが、美羽や隼が仮面ライダー部に入って以降は、ヒエラルキーによる格差の描写はあまり見られなくなった。隼たちが卒業した後の、次代のキングとクイーンは不明。
なお、交換編入生の流星がヒエラルキーと関係があるのかは不明である。
ジョックス
男性ヒエラルキーの頂点。学内では様々な特権を得ており、生徒のほとんどは逆らうことのできない存在。劇中では主にアメフト部に属している生徒がこの地位に就いているが、三浦俊也のようにすべてのアメフト部員がこの地位にあるわけではない模様。さらにその最上級は「キング」と呼ばれ、ライダー部では隼が在校時に位置していた。
クイーン
本来は「クイーン・ビー」だが、作中ではそう呼称している。女性ヒエラルキーの頂点で、ジョックス同様に絶大な特権と支持を得ている。作中ではクイーンフェスの優勝者がこの位を得る模様で、ライダー部では美羽が在校時にこれに該当していた。
サイドキックス
クイーンの取り巻き。美羽とともにいた繁野ジュン、佐久間珠恵が該当し、ライダー部には存在しないヒエラルキーの1つ。
ブレイン
ガリ勉や頭脳派などの成績優秀な生徒を指す。ライダー部では賢吾がこれに該当する。
スラッカー
いわゆるチャラ男、ギャルなどの遊び人タイプの生徒を指す。ライダー部ではJKがこれに該当する。スラッカーは本来、男性のみが持つヒエラルキーである。
ギーク
いわゆるオタク系の生徒を指す。バッドボーイほどではないが、学園内における立場は比較的低い模様。ライダー部ではユウキがこれに該当する。
ゴス
オカルト系の生徒を指す。バッドボーイほどではないが、学園内における立場は比較的低い模様。ライダー部では友子がこれに該当する。
バッドボーイ
不良などの問題児を指す。本来のヒエラルキーでは階層別に部類されるが、天高ではヒエラルキーの最下層に位置付けられ、他のヒエラルキーに属する者（特にジョックスやクイーンなどの上位層）からは「トラッシュ（ゴミ）」とも称され、蔑視や嘲笑の的となっており、生徒会からも問題視されたり、一部の教師や保護者たちからも偏見を抱かれている。ライダー部では弦太朗がこれに該当する。
筋肉
名前の通り、筋肉質な体育会系の生徒を指す。学園ヒエラルキーの中で唯一、本来のヒエラルキーには存在しないこの学園独自のグループである。名称は第1話でのユウキの紹介で触れられるが、ユウキはその際「バッドボーイ」を「不良」、「ブレイン」を「ガリ勉」、「スラッカー」を「遊び人」、「ギーク」を「オタク」と俗称で紹介していた。ライダー部には存在しないヒエラルキーの1つ。

クイーンフェスティバル
学園で行われているミスコンテストであり、このフェスティバルで優勝してミス天高に選ばれた女子は、女子生徒の頂点たるクイーンとしても扱われる。審査基準としてスピーチやパフォーマンスなどの項目があり、2つの審査項目の生徒全員による投票の得点で1位になった生徒が選ばれる。
学園祭
『フォーゼ&オーズ』の『フォーゼ編』にて開催。仮面ライダー部の面々は、伝説の7人ライダーに関する調査結果を発表していた。
プロム
卒業式の日の夜に行われるダンスパーティー。一緒に踊りたい男女がペアを組んで参加する（卒業生同士でなくとも良い）。天高では、プロムの日に歌われる伝統の歌「咲いて」が代々軽音部によって歌い継がれており、第26話で挿入歌として披露されている。最終回のライダー部による「我望からの卒業式」の際にも上記ソングは流された。
修学旅行
本来はNASAの見学を兼ねたアメリカ行きの予定だったが、京都の四方にあるザ・ホールを消失させるという策略を実行しやすくするため、我望たちの一存で京都に変更された。
宇宙飛行士選抜試験
リーダーシップ、ストレスに対する耐性、場を和ませる力、緊急時の対応能力、覚悟、これら5つの資質を試すため、予選の学力試験、一次試験の耐久テスト、二次試験のロボット制作、最終試験のサバイバルレースを行い、優れた成績を収めた最終的な合格者の生徒を特別奨学生として認定する。委員長である現役宇宙飛行士の日向千夏をはじめとしたSIDAを試験官として、故意のアクシデントを誘発させて対応力を観察するなど、難易度の高い試験内容となっている。

### 仮面ライダー部関連
仮面ライダー部（）
「仮面ライダー」という存在を知った弦太朗が設立した、非公認の秘密倶楽部活動。月面にあるラビットハッチを部室とし、ゾディアーツから学園を守ることを目的としている。部旗のイラストは弦太朗とユウキが描いたデフォルメ化されたフォーゼの顔。仮面ライダーバトル ガンバライドではフォーゼのエンブレムとして採用されている。
当初は思いつきで始めた弦太朗とそれに賛同したユウキの2名で開始。ゾディアーツの事件を通して弦太朗の人間性を認めた美羽、JK、隼、友子、賢吾の順に加入、さらに見習い部員として潜入（後に正式に加盟）した流星の8名となっている。加えて、新入生の黒木蘭と草尾ハルは入部する意向を固めているが、ハルがスイッチのラストワンの後遺症による入院を余儀なくされたため、仮入部扱いとなっており、ハルの退院後に正式に入部する予定である。
新部員の勧誘などは行っているものの、部の存続のため核心（ラビットハッチの存在など）については秘密裏にしており、大杉が担当するまでは顧問が不在だった。
最終決戦終了後は我望の「プレゼンターに会って欲しい」という願いを聞き入れ、新たに宇宙仮面ライダー部と名称変更。流星・美羽・隼が退部し、入れ替わりにこれまで仮入部だった蘭とハルが正式な部員に加わっての活動再開となった。
- 必然としてスイッチの機能を見せる際に友子の属性が考えられ、それが結果的にキャラクターの内面が育てられたため、仮面ライダー部の活動内容や四苦八苦するものとして、スイッチの訓練をするものとなった。

ラビットハッチ
仮面ライダー部の拠点となる月面基地。上記のゲートスイッチの効果により、天高の部室棟の廃部室のロッカーから自由に行き来することができる。
元はOSTO（後述）が建設した月面基地の研究棟で、歌星緑郎がフォーゼドライバーとアストロスイッチの開発を行っていた場所である。ほかの部分は17年前の事故で破壊している。
ブランク状態のアストロスイッチの調整とロールアウトを行うスイッチラボルームを備え、その奥にアストロスキャナーと呼ばれる調整を終えた実戦投入前のスイッチの性能の実験をする部屋がある。重力コントロールレバーを備え、地球と同じ重力を発生させられる。
弦太朗による仮面ライダー部発足後は部旗が掛けられ、部員の増加とともに各部員の専用スペースとその部員にまつわるものが増えており、ゾディアーツ事件の調査やスイッチの調整以外では部員の団欒の場と化している。
後にライダー部に寝返るふりをした速水によりその存在がホロスコープスに知られ、最後はレオとサジタリウスの襲撃で廃部室のあった部室棟ごと爆発した。
星心大輪拳（）
流星が学んでいる拳法の流派。劇場版『みんなで宇宙キターッ!』にて名称が判明する。

### その他の組織・集団
反ゾディアーツ同盟（）
朔田流星とタチバナ（江本）が所属する組織。ホロスコープスや財団X（『フォーゼ&オーズ』）といったゾディアーツスイッチを悪用する組織に敵対行動を表すが詳細は不明で、敵組織にとっても不確定要素な存在。ホロスコープスのスイッチを回収・解析することを第一目的としている。流星のライダー部潜入時ではあくまで第3勢力だったが、アリエスの一件以降はライダー部とも提携するようになった。タチバナ以外の同盟の一員は登場しない。
M-BUS（）
- 全長：31.5 m / 全幅：60.2 m / 全高：14 m（いずれの値も通常時、太陽光パネルを含める） / 居住空間：約90立法 m / 平均速度：27,850.8 km/h / 居住定員：3名

反ゾディアーツ同盟所有の地球の衛星軌道上に人工衛星。正式名称は「METEOR-BACK UP SATELLITE」。タチバナ（江本）はこの衛星内に滞在し、メテオスイッチを通して朔田流星と暗号通信を行っている。流星がメテオに変身する際は、メテオドライバーからの認証信号によって照射モードに変形し、メテオドライバーにコズミックエナジーの収束光線を照射し、この光線はコズミックエナジービームとして攻撃にも使用可能。タチバナが不在の場合でも、変身システムをオートにすることで、自動的に信号をキャッチする。
第42話で、ダークネビュラのゲートと繋がっていたことが明らかになり、処刑対象となったホロスコープスたちはここで眠っている。
- モチーフは『宇宙刑事ギャバン』のドルギラン。デザイン発注では普通の人工衛星というものであったが、承認を受けて変身することからドルギランに影響を受けた変形機構が追加された。

昴星高等学校（）
通称「昴星高校」。流星が天高の交換編入生になる前に通っていた学校。『フォーゼ&オーズ』に登場した美咲撫子が通っている学校でもある。生徒の制服のデザインは、男子がベージュにダークブラウンのパイピングを施した士官候補生風のもの。女子はベージュに白い襟、こげ茶のラインとくるみボタンを配したセーラー服となっている。若干古びた校舎、頭が良く規律を重んじる優等生たちが通うなど、天高とは異なる印象を複数持つ。
流星と入れ替わりにこの高校へ交換編入生として入った山田竜守がアリエスに覚醒したことが原因で、教師や生徒の全員が彼の支配下に置かれていたが、そのアリエスがフォーゼに倒されてからは元に戻った様子である。
宇宙技術開発機構（）
通称OSTO。17年前に存在したコズミックエナジーの有効性を研究していた組織。主要研究員は歌星緑郎、江本州輝、我望光明の3名。
劇場版にて後継組織とされるOSTO Legacy（）の存在が明らかとなっている。
財団X（）
天ノ川学園都市（我望）に資金援助を行う闇の組織にして死の商人。しかし、互いに腹を探り合う間柄であり、決して友好的とは言い難い。
劇場版『フォーゼ&オーズ』で我望との繋がりが初めて描写され、後にテレビシリーズにも登場。初出は前々作の『仮面ライダーW』で、同作品との世界観の繋がりが示唆されている。詳しくは財団Xを参照。

## キャスト

### レギュラー・準レギュラー
記載しているのは、公式サイトにレギュラーとして扱われている人物または仮面ライダー部およびホロスコープスの関係者である。
- 如月弦太朗 - 福士蒼汰
- 歌星賢吾 - 高橋龍輝
- 城島ユウキ - 清水富美加
- 朔田流星 - 吉沢亮（16 - 48）[注釈 107]
- 風城美羽 - 坂田梨香子
- 大文字隼 - 冨森ジャスティン
- 野座間友子 - 志保
- JK - 土屋シオン
- 草尾ハル - 荒木次元（29,30,45,46,48）
- 黒木蘭 - ほのかりん（29,30,45,46,48）
- 大杉忠太 - 田中卓志（アンガールズ）
- 我望光明[注釈 108] - 鶴見辰吾（1,6,10,12 - 14,18,20 - 23,27,28,30,32 - 34,36,38 - 48）
- 園田紗理奈 - 虎南有香（1 - 18）
- 速水公平 - 天野浩成[注釈 109]（13 - 46）
- 江本州輝  - 山崎一（33,34,39 - 42）
- 立神吼 - 横山一敏（33 - 48）
- 鬼島夏児  - タモト清嵐[注釈 109]（21 - 28）
- 繁野ジュン - 藤嵜亜莉沙（1 - 5,7,25,41,42）
- 如月吾郎 - 八名信夫（27,44）
- 歌星緑郎 - 風間トオル（33,34,45,47）

### 声の出演
- タチバナ、ナレーション - 檜山修之
- スコーピオン・ゾディアーツ - 竹本英史[注釈 109]（2 - 15,18）
- ヴァルゴ・ゾディアーツ - 田中理恵[注釈 110]（18 - 42）
- 闇ユウキ / ジェミニ・ゾディアーツ - 今野宏美（43,44）
- ラジオ - 増谷康紀（47）

### 主なゲスト
- 三浦俊也 - 水野真典（1,2,13,14）
- 佐久間珠恵 - 吉川まりあ（1 - 4,25,26）
- ラブレターを渡す女子高生 - 冨田真由（1）
- 幼少期のユウキ[注釈 111] - 春日香音（1,43,44）
- 番長介 - 黒石高大（2,3,7,39）
- 広田玲子 - 橘ゆりか （3,7,8,12）
- 西川司 - 才川コージ（3,4）
- 新田文博 - 宇治清高（5,6）
- めぐみょん - 板倉亜弥（5,6）
- タカヒロ - 央川奈知（5,6）
- 女子生徒[注釈 112] - 那月結衣（5,6,12）
- 佐竹剛 - 神保悟志（7,8,48）
- 大文字高人 - 加門良（7,8）
- ヤンキー風の少年 - 佐藤流司（7,8）
- 優等生 - 山口裕次郎（8）
- アメフト部員 - 清宮暁雄（8）
- 鵜坂律子 - 梶原ひかり（9,10,25,26）
- 倉持ゆり - 今村美歩（9,10）
- 岡村雅美 - 鈴木米香（9,10）
- 名古屋雄二 - 神前元（9）
- 不良 - 佐藤勇人（9）
- 水泳部・女子[注釈 113] - 鈴木ふみ奈（9）
- 水泳部・男子 - 水野駿太郎（9）
- 諸田先生[注釈 114] - 諸田敏（9,48）
- 男子生徒 - 斉田雅宏（10）、山田諒（14）
- 女子生徒 - 鈴木このみ（10）
- 野座間晴子 - しのへけい子（10）
- 牧瀬弘樹 - 篠原孝文（11,12,37）
- 山本麻里 - 石橋菜津美（13,14）
- 三浦の母 - 高崎佳代（13）
- 三浦の父 - 二宮聡（13）
- 母親A - 南風佳子（13）
- 元山惣帥 - 秋元龍太朗（15,16）
- 阿部純太 - 田辺季正（15,16）
- 片桐平 - 西洋亮（15,16）
- 渡辺伊吹 - 吉田伊吹[注釈 115]（15,16）
- 幼稚園の先生 - 伊藤えみ（15,16）
- 子供A - 原田妃莉（15）
- 子供B - 西本晴紀（15）
- 野々村公夫 - 山崎将平（17,18）
- 井石二郎 - 横浜流星（17,18,20,28,29,32）
- 生徒1 - 大山聖文（17）、道幸風舞 (27)
- 生徒2 - 仲川子夢（17）、野口翔馬（27)
- 水無瀬京子[230][注釈 116] - 大串彩佳（17）
- 看護師 - 杜野まこ（18,28,32）
- 江川留美 - 加藤侑紀（19,20）
- 野本仁 - 安藤龍（19,20,25,26）
- 女子部員A - 鮎川桃果（19,20）
- 女子部員B - 大坪あきほ（19,20）
- 刑事A - 白石タダシ（20）
- 刑事B - 岩寺真志（20）
- 宇津木遙[注釈 117] - 長澤奈央（21,22,48）
- コーチ - 甲斐将馬（21,22）
- キックボクシングジムの男 - 中村浩二（21,22）
- 中国拳法の女 - 下園愛弓（21）
- 落研部員 - 谷本萌生（22）
- 江口規夫 - 永嶋柊吾（23,24）
- 鳥居崎ミサ - 浅野かや（23,24）
- 母部田 - 親川優志（23,24）
- 女生徒 - 加藤利沙（24）
- 父親 - 松井正樹（24）
- 徳田弥生 - 鈴木かすみ（25,26）
- 軽音部員 - 仮面ライダーGIRLS[注釈 118]、tatsuo、Ryo、Masaki、AYANO（26）
- 刑事 - 小島康志（27,28）
- 医師 - 中脇樹人（28,32）
- 白川芽以 - 夏居瑠奈（30 - 32）
- 刈谷朋也 - 標永久（30 - 32）
- 網島茂 - 川畑一志（30 - 32）
- 生徒A - 小玉百夏（30）
- 男先輩 - 百瀬朔（30）
- 女先輩 - 近藤真彩（30）
- 山田竜守 - 川原一馬（31,32）
- 瀬田あずさ - 広村美つ美（31）
- 部長 - 阿見201（デコボコ団 / 31）
- 部員 - 北村友彦（31）
- 生徒A - 丸山えり（31）、清水貴紀（37,38）
- 生徒B - 切田亮介（31）、伊藤あいみ（37,38）
- 高村優希奈 - 秋月三佳（33,34）
- 財団X幹部 - 山賀教弘（33）
- 五藤東次郎 - 川村亮介（35,36）
- 乙川美奈 - 村上穂乃佳（35,36）
- 甲田鈴美 - 城戸愛莉（35,36）
- チコ - 山田彩（35）
- JKの父親 - Ryo（35）
- 幼い頃のJK - 関根航（35）
- 漁師 - 志水正義（36）
- 放送部員 - 橘花梨（36）
- エリーヌ須田 - 滝沢カレン（37,38）
- 日向千夏 - 中村綾（37,38）
- 杉浦雄太 - 絲木建太（37 - 40）
- 審査員A - 堀聡志（37,38）
- 審査員B - 木川淳一（37,38）
- エリーヌの父 - ベアント・オットー（37）
- 外国人宇宙飛行士 - マシュー・カールセン（37）
- 壬生彩加 - 江田結香（39,40）
- 沖荘子 - 前田聖来（39,40）
- 矢波敬介 - 坂口涼太郎（39,40）
- アウトドア同好会メンバー[231][注釈 119] - 下田隼輝、塩野圭、入慶田本朝敬、藤木一頼（39,40）
- ユウキの父 - 神尾佑（43,44）
- ユウキの母 - 高橋麻理（43,44）
- 警備員 - 高橋光（43）
- 吹奏楽部員 - 下江昌也（43）
- 応援団員 - 仁科俊祐（43）
- 少年時代の弦太朗 - 石川樹（44）
- 少年 - 高旗武蔵（47）
- 立神の相手[232][47][注釈 120] - 横田遼（47,48）
- 指輪の男 / 仮面ライダーウィザード - 白石隼也（特別出演 / 48）『仮面ライダーウィザード』

### スーツアクター
- 仮面ライダーフォーゼ[出典 5] - 高岩成二
- 仮面ライダーメテオ[出典 6]、キャンサー・ゾディアーツ（代役）[47] - 永徳
- リブラ・ゾディアーツ[出典 7]、カプリコーン・ゾディアーツ[出典 8]、スコーピオン・ゾディアーツ[ep 1][234][237]、サジタリウス・ゾディアーツ[ep 1][出典 9]、サジタリウス・ノヴァ[47][237]、タチバナ[出典 10] - 渡辺淳
- レオ・ゾディアーツ[240] - 横山一敏
- レオ・ゾディアーツ[出典 11] - 横田遼
- ヴァルゴ・ゾディアーツ[ep 1][47][234]、アクエリアス・ゾディアーツ[ep 2]、ジェミニ・ゾディアーツ[47]、カメレオン・ゾディアーツ[47]、コーマ・ゾディアーツ[47]、ムスカ・ゾディアーツ[47] - 藤田慧
- ペガサス・ゾディアーツ[242]、キャンサー・ゾディアーツ[242][234]、オリオン・ゾディアーツ[47]、ユニコーン・ゾディアーツ[47]、リンクス・ゾディアーツ[47]、ドラゴン・ゾディアーツ[47] - 藤井祐伍
- オリオン・ゾディアーツ[47]、ハウンド・ゾディアーツ[243]、ピクシス・ゾディアーツ[243] - 高田将司
- タウラス・ゾディアーツ[244] - 金子起也
- 仮面ライダーフォーゼ（代役）[245] - 浅井宏輔
- 城島ユウキ（吹き替え）[37]、闇ユウキ（吹き替え）[37] - つちださゆり

## スタッフ
スタッフは『仮面ライダーW』以来の起用となる人物が多数おり、プロデューサーは本シリーズでは二回目の起用となる塚田英明、メインライターは同作品にゲストライターとして参加した中島かずきを起用し、逆にメインを務めていた三条陸はサブライターとして参加する。音楽は『仮面ライダーディケイド』『仮面ライダーW』の鳴瀬シュウヘイが単独で務める。クリーチャーデザインは特撮作品初参加である漫画家の麻宮騎亜が担当。
演出では『仮面ライダーW』に参加した坂本浩一がシリーズで初めてのメインを担当。パイロットや最終エピソードの他、2度にわたって2エピソード4話連続での演出を成し遂げ、演出担当は石田秀範や諸田敏と同じ12話分に及んだ。また、『仮面ライダー龍騎』以降より助監督を担当してきた山口恭平が本作品にてテレビシリーズの演出デビュー、4本のエピソードを担当。その他、これまでほぼスーパー戦隊シリーズに専任していた渡辺勝也が『仮面ライダーアギト』以来、約10年ぶりに仮面ライダーシリーズに参加した。
- 原作 - 石ノ森章太郎（石森章太郎プロ）
- 連載 - テレビマガジン、てれびくん、幼稚園、めばえ、たのしい幼稚園、おともだち、コロコロイチバン!
- スーパーバイザー - 小野寺章
- プロデュース - 本井健吾（テレビ朝日）、塚田英明、高橋一浩
- 脚本 - 中島かずき[注釈 122]、三条陸[注釈 123]、長谷川圭一
- 監督 - 坂本浩一、石田秀範、柴﨑貴行、諸田敏、田﨑竜太、山口恭平、渡辺勝也
- 音楽 - 鳴瀬シュウヘイ
- 撮影 - 倉田幸治、いのくままさお、植竹篤史
- 照明 - 斗沢秀、西田文彦
- 録音 - 村上洋祐、堀江二郎
- 美術 - 大嶋修一
- 美術助手 - 福田裕子→吉田友衣子
- 助監督 - 山口恭平、杉原輝昭、塩川純平、上堀内佳寿也、吉田佳介、相野田卓也、小島朋也、河津涼子
- 装飾・小道具 - 東京美工
- 装置 - 紀和美建
- 衣裳 - 東京衣裳
- メイク - サンメイク
- 編集 - 長田直樹、伊藤伸行
- EED - 緩鹿秀隆
- 選曲 - 金成謙二
- 音響効果 - 大野義彦
- MA - 曽我薫
- ラインプロデューサー - 富田幸弘
- プロデュース補 - 中世古裕美（テレビ朝日）、髙橋勇樹、沖拓史（47,48)
- クリーチャーデザイン - 麻宮騎亜
- キャラクターデザイン - 田嶋秀樹、PLEX
- 造型 - ブレンドマスター
- 視覚効果 - 日本映像クリエイティブ
- 絵コンテ - なかの★陽
- CG制作 - 特撮研究所
- 特撮コーディネーター - 中根伸治
- 特撮スーパーバイザー - 足立亨
- 特撮監督 - 佛田洋
- アクション監督 - 宮崎剛（ジャパンアクションエンタープライズ）
- 撮影協力 - 高崎商科大学（高崎市） ほか
- 技術協力 - 東映ラボ・テック、アップサイド、KYORITZ
- 車輌協力 - HONDA、クリエイティブ・オフィス ヤップ
- 制作 - テレビ朝日、東映、ADK

## 主題歌・挿入歌
本作品では『W』同様に出演者ではなく、プロの歌手が一部番組限定ユニットとして挿入歌（ED）を担当している。May'n、椎名慶治、栗林みな実など、著名なアーティストが担当しているのも特徴である。異色の要素として従来のように各形態毎に曲を分けず前半は「Giant Step」がベース、エレキ、ファイヤーの3ステイツ共通曲となっている。出演者によるキャラクターソングは劇中でも使用された「がんばれ、はやぶさくん」（ユウキ）「はやぶさメタル」（第35話）（ライダー部バンド）「LOVE IS OVERDRIVE」（第35話、36話）（作詞 - 藤林聖子 / 作曲 - DJ HURRY KENN / 編曲 - AYANO）「親父のBlues」（第36話）（作詞 - 藤林聖子 / 作曲 - DJ HURRY KENN / 編曲 - AYANO）（いずれもJK） が存在している。
オープニングテーマ「Switch On!」
作詞 - 藤林聖子 / 作曲・編曲 - tatsuo / 歌 - 土屋アンナ
OP映像では、この主題歌のサビの部分にてアストロスイッチによる様々な技の発動映像が紹介され、物語の進行に合わせて追加されていく。また、第35話以降は美羽・隼・大杉の紹介映像や仮面ライダー部員が全員登場する場面の映像が変更され、ホロスコープスの紹介の際にキャンサーとアリエスも登場するようになった。最終話では例年通りオープニングがなく、エンディングにて2番が使用された。第1 - 4、22、30、32話では挿入歌として使用された。

挿入歌
「Giant Step」（6 - 10・12 - 16・18・23 - 25）
作詞 - 藤林聖子 / 作曲・編曲 - 鳴瀬シュウヘイ / 歌 - Astronauts（May'n・椎名慶治）
仮面ライダーフォーゼ（ベース、エレキ、ファイヤー3種のステイツ共通）のテーマソング。
「Shooting Star」（16・18・21・26・29）
作詞 - 藤林聖子 / 作曲・編曲 - tatsuo / 歌 - everset
仮面ライダーメテオのテーマソング。
第29話では前奏部分とインストゥルメンタル版が併用して使用された。
「Bounce Back」（20 - 22・31）
作詞 - 藤林聖子 / 作曲・編曲 - 山下洋介 / 歌 - SoutherN（栗林みな実・山下洋介）
仮面ライダーフォーゼ マグネットステイツのテーマソング。
第21話では前奏部分とインストゥルメンタル版が併用して使用された。
「ENDLESS PLAY」（21・29・48）
作詞 - 藤林聖子 / 作曲 - TAKUYA / 編曲 - 飯塚啓介・TAKUYA / 歌 - Astronauts feat.SHINA（Vocal.椎名慶治）
元々は、ゲーム「仮面ライダー クライマックスヒーローズ フォーゼ」の主題歌であった。
「咲いて」（26・48）
作詞 - 緋村剛・長野典二 / 作曲 - 長野典二 / 編曲 - 鳴瀬シュウヘイ / 歌 - 仮面ライダーGIRLS
天ノ川学園の卒業式プロムのイメージソング。
仮面ライダーGIRLSが実際に会場でライブする形式を取り、ライブとBGMを両立して使用された。
「Evolvin' Storm」（28 - 30・36）
作詞 - 藤林聖子 / 作曲・編曲 - tatsuo / 歌 - everset
仮面ライダーメテオストームのテーマソング。
「COSMIC MIND」（32 - 34・41・43・44・46・48）
作詞 - 藤林聖子 / 作曲・編曲 - 鳴瀬シュウヘイ / 歌 - Astronauts（May'n・椎名慶治）
仮面ライダーフォーゼ コズミックステイツのテーマソング。
最終話ではインストゥルメンタル版が使用された。
「ラッキークッキー」（39）
作詞 - DJ HurryKenn / 作曲・編曲 - 鳴瀬シュウヘイ / 歌 - 遠藤三貴（仮面ライダーGIRLS）
天高の女生徒（地下アイドル）が歌うという形で使用された。

## 放送日程
サブタイトルは「○・○・○・○」といったフォーマットに則り、その回のテーマに合わせた四文字の漢字が入る。
本作品も従来の平成仮面ライダーシリーズ同様2話完結の前後編形式（奇数回が前編、偶数回が後編）となっているが、『W』同様前編と後編で本編終了時に挿入されるエフェクトが異なっており、前編は画面右上と左下にラインが斜めに表示され本編映像が中央部に挿入され画面右上に「To Be Continued」と表示される。一方後編は画面右下にタイトルロゴが表示されるだけにとどまっている。また本作品も前作『オーズ』と同様に、全エピソードが完全に前後編として構成されている。
| 放送日         | 放送回 | サブタイトル   | 登場するゾディアーツ | 脚本       | 監督     |
| -------------- | ------ | -------------- | --- | ---------- | -------- |
| 2011年09月04日 | 1      | 青・春・変・身 | - オリオン・ゾディアーツ（声 - 水野真典） | 中島かずき | 坂本浩一 |
| 9月11日        | 2      | 宇・宙・上・等 | - オリオン・ゾディアーツ（声 - 水野真典） | 中島かずき | 坂本浩一 |
| 9月18日        | 3      | 女・王・選・挙 | - カメレオン・ゾディアーツ（声 - 吉川まりあ）                                                                                                  | 中島かずき | 坂本浩一 |
| 9月25日        | 4      | 変・幻・暗・躍 | - カメレオン・ゾディアーツ（声 - 吉川まりあ）                                                                                                  | 中島かずき | 坂本浩一 |
| 10月02日       | 5      | 友・情・表・裏 | - ユニコーン・ゾディアーツ（声 - 宇治清高） - ユニコーン・ゾディアーツ剣士形態                                                                 | 中島かずき | 石田秀範 |
| 10月09日       | 6      | 電・撃・一・途 | - ユニコーン・ゾディアーツ（声 - 宇治清高） - ユニコーン・ゾディアーツ剣士形態                                                                 | 中島かずき | 石田秀範 |
| 10月16日       | 7      | 王・様・野・郎 | - ハウンド・ゾディアーツ（声 - 佐藤流司） | 三条陸     | 柴﨑貴行 |
| 10月23日       | 8      | 鉄・騎・連・携 | - ハウンド・ゾディアーツ（声 - 佐藤流司） | 三条陸     | 柴﨑貴行 |
| 10月30日       | 9      | 魔・女・覚・醒 | - アルター・ゾディアーツ（声 - 梶原ひかり） | 三条陸     | 諸田敏   |
| 11月13日       | 10     | 月・下・激・突 | - アルター・ゾディアーツ（声 - 梶原ひかり） | 三条陸     | 諸田敏   |
| 11月20日       | 11     | 消・失・月・戸 | - ピクシス・ゾディアーツ（声 - 篠原孝文） | 中島かずき | 田﨑竜太 |
| 11月27日       | 12     | 使・命・賢・命 | - ピクシス・ゾディアーツ（声 - 篠原孝文） | 中島かずき | 田﨑竜太 |
| 12月04日       | 13     | 学・校・拒・絶 | - スコーピオン・ゾディアーツ - スコーピオン・ノヴァ（14話）                                                                                    | 三条陸     | 石田秀範 |
| 12月11日       | 14     | 毒・針・猛・襲 | - スコーピオン・ゾディアーツ - スコーピオン・ノヴァ（14話）                                                                                    | 三条陸     | 石田秀範 |
| 12月18日       | 15     | 聖・夜・合・唱 | - ペルセウス・ゾディアーツ（声 - 秋元龍太朗） - ペルセウス・ゾディアーツ暴走形態（16話） - カニスミノル・ゾディアーツ（15話）（声 - 虎南有香） | 三条陸     | 柴﨑貴行 |
| 12月25日       | 16     | 正・邪・葛・藤 | - ペルセウス・ゾディアーツ（声 - 秋元龍太朗） - ペルセウス・ゾディアーツ暴走形態（16話） - カニスミノル・ゾディアーツ（15話）（声 - 虎南有香） | 三条陸     | 柴﨑貴行 |
| 2012年01月08日 | 17     | 流・星・登・場 | - リンクス・ゾディアーツ（声 - 山崎将平） - スコーピオン・ゾディアーツ（18話）                                                                 | 中島かずき | 諸田敏   |
| 1月15日        | 18     | 弦・流・対・決 | - リンクス・ゾディアーツ（声 - 山崎将平） - スコーピオン・ゾディアーツ（18話）                                                                 | 中島かずき | 諸田敏   |
| 1月22日        | 19     | 鋼・竜・無・双 | - ドラゴン・ゾディアーツ（声 - 安藤龍） | 三条陸     | 石田秀範 |
| 1月29日        | 20     | 超・絶・磁・力 | - ドラゴン・ゾディアーツ（声 - 安藤龍） | 三条陸     | 石田秀範 |
| 2月05日        | 21     | 進・路・誤・導 | - ペガサス・ゾディアーツ（声 - タモト清嵐） - キャンサー・ゾディアーツ（22話）                                                                 | 中島かずき | 坂本浩一 |
| 2月12日        | 22     | 馬・脚・一・蹴 | - ペガサス・ゾディアーツ（声 - タモト清嵐） - キャンサー・ゾディアーツ（22話）                                                                 | 中島かずき | 坂本浩一 |
| 2月19日        | 23     | 白・鳥・同・盟 | - キグナス・ゾディアーツ（演 - 永嶋柊吾、声 - 松野太紀） - リンクス・ゾディアーツ（24話）                                                      | 長谷川圭一 | 山口恭平 |
| 2月26日        | 24     | 英・雄・願・望 | - キグナス・ゾディアーツ（演 - 永嶋柊吾、声 - 松野太紀） - リンクス・ゾディアーツ（24話）                                                      | 長谷川圭一 | 山口恭平 |
| 3月04日        | 25     | 卒・業・後・髪 | - コーマ・ゾディアーツ（声 - 鈴木かすみ） - アルター・ゾディアーツ - カメレオン・ゾディアーツ（25話） - ドラゴン・ゾディアーツ（25話）         | 三条陸     | 諸田敏   |
| 3月11日        | 26     | 有・終・輪・舞 | - コーマ・ゾディアーツ（声 - 鈴木かすみ） - アルター・ゾディアーツ - カメレオン・ゾディアーツ（25話） - ドラゴン・ゾディアーツ（25話）         | 三条陸     | 諸田敏   |
| 3月18日        | 27     | 変・身・却・下 | - キャンサー・ゾディアーツ - キャンサー・ノヴァ                                                                                                | 中島かずき | 石田秀範 |
| 3月25日        | 28     | 星・嵐・再・起 | - キャンサー・ゾディアーツ - キャンサー・ノヴァ                                                                                                | 中島かずき | 石田秀範 |
| 4月01日        | 29     | 後・輩・無・言 | - ムスカ・ゾディアーツ（声 - 荒木次元） - ペルセウス・ゾディアーツ（29話） - リンクス・ゾディアーツ（29話） - アリエス・ゾディアーツ（30話）   | 長谷川圭一 | 坂本浩一 |
| 4月08日        | 30     | 先・輩・無・用 | - ムスカ・ゾディアーツ（声 - 荒木次元） - ペルセウス・ゾディアーツ（29話） - リンクス・ゾディアーツ（29話） - アリエス・ゾディアーツ（30話）   | 長谷川圭一 | 坂本浩一 |
| 4月15日        | 31     | 昴・星・王・国 | - アリエス・ゾディアーツ - うさぎ座のゾディアーツ（31話） - アリエス・ノヴァ（32話）                                                           | 三条陸     | 坂本浩一 |
| 4月22日        | 32     | 超・宇・宙・剣 | - アリエス・ゾディアーツ - うさぎ座のゾディアーツ（31話） - アリエス・ノヴァ（32話）                                                           | 三条陸     | 坂本浩一 |
| 4月29日        | 33     | 古・都・騒・乱 | - リブラ・ゾディアーツ | 中島かずき | 諸田敏   |
| 5月06日        | 34     | 天・穴・攻・防 | - リブラ・ゾディアーツ | 中島かずき | 諸田敏   |
| 5月13日        | 35     | 怪・人・放・送 | - カプリコーン・ゾディアーツ | 長谷川圭一 | 渡辺勝也 |
| 5月20日        | 36     | 本・気・伝・歌 | - カプリコーン・ゾディアーツ | 長谷川圭一 | 渡辺勝也 |
| 5月27日        | 37     | 星・徒・選・抜 | - アクエリアス・ゾディアーツ | 三条陸     | 石田秀範 |
| 6月03日        | 38     | 勝・者・決・定 | - アクエリアス・ゾディアーツ | 三条陸     | 石田秀範 |
| 6月10日        | 39     | 学・園・法・度 | - タウラス・ゾディアーツ | 長谷川圭一 | 諸田敏   |
| 6月24日        | 40     | 理・念・情・念 | - タウラス・ゾディアーツ | 長谷川圭一 | 諸田敏   |
| 7月01日        | 41     | 部・活・崩・壊 | - ヴァルゴ・ゾディアーツ | 中島かずき | 山口恭平 |
| 7月08日        | 42     | 射・手・君・臨 | - ヴァルゴ・ゾディアーツ | 中島かずき | 山口恭平 |
| 7月15日        | 43     | 双・子・明・暗 | - ジェミニ・ゾディアーツ - ジェミニ・ノヴァ | 三条陸     | 石田秀範 |
| 7月22日        | 44     | 星・運・儀・式 | - ジェミニ・ゾディアーツ - ジェミニ・ノヴァ | 三条陸     | 石田秀範 |
| 8月05日        | 45     | 天・秤・離・反 | - ピスケス・ゾディアーツ（声 - ほのかりん） - リブラ・ゾディアーツ                                                                             | 中島かずき | 諸田敏   |
| 8月12日        | 46     | 孤・高・射・手 | - ピスケス・ゾディアーツ（声 - ほのかりん） - リブラ・ゾディアーツ                                                                             | 中島かずき | 諸田敏   |
| 8月19日        | 47     | 親・友・別・離 | - レオ・ゾディアーツ - サジタリウス・ゾディアーツ（47話） - サジタリウス・ノヴァ                                                               | 中島かずき | 坂本浩一 |
| 8月26日        | 最終話 | 青・春・銀・河 | - レオ・ゾディアーツ - サジタリウス・ゾディアーツ（47話） - サジタリウス・ノヴァ                                                               | 中島かずき | 坂本浩一 |

## 他媒体展開
特記のない限り、仮面ライダーフォーゼが各作品に登場。

### クレヨンしんちゃんコラボ企画
『映画クレヨンしんちゃん 嵐を呼ぶ!オラと宇宙のプリンセス公開記念! 仮面ライダーフォーゼ コラボスペシャル』（第1&3話）
『仮面ライダー×スーパー戦隊 スーパーヒーロー大戦公開記念! クレヨンしんちゃん コラボスペシャル』（第2&4話）
『クレヨンしんちゃん』と『仮面ライダーフォーゼ』両作品で放送されたアニメ+実写のコラボレーションショートエピソード。『クレヨンしんちゃん』と本作品の放送枠内で、2012年4月13日から4月29日まで全4話が放送された。
「しんちゃんスイッチ」の力でアニメ風になった弦太朗＝フォーゼがロケット型のしんちゃんを腰に装着し、ヒマワリ星にさらわれたひまわりを助けに行くという話。他にはユウキも登場する。
| 話数  | サブタイトル           | 放送番組                                                                | 放送日         |
| ----- | ---------------------- | ----------------------------------------------------------------------- | -------------- |
| 第1話 | アニメで変身だゾ       | 放送丸20年!春のクレヨンしんちゃん 映画公開スペシャルだゾ（実写+アニメ） | 2012年 4月13日 |
| 第2話 | 合・体・出・撃         | 仮面ライダーフォーゼ 第31話（アニメ）                                   | 4月15日        |
| 第3話 | ひまわりをお助けするゾ | クレヨンしんちゃん 第768話（アニメ）                                    | 4月27日        |
| 第4話 | 友・達・未・満         | 仮面ライダーフォーゼ 第33話（実写+アニメ）                              | 4月29日        |

### 他テレビシリーズ
『仮面ライダーオーズ/OOO』
第48話（最終話）のエンディングに歌星賢吾と城島ユウキが登場。
『仮面ライダーウィザード』
第52・53話にフォーゼとゾディアーツが登場。
『仮面ライダージオウ』
仮面ライダーフォーゼが2068年の世界に歴代平成仮面ライダーの銅像のひとつとして登場。
EP04のエピローグで如月弦太朗に似ているキャラクターが天ノ川学園高等学校の門の隣に登場。EP05・06に大杉忠太が登場。他にEP05にフォーゼに加え変身前の如月弦太朗の後姿とスコーピオン・ゾディアーツが登場。EP47・EP48にゾディアーツが登場。

### 映画
『劇場版 仮面ライダーオーズ WONDERFUL 将軍と21のコアメダル』
2011年8月6日公開。『仮面ライダーオーズ/OOO』の映画作品。フォーゼは変身前の如月弦太朗としても登場、他に城島ユウキが先行登場。
『仮面ライダー×仮面ライダー フォーゼ&オーズ MOVIE大戦MEGA MAX』
2011年12月10日公開。本作品と『仮面ライダーオーズ/OOO』のクロスオーバー作品。
テレビシリーズ（放映時）第12話から第17話までのOPで、同作品の映像が使用されている。
スーパーヒーロー大戦シリーズ
いずれも仮面ライダーシリーズとスーパー戦隊シリーズのクロスオーバー作品。
『仮面ライダー×スーパー戦隊 スーパーヒーロー大戦』
2012年4月21日公開。仮面ライダーシリーズとスーパー戦隊シリーズのクロスオーバー作品。
『仮面ライダー×スーパー戦隊×宇宙刑事 スーパーヒーロー大戦Z』
2013年4月27日公開。先の2シリーズとメタルヒーローシリーズのクロスオーバー作品。
『平成ライダー対昭和ライダー 仮面ライダー大戦 feat.スーパー戦隊』
2014年3月29日公開。
『スーパーヒーロー大戦GP 仮面ライダー3号』
2015年3月21日公開。
『仮面ライダーフォーゼ THE MOVIE みんなで宇宙キターッ!』
2012年8月4日公開。本作品の単独作品。
テレビシリーズ（放映時）第42話から第47話までのOPで、同作品の映像が使用されている。
『仮面ライダー×仮面ライダー ウィザード&フォーゼ MOVIE大戦アルティメイタム』
2012年12月8日公開。『仮面ライダーウィザード』と本作品のクロスオーバー作品。
『仮面ライダー×仮面ライダー 鎧武&ウィザード 天下分け目の戦国MOVIE大合戦』
2013年12月14日公開。『仮面ライダー鎧武/ガイム』と『仮面ライダーウィザード』のクロスオーバー作品。武神フォーゼが登場。
『仮面ライダー平成ジェネレーションズ FINAL ビルド&エグゼイドwithレジェンドライダー』
2017年12月9日公開。『仮面ライダービルド』と『仮面ライダーエグゼイド』のクロスオーバー作品。フォーゼは変身前の如月弦太朗としても登場。他にJKと大杉忠太やゾディアーツが登場。
『劇場版 仮面ライダービルド Be The One』
2018年8月4日公開。『仮面ライダービルド』の単独作品。エピローグでフォーゼの他、サジタリウス・ノヴァ、ヴァルゴ、レオ、キャンサーの各ゾディアーツが登場。
『平成仮面ライダー20作記念 仮面ライダー平成ジェネレーションズ FOREVER』
2018年12月22日公開。『仮面ライダージオウ』と『仮面ライダービルド』をメインとしたクロスオーバー作品。
『劇場版 仮面ライダージオウ Over Quartzer』
2019年7月26日公開。『仮面ライダージオウ』の単独作品。
『仮面ライダー 令和 ザ・ファースト・ジェネレーション』
2019年12月21日公開。『仮面ライダージオウ』と『仮面ライダーゼロワン』をメインとしたクロスオーバー作品。
『セイバー+ゼンカイジャー スーパーヒーロー戦記』
2021年7月22日公開。仮面ライダー50周年×スーパー戦隊45作品記念作品。
『仮面ライダー ビヨンド・ジェネレーションズ』
2021年12月17日公開。『仮面ライダーリバイス』と『仮面ライダーセイバー』をメインとしたクロスオーバー作品。

### プラネタリウム映画
プラネタリウムスペシャル『仮面ライダーフォーゼ&宇宙刑事ギャバン ゴールドディスクを守れ!』
2013年4月27日以降各科学館などで上映のプラネタリウム映画。上映時間約28分（星空解説含まず）。ボイジャー1号に搭載されたゴールドディスクを守るためにフォーゼ&メテオとギャバンが活躍する。
声の出演
- 仮面ライダーフォーゼ - 福士蒼汰
- 仮面ライダーメテオ - 吉沢亮
- 宇宙刑事ギャバン - 大葉健二
- ナレーション - 檜山修之

スタッフ
- 監督 - 山口恭平
- 天文監修 - 渡部潤一（国立天文台）
- 企画・制作 - 東映、五藤光学研究所

### ゲーム
特記事項が無い限り、バンダイナムコゲームス（バンダイレーベルとバンプレストレーベル、現：バンダイナムコエンターテインメント）からの発売による。
『仮面ライダー クライマックスヒーローズ フォーゼ』
2011年12月1日発売。
『仮面ライダー 超（スーパー）クライマックスヒーローズ』
2012年11月29日発売。フォーゼの他仮面ライダーメテオが登場。
『オール仮面ライダー ライダージェネレーション』
2011年8月4日発売。
『オール仮面ライダー ライダージェネレーション2』
2012年8月2日発売。フォーゼの他に仮面ライダーメテオがプレイアブルキャラクターとして、賢吾とユウキがサポートキャラクターとして登場する。
『オール仮面ライダー ライダーレボリューション』
2016年12月1日発売。フォーゼの他に仮面ライダーメテオが登場。フォーゼの声は代役の声優に変更されている。
『仮面ライダーフォーゼ×チャリ走』
2012年6月1日配信、Google PlayおよびAppStoreで配信のスマートフォン向けゲームアプリ。
発売元はスパイシーソフト。
仮面ライダーフォーゼと、ゲーム「チャリ走」のコラボレーション作品。仮面ライダーフォーゼに変身して、宇宙をバイクで走る。
『HEROES' VS』
2013年2月7日発売。
『仮面ライダー バトライド・ウォー』
2013年5月23日発売。フォーゼの他に、仮面ライダーメテオが登場。
『仮面ライダー バトライド・ウォーII』
2014年6月26日発売。フォーゼの他に、仮面ライダーメテオが登場。
『仮面ライダー バトライド・ウォー 創生』
2016年2月25日発売。フォーゼの他に、仮面ライダーメテオが登場。フォーゼの声は代役の声優に変更されている。
『スーパーヒーロージェネレーション』
2014年10月23日発売。フォーゼの他に、仮面ライダーメテオと仮面ライダーなでしこが登場。

### プロモーションビデオ
土屋アンナ『Switch On!』
夜中の裏路地でフォーゼが空中投影された、土屋アンナのライブ映像を鑑賞するというもの。フォーゼはベースステイツだけの登場でロケットモジュール、レーダーモジュール、チェーンソーモジュールを装備している。
綾小路翔VSマーティ・フリードマン『SAMURAI STRONG STYLE』
『仮面ライダー×仮面ライダー フォーゼ&オーズ MOVIE大戦MEGA MAX』の主題歌。フォーゼとオーズが登場する割合は短く、主に本作品のタイアップ映像と、ダスタード、屑ヤミー、マスカレイド・ドーパント、ショッカー戦闘員の4組（順に本作品、オーズ、W、初代仮面ライダーの戦闘員）によるダンスが中心となっている。
Astronauts『Giant Step』
光の檻に閉じ込められた仮面ライダーフォーゼがMay'nからエレキスイッチを受け取り、エレキステイツに変身して脱出する。
everset『Shooting Star』
仮面ライダーメテオが星屑忍者ダスタード相手に百人組手を行う。
SoutherN『Bounce Back』
栗林みな実がデジタル風の仮想世界でオートバイレースを行い、コーナーにある赤と青のアイテムから溜めたゲージによって仮面ライダーフォーゼの手にNSマグフォンが出現し、マグネットステイツへの変身を遂げる。
everset『Evolvin' Storm』
『Music States Collection』に収録。格闘ゲームの画面内で唄うeversetの元に助っ人としてメテオストームが駆け付ける。
Astronauts『COSMIC MIND』
『Music States Collection』に収録。宇宙で戦いながらも高校生たちの様子をうかがっていたフォーゼがコズミックステイツに変身し、引き起した爆風が花火となって生徒たちに見届けられる。
デーモン閣下『FOREST OF ROCKS』
『仮面ライダー×仮面ライダー ウィザード&フォーゼ MOVIE大戦アルティメイタム』の主題歌。本作品からはフォーゼが登場するが出番は短く、デーモン閣下の行進とそれに合わせて踊るバックダンサーが中心となっている。

### 漫画
『仮面ライダーフォーゼ』
『別冊コロコロコミック』2012年2月号・4月号で前後編として掲載。2月号の前編は7・8話におけるハウンド・ゾディアーツ事件、4月号の後編は17・18話におけるリンクス・ゾティアーツ事件を描く。作画は鷹岬諒が務める。
『てれびくん』2011年9月号には同作者による漫画オリジナルストーリーが掲載。テレビシリーズの番外編に当たる。

### オリジナルDVD
『仮面ライダーフォーゼ 超バトルDVD 友情のロケットドリルステイツ』
『てれびくん』2012年6月号から8月号までの応募者全員サービスのDVD。脚本は三条陸、監督は山口恭平。制作・発行は小学館。収録時間12分。スイッチを選ぶことで展開が進むアドベンチャー形式のDVD。本作品で昭和ライダーが初めて出演した。
『仮面ライダーフォーゼ アストロスイッチひみつレポート』
『てれびくん』2012年7月号付録。脚本は木原大輔、監督は山口恭平。収録時間11分。超バトルDVDの前日譚となっている。
弦太朗と流星とタチバナがアストロスイッチとモジュールを解説していく。

### Web配信ドラマ
『ドライブサーガ 仮面ライダーブレン』
『仮面ライダードライブ』のスピンオフ作品。キャンサー・ゾディアーツが登場。

### CS放送・ネット配信
CS放送
- 東映チャンネル…2015年5月 - 10月、2017年5月 - 10月（いずれも「石ノ森章太郎劇場」枠）

ネット配信
- 東映特撮ニコニコおふぃしゃる…2018年5月20日 - 2019年4月14日
- 東映特撮YouTube Official…2019年12月7日[254] - 2020年5月23日、2023年3月18日 - 8月26日

### 小説
『小説 仮面ライダーフォーゼ〜天・高・卒・業〜』
講談社キャラクター文庫（講談社）より2014年2月28日発売。著者は塚田英明。
如月弦太朗、歌星賢吾、城島ユウキの高等部卒業を4日後に控えた時期に起きた事件を描き、悪役として新ライダーの仮面ライダーイカロスが登場する他、同作品オリジナルの形態ランチャーステイツが登場する。テレビシリーズで生存していた敵の元幹部・園田紗理奈、鬼島夏児、杉浦雄太らが物語のキーパーソンとして位置付けられている。
付属の帯には弦太朗役の福士が推薦文を寄せている。
- 人工衛星に匿われた人たちの処遇については、中島が本編で描きたかった要素だが、本筋とは関係ないため流れてしまったという。また、弦太朗の過去編においても映画で描きたかった要素だという。

### 映像ソフト化
いずれも発売元は東映ビデオ。
『仮面ライダーフォーゼ』
本作品のテレビシリーズは、2012年2月21日から2013年1月21日までBlu-ray DiscおよびDVDが順次発売されている（各巻4話収録で全12巻）。
同年10月21日には第31話「昴・星・王・国」と第32話「超・宇・宙・剣」（第16エピソード）の2話に、約10分の未公開シーンとオリジナルエンディングを追加・再編集して1本のストーリーに構成した「クライマックスエピソード 31話32話 ディレクターズカット版 天星の絆」のBlu-rayとDVDが発売。2013年2月21日には第47話「親・友・別・離」と第48話（最終話）「青・春・銀・河」（第24エピソード）に、未公開シーンを追加して1本のストーリーに再編集した「ファイナルエピソード ディレクターズカット版 炎の卒業」のBlu-rayとDVDが発売。
このほか、児童向けセレクションセルソフト「ヒーロークラブ」レーベルから全2巻が発売された。
Vol.1「スリー、ツー、ワン、変身！宇宙キターッ!!」 （2011年12月9日発売）
テレビシリーズの第1話と第2話（第1エピソード）の再編集版。
Vol.2「パワーダイザー！フォーゼと共に戦うぞ!!」（2012年1月21日発売）
同じく第7話と第8話（第4エピソード）の再編集版。

### その他
『仮面ライダーコレクションナビ』
カーナビゲーション。仮面ライダーフォーゼの案内音声を中心に歌星賢吾、城島ユウキがかけあいをしながらナビゲーションをする。歴代26人の仮面ライダーと友達となっていくイベント機能も搭載されている。
『麻宮騎亜 仮面ライダーフォーゼ デザインワークス』
テレビシリーズから最新映画『仮面ライダー×仮面ライダー ウィザード&フォーゼ MOVIE大戦アルティメイタム』まで、麻宮騎亜による『仮面ライダーフォーゼ』デザインワークをすべて収録。
出版社:ホビージャパン、2012年12月24日発売、ISBN 978-4-7986-0499-2
『聖☆おにいさん』（劇場版アニメ）
劇中で放送されている番組として実名で登場。子供がフォーゼのお面をかぶったり、変身の掛け声や、「宇宙キター!」の台詞を頻繁に発している。